# Skoklosters slott
Skoklosters slott är ett tidigare privatpalats beläget på Skohalvön vid Mälaren i Håbo kommun i Uppland. Skoklosters slott räknas som ett av Sveriges främsta barockslott. Slottet är ett museum, och ingår i Statens historiska museer.
Skokloster är det största privatpalats som någonsin har byggts i Sverige och tillkom under den svenska stormaktstidens mest blomstrande period. Slottbygget påbörjades 1654 men avstannade innan det var färdigt då byggherren Carl Gustaf Wrangel dog 1676.
Arkitekt var troligen byggmästaren Caspar Vogel från Thüringen. Jean de la Vallée ritade barockträdgården och en sjögård som aldrig förverkligades. Även Nicodemus Tessin den äldre var inblandad i projektet eftersom slottets fasadutformning sannolikt återgår på dennes ritningar. De originella åttkantiga tornen och deras huvar har motsvarigheter i palatset Ujazdów i Warszawa i Polen som Wrangel belägrade under Karl X Gustavs polska krig. Sannolikt låg Tessins korrigerade ritningar med åttkantstorn till grund för den tyske finsnickaren Barhel Volklands modell som har bevarats. Skulle Caspar Vogel ha gjort ursprungsritningen skulle man istället förvänta sig fyrkantstorn i avsatser med balustradgallerier som i arkitektens hemtrakter i mellersta och södra Tyskland. Med sådana tornbyggnader försågs både slotten i Wrangelsburg och Bremervörde med flera i Pommern. Den som ansvarade för anläggningens fullbordande med avseende på trädgården och inredningarna var den svenskfödde arkitekten Mathias Spihler som var verksam här i en inspektorssyssla till och med 1686. Skokloster är arkitektoniskt unikt i Sverige. Det finns inga påtagliga föregångare eller efterföljare.
Slottet förvärvades 1967 av staten som då började ett omfattande renoveringsarbete. Skokloster är numera museum och sedan 1971 ett statligt byggnadsminne som förvaltas av Statens fastighetsverk. På Skoklosters slott förvaras över 50 000 föremål, däribland en omfattande vapensamling – som är en av Europas mest kända – och ett porträttgalleri med 600 verk. Vissa av museets salar visas för allmänheten under sommarmånaderna.

## Ägarhistorik

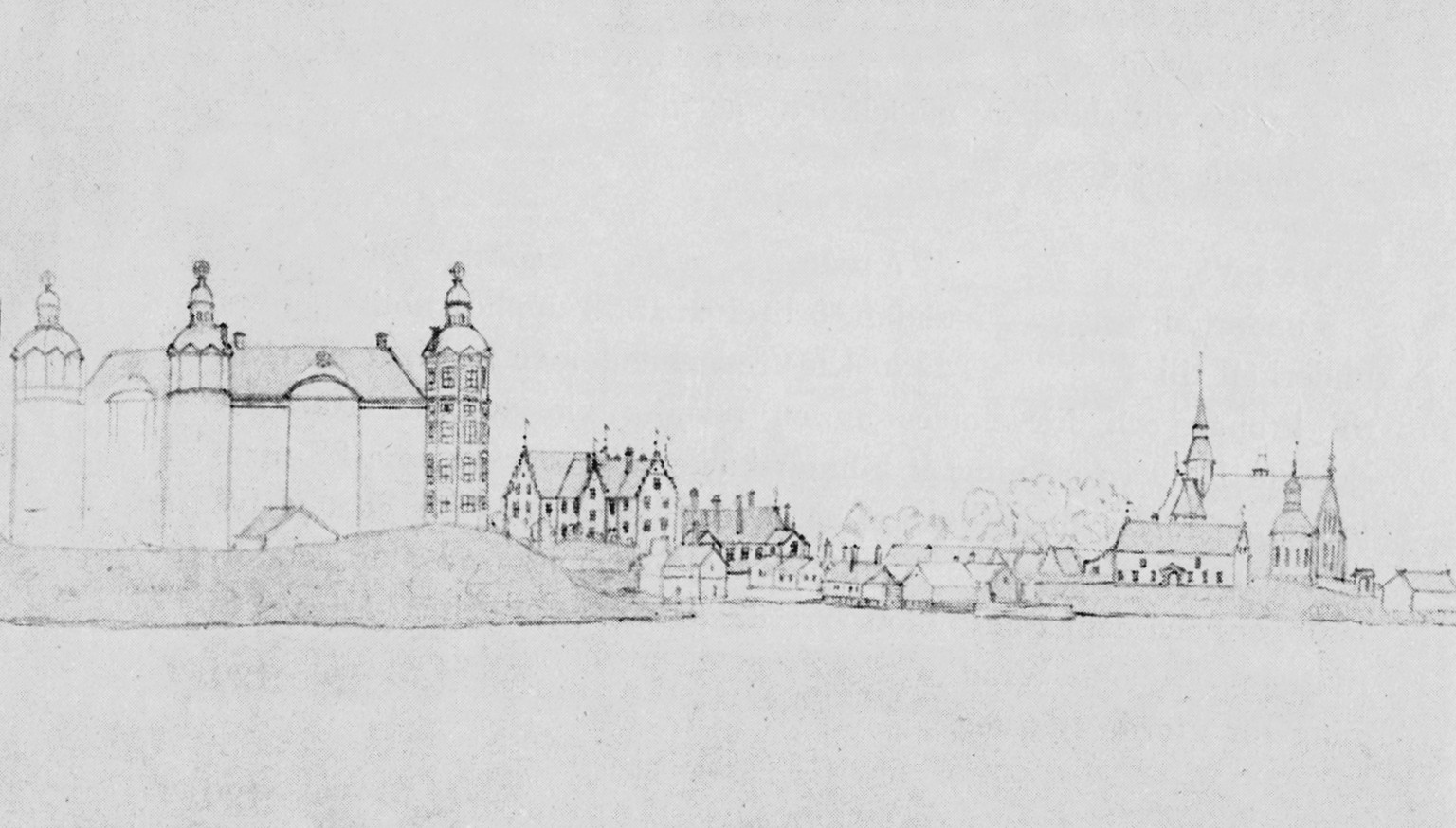
Nya slottet Skokloster till vänster år 1666. I mitten gamla gården med trappgavlar och till höger klosterkyrkan, teckning av Erik Dahlbergh.

En gård Sko är känd sedan 1100-talet. I början av 1200-talet upplät Knut Holmgersson sin gård Sko till ett kloster för cisterciensernunnor kallad Sko kloster. Genom Gustav Vasas reduktion 1527 kom gården i kronans ägo. Klostrets egendomar förvaltades därefter av en kunglig klosterfogde.
År 1609 skänkte Karl IX egendomen, bestående av 22 mantal, till fältmarskalken Christer Somme. Men när denne två år senare kapitulerade för danskarna på Kalmar slott återtogs förläningen och gavs istället till den då 27-årige Herman Wrangel som belöning för utförda tjänster. Av allt att döma övertog Herman Wrangel en dåligt underhållen gård med förfallna klosterbyggnader utan något egentligt bostadshus. Förutom kyrkan kvarstod ett hus i två våningar (rivet på 1890-talet) samt en trevåningsbyggnad som Wrangel lät bygga om till manbyggnad.
Den ursprungliga huvudbyggnaden ligger norr om slottet och syns, försedd med trappgavlar, på en teckning av Erik Dahlbergh från 1666. Huset byggdes om på 1730-talet och finns fortfarande kvar. Den kallas numera "Gamla slottet" eller "Stenhuset" och innehöll slottets administration 1996–2012. Den nuvarande slottsliknande byggnaden uppfördes 1654–1676 och skapades av greven och fältmarskalken Carl Gustaf Wrangel. Platsen var alltså känd för Wrangel sedan tidigare. Här fanns fadern Herman Wrangels herrgård och här föddes han själv den 13 december 1613.
Efter Wrangels död den 25 juni 1676 övergick ägandet till familjen Brahe genom att Wrangels äldsta dotter Margareta Juliana gifte sig 1660 med riksrådet och amiralen greve Nils Brahe. Vid hans död 1699 instiftade änkan ett fideikommiss för sonen generalmajoren greve Abraham Brahe (1669–1728). Under 1700-talet vaknade intresset för stormaktstiden och slottet blev ett populärt utflyktsmål. Under 1700- och 1800-talen finns bland ägarna Erik Brahe, Magnus Fredrik Brahe, Magnus Brahe och Nils Claes Brahe. År 1907 övertog dennes bror Magnus Per Brahe gården och 1930 blev den senares systerson Gustaf Fredrik von Essen ägare av Skoklosters slott. Den siste private ägaren fram till 1967 var friherre Rutger von Essen.
På 1940-talet byggdes bottenvåningen om till bostad åt de sista privata ägarna, familjen von Essen.
De övre våningarna skulle bevaras som museum, men bottenvåningen hade redan tidigare fungerat som bostad för knekten och rustmästaren som bodde i slottet året runt. Ombyggnaden ägde rum i två etapper, den första 1947 och den andra 1952 då familjen hade växt. För första gången gavs en del av slottet centralvärme och ett modernt badrum. Den första elektriska installationen hade gjorts 1917 då knektens och rustmästarens bostäder fått elektrisk belysning. Källarvåningen användes som pannrum, bränsleförråd och förråd för rotfrukter till familjens hushåll.
Den 23 februari 1967 köptes Skoklosters slott med de cirka 50 000 inventarierna av svenska staten för 25 miljoner kronor. De stora ägorna som hörde till Skokloster behölls dock inom familjen von Essen. Slottet blev ett statligt museum och ingick i myndigheten Livrustkammaren och Skoklosters slott med Stiftelsen Hallwylska museet mellan 1978 och 2017. Sedan årsskiftet 2017/2018 ingår det i myndigheten Statens historiska museer. På Skokloster finns tre vapensamlingar: den Wrangelska, den Braheska och den Bielkeska. Ägarfamiljerna har genom åren samlat konst, textilier, konsthantverk, böcker och keramik från tiden 1550 till 1850.
När staten övertog slottet, igångsattes ett omfattande renoveringsarbete, som varade cirka tio år, av dåvarande Byggnadsstyrelsen under ledning av arkitekt Ove Hidemark. Nu var ambitionen att med så få ingrepp som möjligt säkra byggnadens substans. Bland annat behövde slottets grund och tak förstärkas. Vid restaureringen användes enbart traditionella material och metoder från 1600-talet och man utnyttjade de tekniska handböckerna från ursprungsbygget som fanns kvar i Wrangels bibliotek. Originalputsen lämnades kvar, för reparation av skadade partier använde man nytt bruk med samma sammansättning som det gamla. Från och med 2014 pågår en totalrenovering av slottets tak.

### Historiska bilder

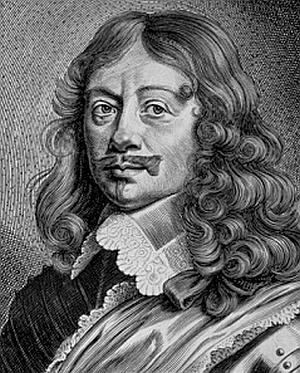
Byggherren Wrangel.
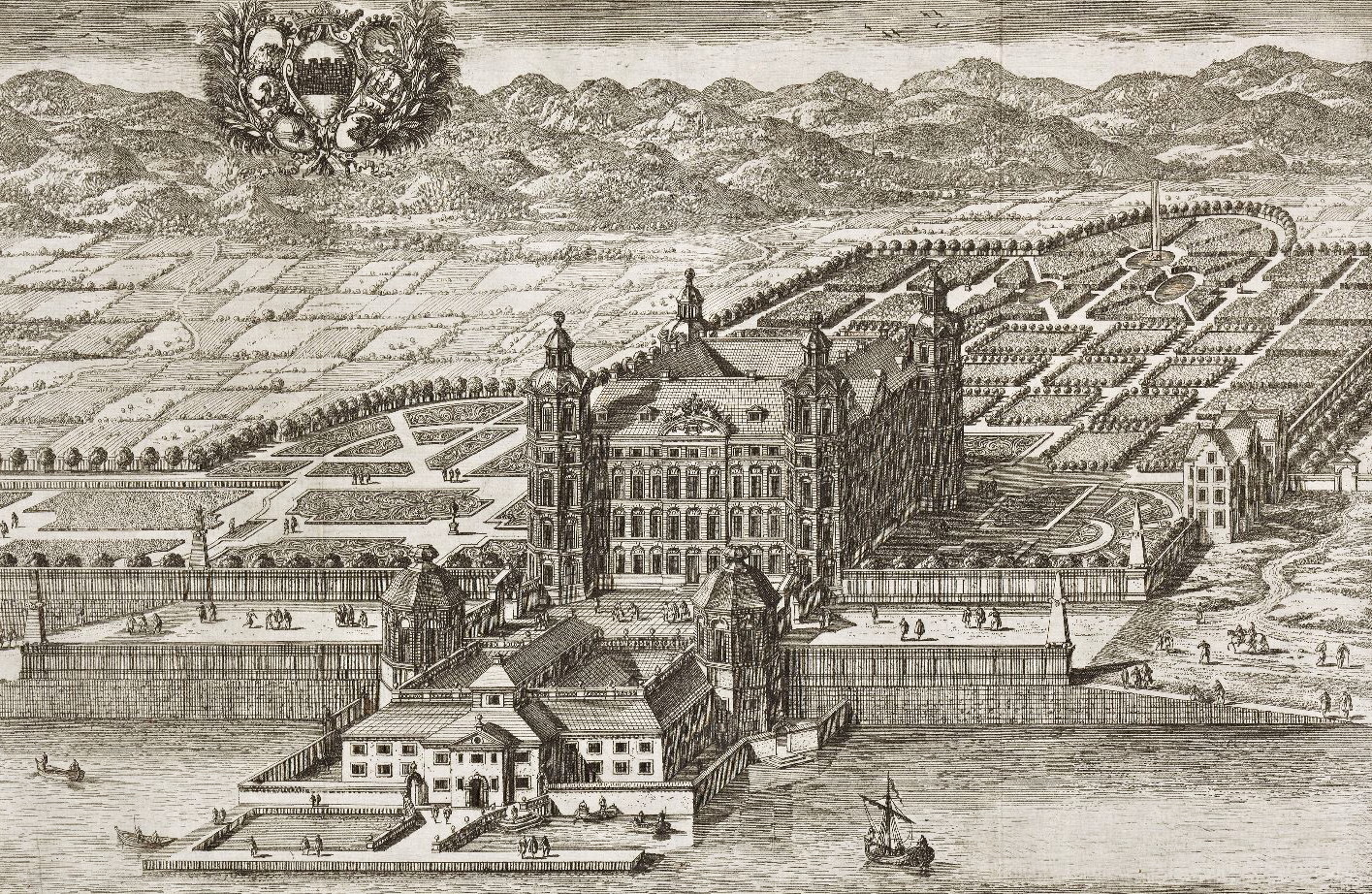
Idealiserad illustration av Erik Dahlbergh, Svecia Antiqua et Hodierna (detalj), 1690-tal
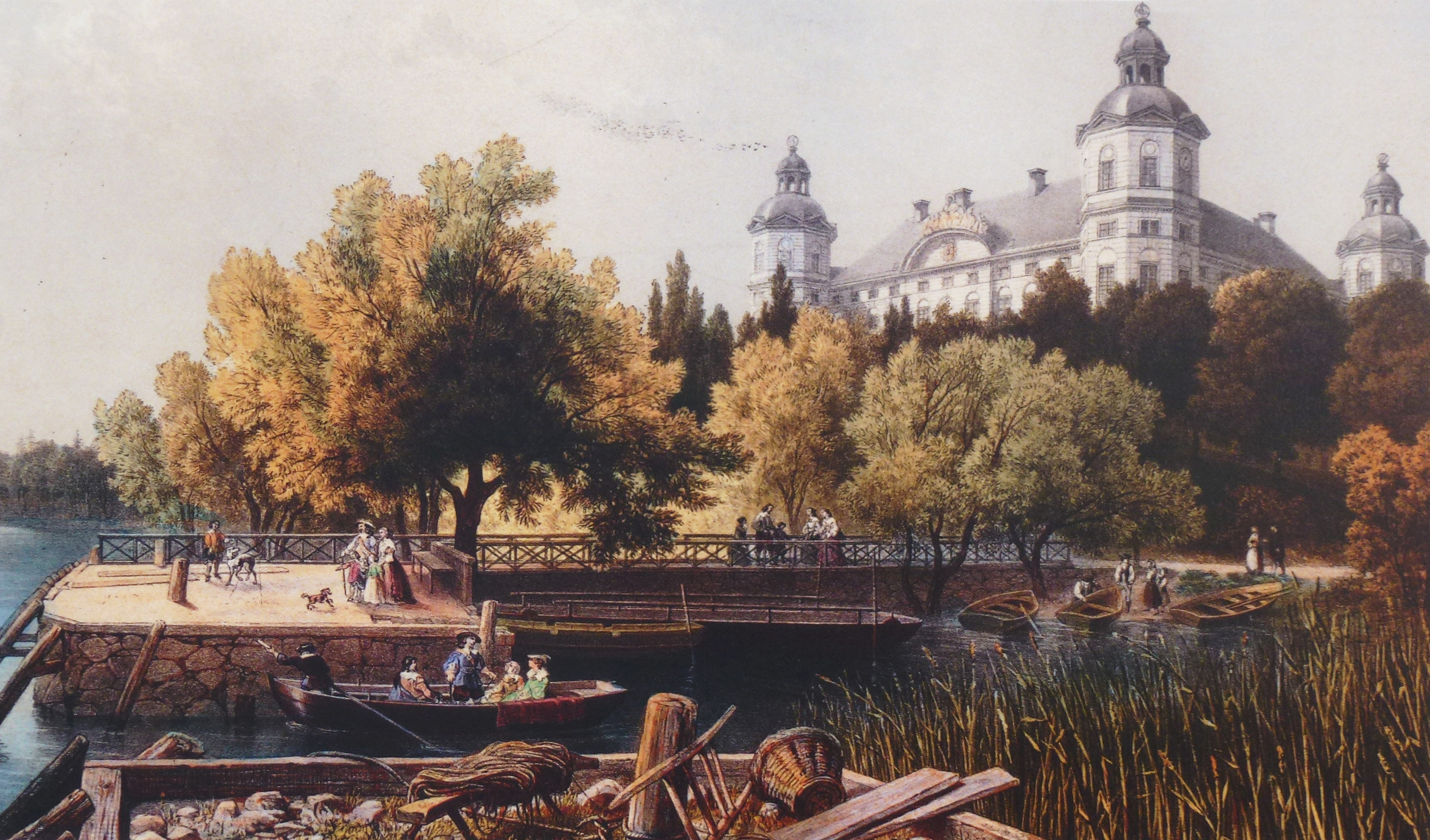
Slottet från Mälaren med hamnen, Carl Johan Billmark omkring 1860
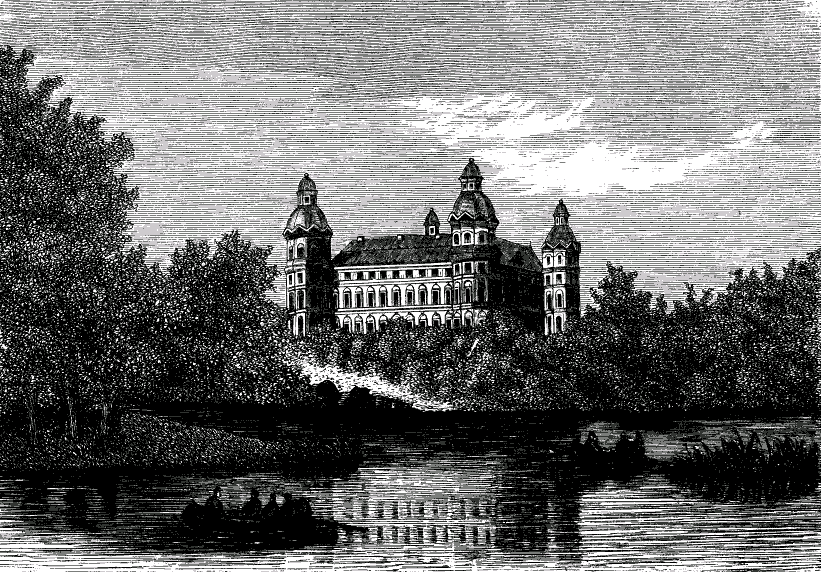
Slottet enligt en gravyr från Svenska Familj-Journalen, 1866
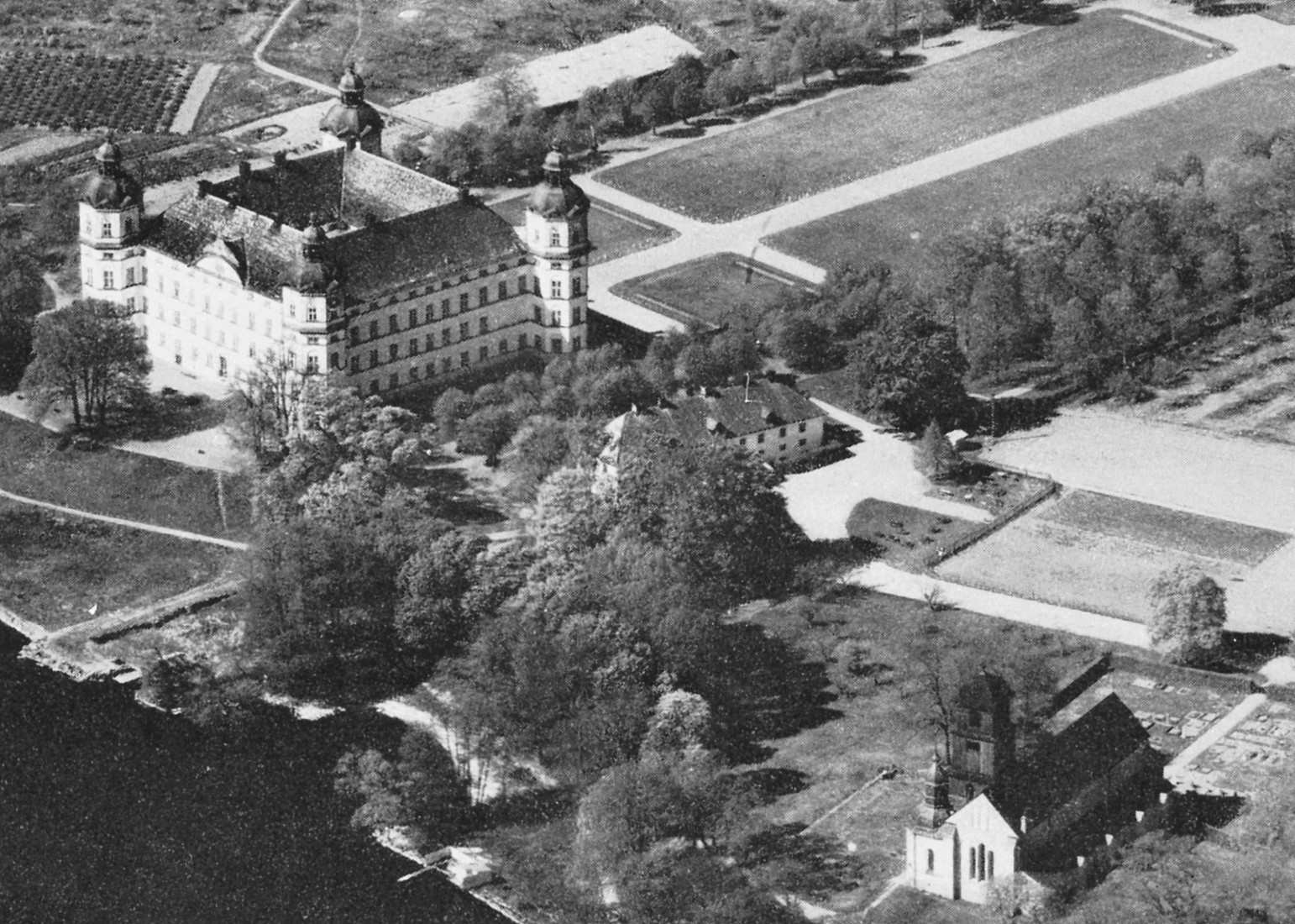
Slottet då det förvärvades av staten 1967

## Byggnaden

### Arkitektur och planlösning

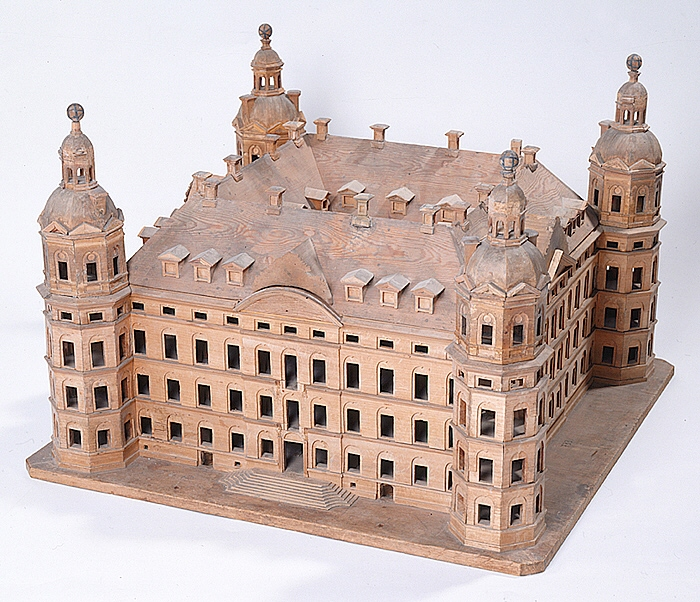
Modell av slottet från 1657, troligtvis utförd av Barthel Volkland. Skoklosters slott.

Vem som var arkitekt till Skokloster är fortfarande oklart, troligen fanns flera. Ritningarna till slottet utarbetades med största sannolikhet av den tyske arkitekten och byggmästaren Caspar Vogel, som 1652 anlitades av Wrangel att rita Schloss Wrangelsburg i Svenska Pommern. Vogel avled 1663 och Mathias Spieler har i Sverige övervakat och bearbetat hans ursprungliga förslag. Även Jean de la Vallée och Nicodemus Tessin d.ä. har kunnat knytas till olika delar av projektet. Tessin var ungefär samtidigt engagerad av Wrangel för ombyggnadsarbeten på Wrangelska palatset i Stockholm och nybyggnad av Gripenbergs slott utanför Tranås. Skoklosters slott är gestaltat i barockstil och kom aldrig att fullbordas, då byggherren Wrangel dog 1676. När budet om Wrangels död nådde arbetarna på slottet avstannade projektet. 

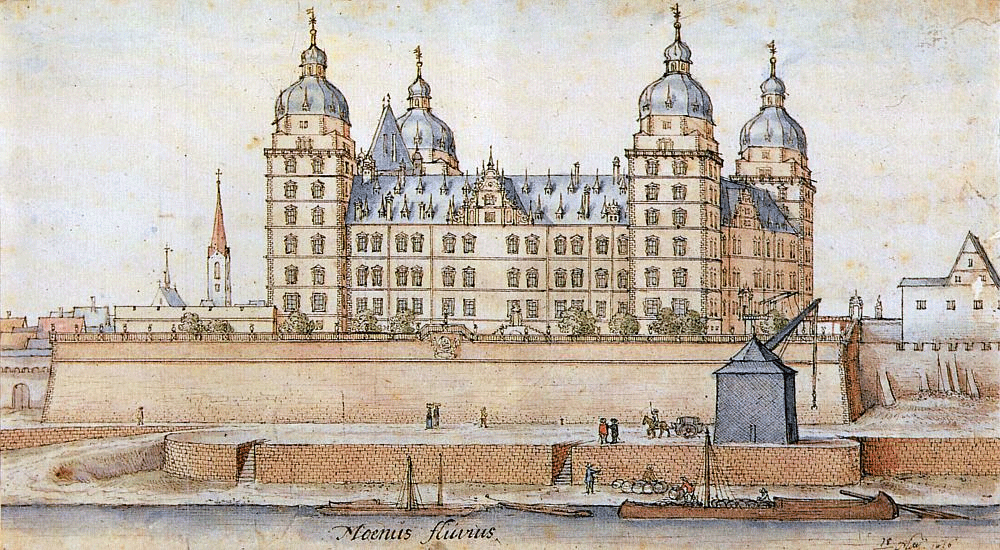
Renässansslottet Schloss Johannisburg vid floden Main i Bayern var en möjlig förebild för Wrangels palats. Akvarell från 1636 av Wenceslaus Hollar. Chatsworth house.

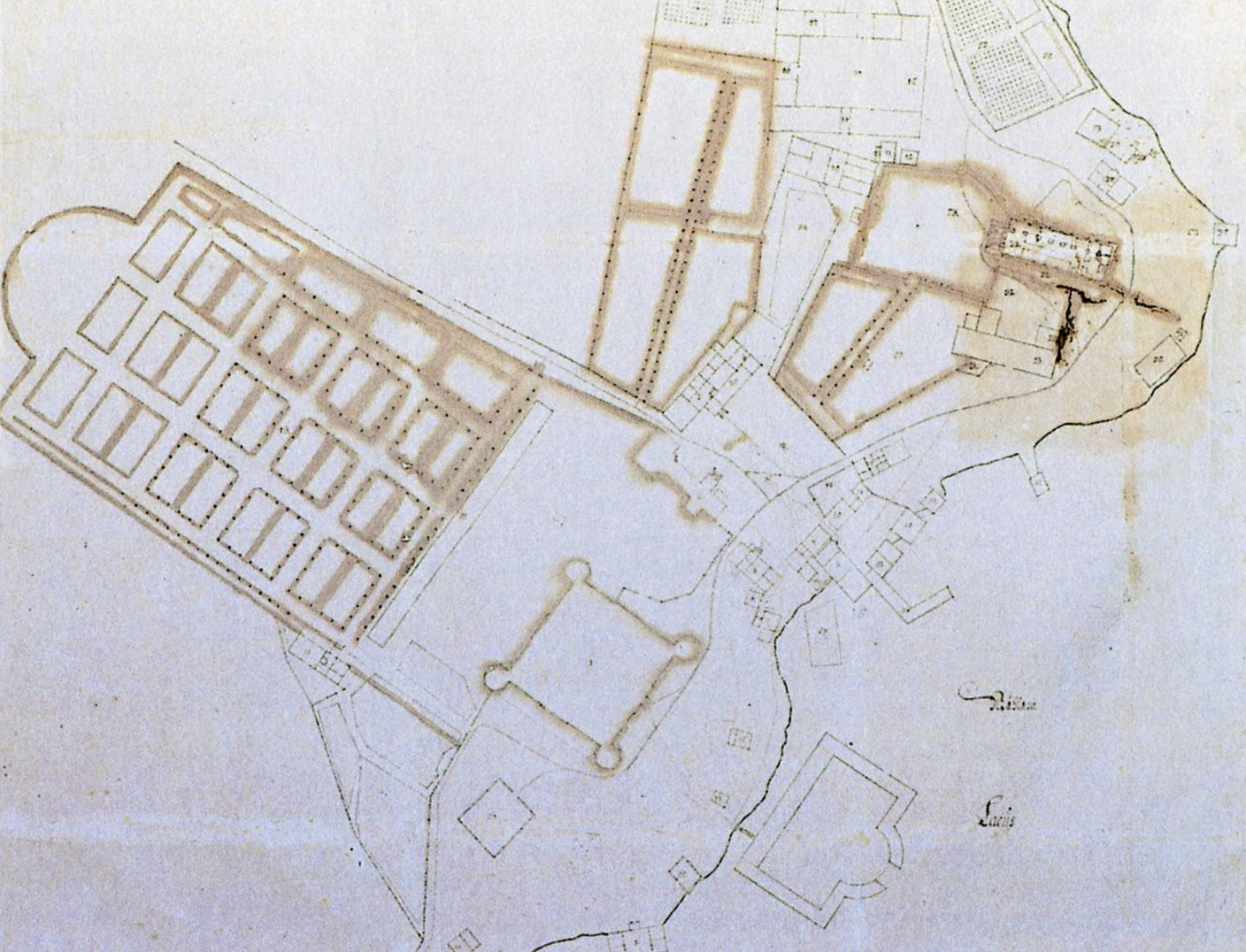
Situationsplan från 1674.

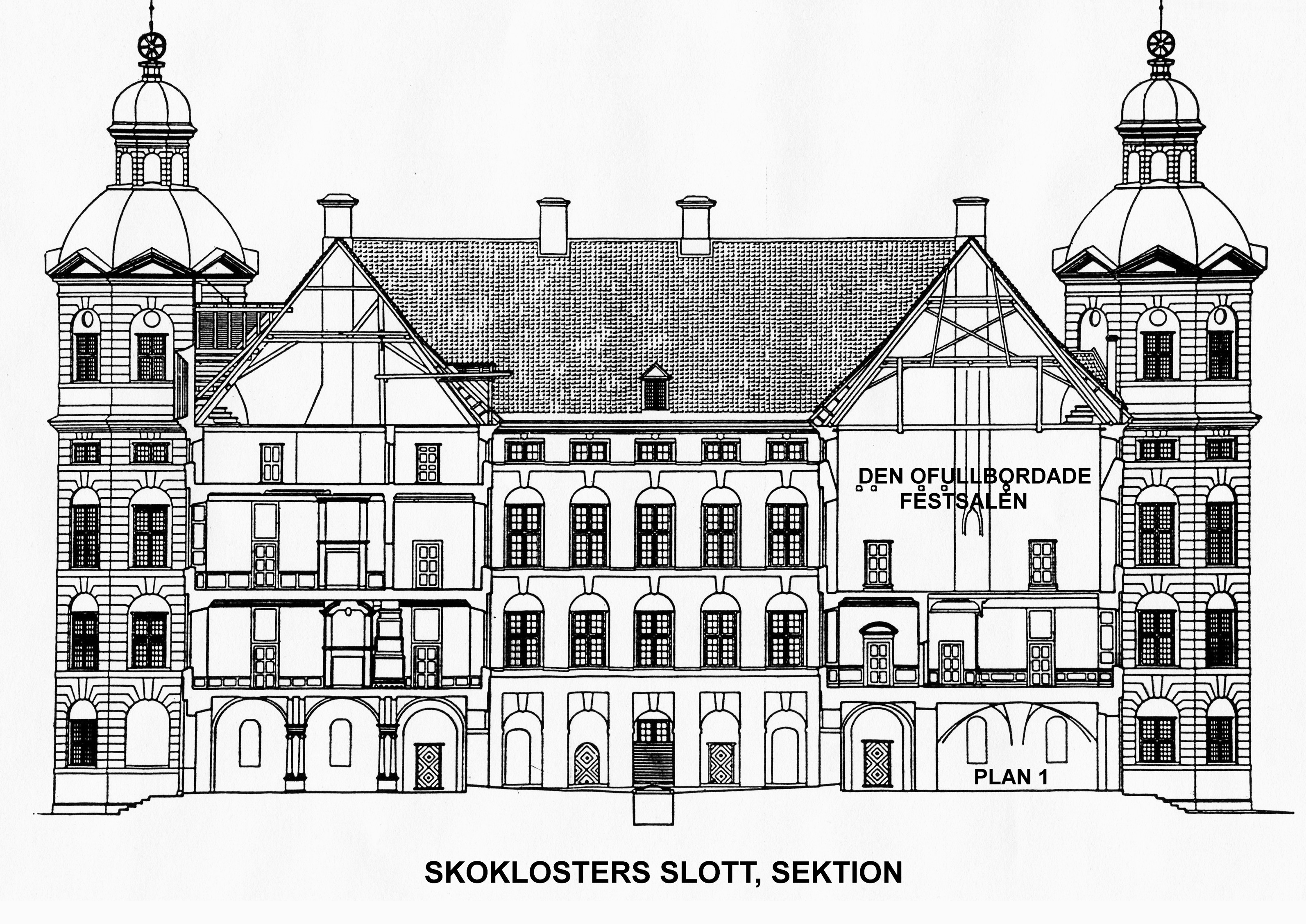
Sektionsritning.

Möjligtvis var Schloss Johannisburg (byggt mellan 1605 och 1614) i Aschaffenburg vid Main Wrangels förebild. Med sina fyra hörntorn, lika höga längorna och planlösningen påminner det om Skokloster. Men där slutar alla likheter. Slottet vid Skokloster fick en kvadratisk grundplan där längorna är anordnade kring en sluten innergård, kantad av en arkadgång.
Enligt kontraktet med murmästaren Berendt Persson är byggnaden "sjuttio och fem alnar långt på alla fyra sidorna" (motsvarande 44,50 meter). Utöver sina arkitekter tog Wrangel själv del i planeringen och det är mycket troligt att han påverkade både slottets utseende och planlösning. Han var en medveten beställare och väl insatt i samtidens pågående, relevanta byggprojekt. Från byggstart och fram till 1665 var Hendrich Anundsson byggledare och ingenjör. Med honom hade Wrangel en intensiv korrespondens.
Byggnadens gestaltning innehåller inga arkitektoniska överraskningar. Vid ett platsbesök av Wrangel tillsammans med diplomaten Lorenzo Magalotti år 1674 visade denne ingen större entusiasm. Huslängorna är tre våningar höga plus en lägre attikavåning. Varje länga innehåller elva fönsteraxlar. Centralt i södra och norra längan ligger trapphus. I alla fyra hörn står åttkantiga, fem våningar höga torn. Deras kopparklädda tornhuvar är krönta av lanterniner med en stiliserad, genombruten glob på toppen. Takkuporna som syns på modellen utfördes aldrig. Den enda fasadutsmyckningen utgörs av det Wrangelska vapnet i segmentgaveln över mittpartiet mot sjösidan och över den ett i ek snidat och gulmålat trofékrön. Båda utfördes år 1657 av den tyske träbildhuggaren Markus Hebel (död 1664). Innergården är stensatt i mönster med vattenrännor som leder till en dagvattenbrunn i centrum.
Våningsplanen är strikta med sina salar och rum som nås via korridorer mot innergården. Undantag är Kungssalen, den ofullbordade bankettsalen, som har full bredd. Slottet hade ursprungligen 77 rum. Både våningarnas plan och disposition följer ett för tiden etablerat schema och utarbetades på följande sätt: 
- Källarvåningen innehöll förråd för bland annat mat och drycker.
- Första våningsplanet (bottenvåningen - plan 1) reserverades för kök, förråd, personalbostäder och liknande. Här finns sedan 1996 bland annat slottsbutik, café och lokaler för tillfälliga samt permanenta utställningar.
- Andra våningsplanet (plan 2) fungerade som den grevliga bostaden med några gästrum för kungligt besök. Här ligger de Wrangelska och Braheska rumssviterna och Kungssalen. Varje bostadssvit kan nås via tre vägar: den officiella genom salen, en mera intim från korridoren och förmaket och slutligen tjänstevägen, som gick från trapphuset och via garderoben.[15]
- Tredje våningsplanet (plan 3) var fest- och gästrumsvåningen med den stora, ofullbordade festsalen. Gästrummen har döpts efter olika europeiska städer: ”Rotterdam”, ”Magdeburg”, ”Antwerpen”, ”Middelburg”, ”Genève” (även kallad Drabantsalen), ”Paris”, ”Tours”, ”Florens”  och ”Leyden”.
- Fjärde våningsplanet (attikavåningen - plan 4) nyttjades för studier och tidsfördriv. Här inreddes bland annat Wrangels rustkammare, ett bibliotek och grevens privata snickarkammare samt magisterns rum. På våningsplanet låg även några enklare gästrum.  Det är lågt i tak.[16]

#### Planritningar

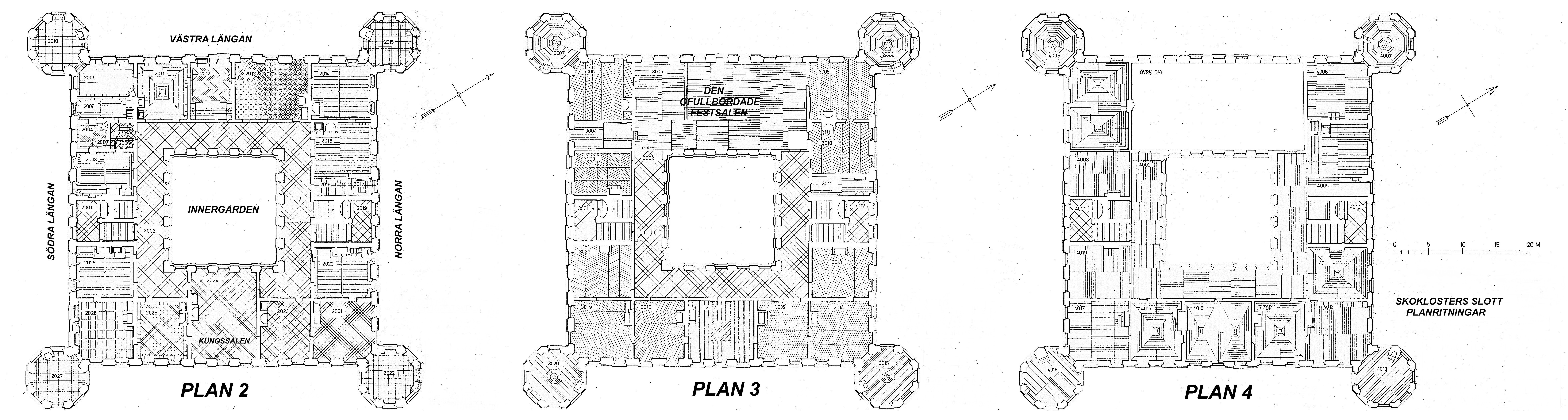
Skoklosters slott, ritningar plan 2-4 (motsvarande våning 1-3 tr), källa: Statens fastighetsverk.

#### Sjögården

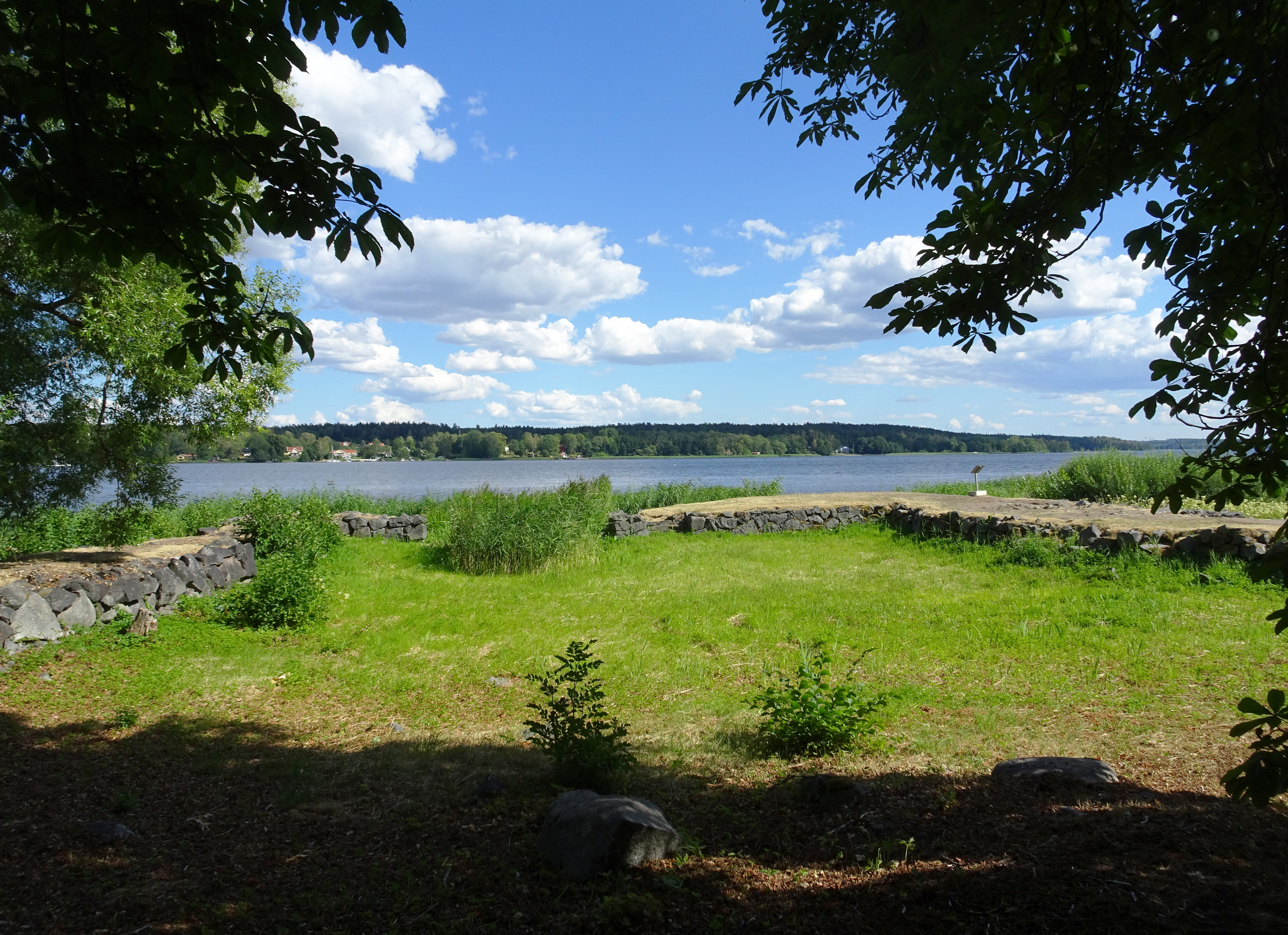
Hamnbassängen idag.

I projektet ingick även en monumental sjögård med hamn vid Mälarens strand. Wrangel anlitade arkitekt Jean de la Vallée för uppgiften. Han ritade en tornprydd tvåvåningsbyggnad och en dubbeltrappa ner till hamnen. Här skulle finnas plats för rustkammare, badanläggning, kök, bagarstuga och rum för tjänstefolket. Inte heller det blev förverkligat, bara en rektangulär hamnbassäng med stödmurar blev klar, vilken användes fortfarande på 1860-talet. Idag är den uppgrundad och innehåller knappt något vatten. Men hur det hela var tänkt syns på Dahlbergs idealiserande bild i Suecia antiqua et hodierna från 1690-talet.

### Byggarbetena

#### Wrangels period

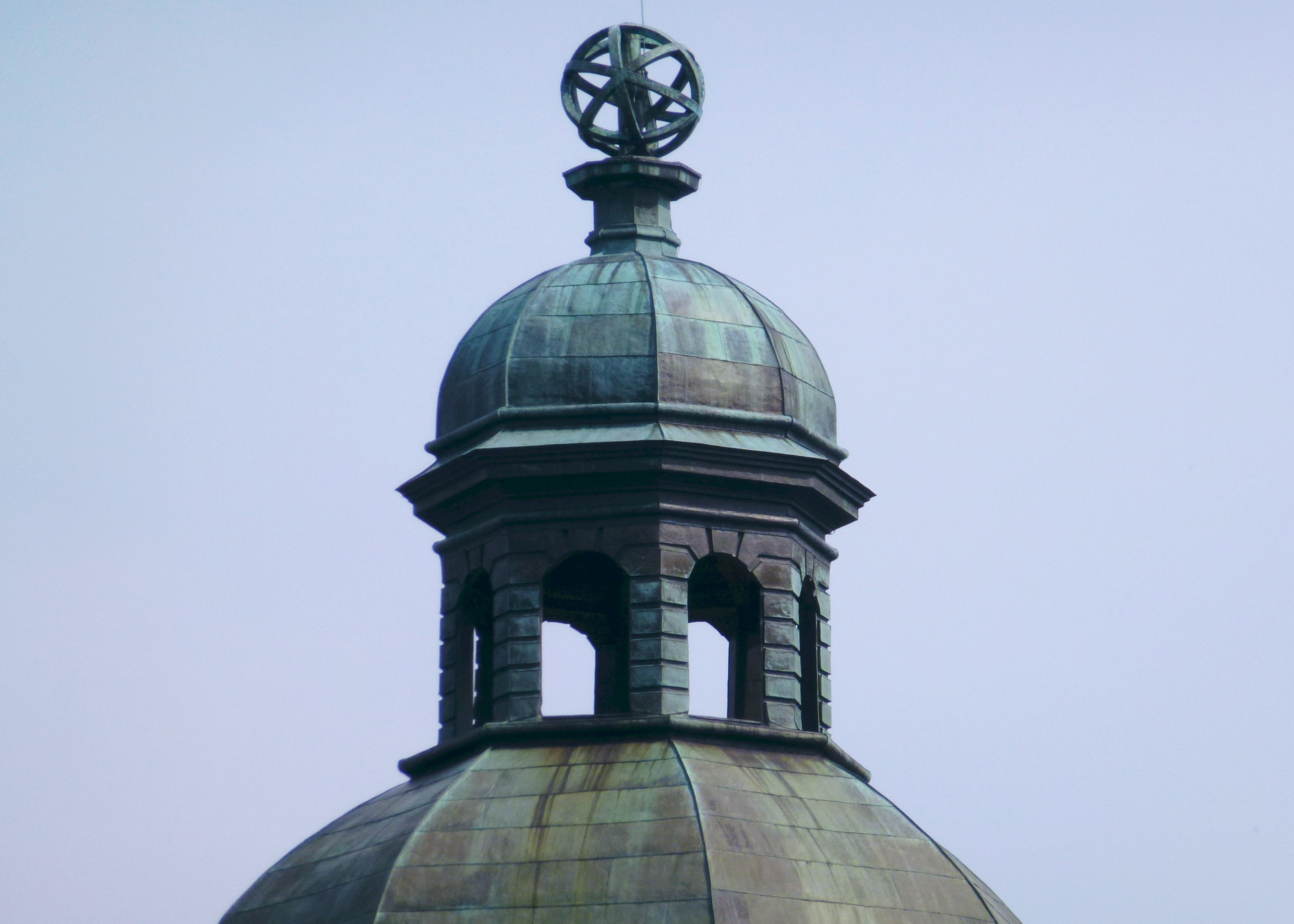
Tornens lanternin och glob.

Redan i mitten av 1640-talet var byggnadsplanerna långt framskridna. Wrangel bad sin bokhållare i Stockholm att se till att kalk och sten levererades till Skokloster. I januari 1645 anlände ett tjugotal dalkarlar som började grundläggningsarbetena för slottet. Först utstakades byggnadens konturer och sedan grävdes källaren och grunden. Samtidigt med murning av grund och väggar tillverkades takstolarna på marken. Takstolen byggdes av kraftiga furor från Hälsingland. Byggvirket kördes till arbetsplatsen med häst och släde på vintrarna.
Själva takkonstruktionerna är hämtade från en fackbok av Johan Wilhelms, ”Architectura civilis”, tryckt 1649 i Frankfurt. Wrangel hade två exemplar av samma bok men idag finns endast ett exemplar bevarat i slottsbiblioteket. Först sedan takstolarna var på plats och byggnaden var skyddad från regn och snö slogs valven. Det arbetet dröjde två år och efter ytterligare tre år var alla bjälklag och takytor färdiga.

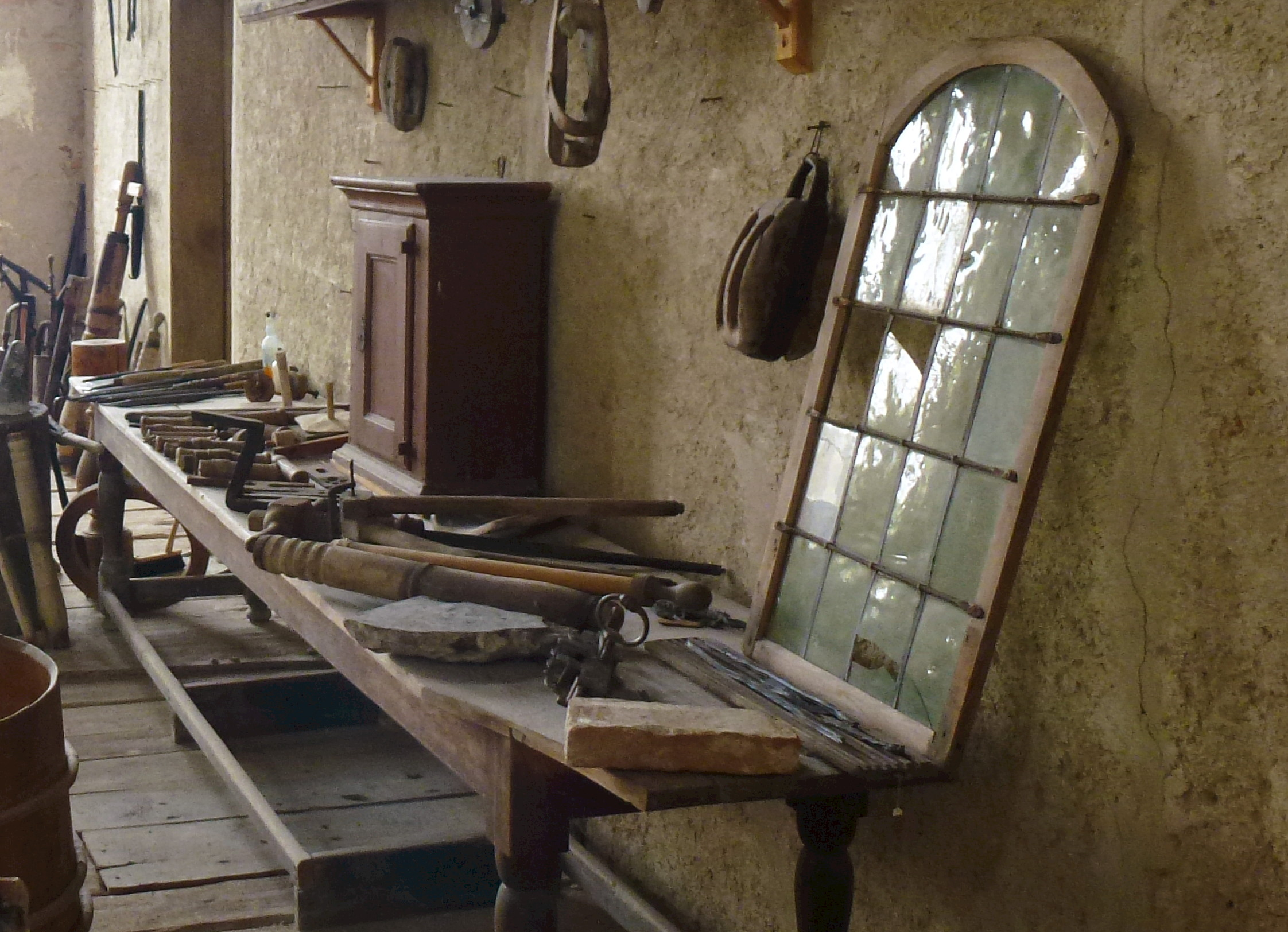
Ett blyglasat originalfönster.

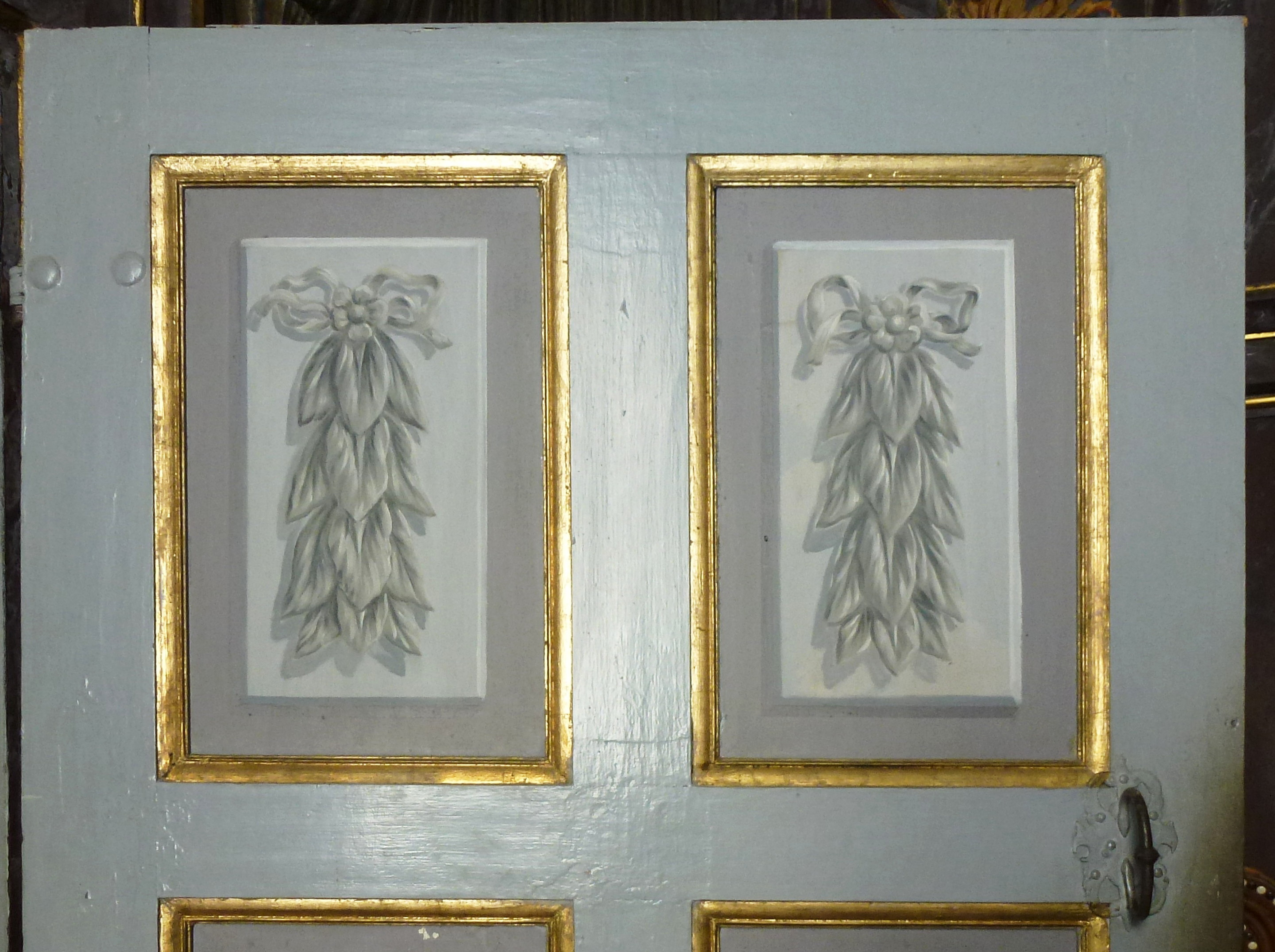
Målade dörrspeglar.

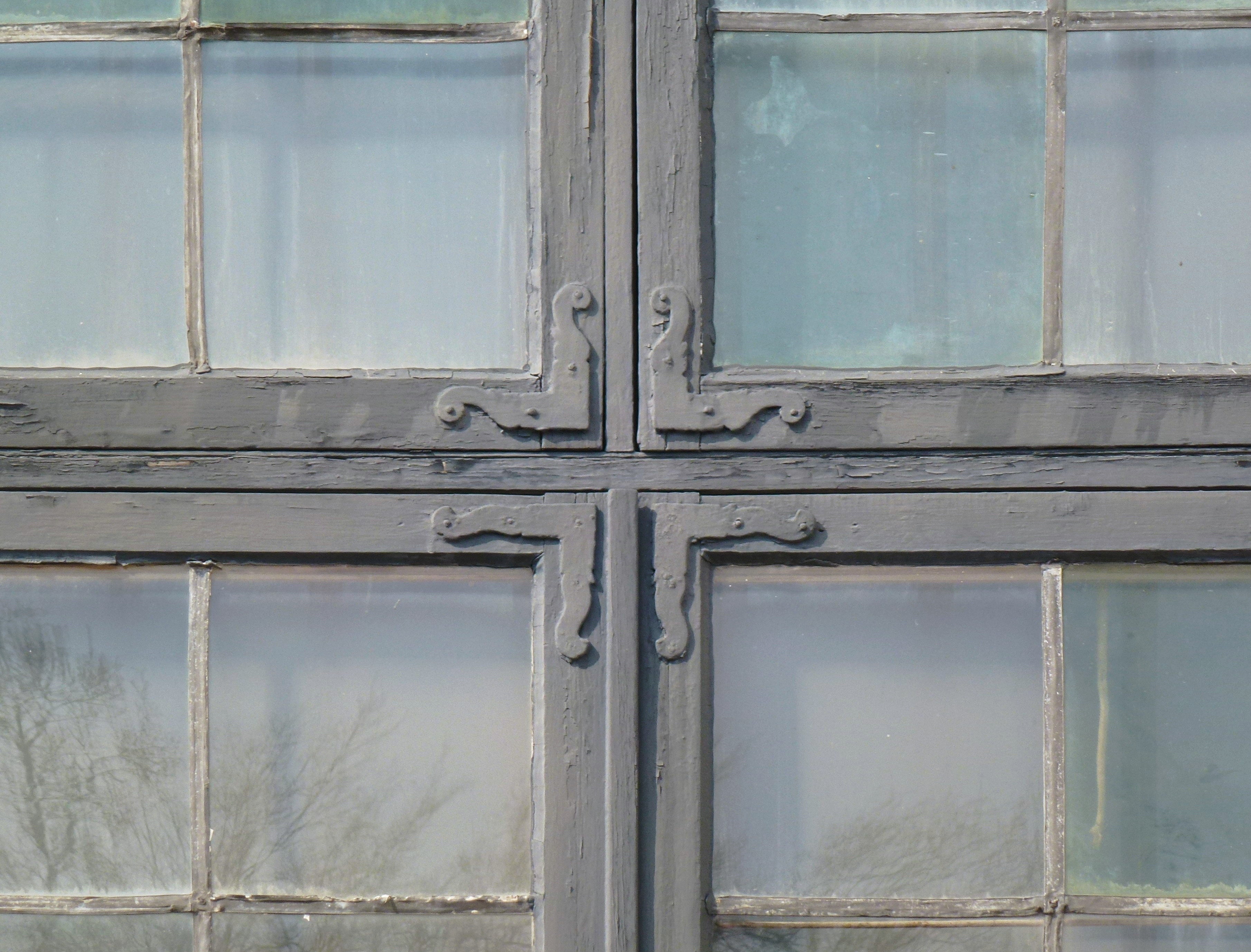
Fönsterdetalj, fasad mot syd.

År 1659 levererades 200 kopparplåtar och 3 500 kopparspik som beslag för tornhuvarna från Stockholm. Arbetet utfördes av kopparslagaren Erik Larsson. Kopparn var del av drottning Kristinas betalning till Wrangel för utförda tjänster. På våren 1664 började arbetena med den västra längan och 1668 kunde man ha taklagsfest. Först därefter igångsattes de invändiga arbetena.
Arbetet drog ut på tiden. Trots att Wrangel räknades till dåtidens rikaste män i Sverige var brist på medel ett ständigt hot. Och eftersom arbetsföra unga män var i krig och det samtidigt uppfördes flera andra slott och herresäten kring Mälaren var det också ont om arbetskraft. Godsets egna bönder, soldater och säsongsarbetande dalkullor höll igång det stora bygget, men det räckte inte. Wrangel själv hade vid den tiden inte mindre än sex större byggprojekt igång samtidigt: Schloss Wrangelsburg i Pommern, om- och tillbyggnad av Wrangelska palatset på Riddarholmen, nybyggnad av Gripenbergs slott utanför Tranås, nybyggnad av Ekebyhovs slott på Ekerön, ombyggnad av slott Spyker på Rügen och så det största av alla: Skokloster.
Skoklosters slott byggdes helt i murtegel på en grund av gråsten. Väggarna är massiva tegelkonstruktioner. Ytterväggarna är i höjd med bottenvåningen en meter tjocka och i den översta våningen 50 centimeter. Det gick åt enorma mängder med tegel. År 1652 fanns över 260 000 murtegel lagrade vid Skokloster. Leveranserna kom från olika tegelbruk kring Mälaren. År 1653 lät Wrangel bygga två egna tegelugnar för att kunna vara självförsörjande. Svart, glaserat taktegel beställdes från Holland till en kostnad av 34 gulden per tusen pannor. Därifrån fraktades på 1650-talet i två omgångar 80 000 tegelpannor. De ligger fortfarande på slottets tak men kompletterades vid renoveringen 1968–1978 med handgjorda pannor från Polen.
År 1657 levererades de första inredningsdetaljerna, 30 ekdörrar. Praktiskt taget samtliga dörrar och fönster tillverkades i Stockholm. I Wrangelska palatset på Riddarholmen inrättades en snickeriverkstad under vintern. På våren transporterades sedan de färdiga produkterna på båt ut till Skokloster där de monterades i rum efter rum. Även de öppna spisarnas fronter av trä snidades i Stockholm. Dörrlåsen beställdes från låssmeder i Stockholm och Arboga, från Arboga kom även all spik.
Fönsterglaset beställdes ursprungligen från Pommern, eftersom det var hälften så dyrt som att köpa det i Stockholm. Wrangel hade goda kontakter till Svenska Pommern, han var där generalguvernör under många år. Åren 1657–1658 kom tjugo lådor med vardera 180 glasskivor, det räckte bara till 37 av slottets cirka 300 fönster. Fönsterglasen skars till 7 × 17 cm stora rutor och sammanfogades med spröjsar av bly (se blyinfattning). Fönstren blev under 1700-talet utbytta mot dagens modell även de med spröjsar av bly.
Slottet fick sjutton stucktak, fjorton av dem utfördes av Nils Eriksson. Han hade tidigare verkat som stuckatör åt Wrangel i Pommern och han skulle nu i mer än sju år arbeta med Skoklosters stucktak. Slottets vackraste stucktak, det i Kungssalen, slutfördes av Hans Zauch från Bayern. Kalksten till golv och trappor kom från Öland i form av obearbetade plattor som finhöggs först på platsen.
I februari 1664 beställde Wrangel 200 hyvlar, mejslar och andra snickeriverktyg via sitt ombud Peter Trotzig i Amsterdam (huvuddelen finns idag i snickarkammaren). Samma år kom Wrangel för att inspektera bygget. Det blev bråda dagar för byggfolket för att hinna klart med matsalen (Kungssalen); man fick arbeta till och med på söndagar.
Wrangel styrde sitt stora bygge, och alla de andra, huvudsakligen från slottet Spyker i svenska Pommern. Först efter 1664, då han blev riksmarskalk, vistades han oftare i Sverige. Samma år blev även Skokloster så pass färdigt att han kunde residera där och härbärgera kungen Karl XI med följe på 400 personer. På sommaren 1671 kom han en gång till för att se till bygget. Men han fick aldrig se sitt slott helt fullbordat.
Vid planeringen av slottet utnyttjades tillgången till ljus och värme från solen. Familjens lägenheter förlades så att de fick så mycket solljus som möjligt, särskilt grevinnans och barnens rum. Vidare byggdes rummen inte i fil utan blev i stället tillgängliga direkt från gården. På så sätt behövde man bara öppna en dörr för att komma in i ett rum, vilket minskade drag och gjorde det lättare att värma rummen vintertid. Om familjen vistades på slottet vintertid tycks fönstren i deras rum ha tätats med papper på insidan. Den första vintern de bodde där var 1663. Därefter byggdes fler eldstäder, järnugnar sattes in och de så kallade biläggarugnarna byggdes intill de öppna eldstäderna. Biläggarna, ett slags kakelugnar, byggdes 1669-74 i den teknik som förordades fram till 1740-talet. Några av dem finns kvar i dag. 45 000 tegelstenar och 3 500 klinkerplattor användes för att bygga dem, och 6-7 hantverkare var upptagna med arbetet i flera års tid.

#### Brahes period

Minnesrundeln - minnesrum över Karl XIV Johan.

Efter Wrangels död 1676 fortsatte den äldsta dottern Margareta Juliana (gift med Nils Brahe) projektet. Men arbetena gick nu på sparlåga och bara mindre åtgärder vidtogs in på 1700-talets början. Bankettsalen, som skulle blivit en av norra Europas största, färdigställdes aldrig. Korridorerna smyckades under 1700- och 1800-talen med vägg- och takmålningar. Bland annat finns här 151 "budskap" eller "goda råd" på fem olika språk (se även avsnittet "Övriga rum"). På 1750-talet brydde sig Erik Brahe ingående om slottets skötsel och underhåll. Under hans tid utbyttes exempelvis samtliga fönsterkarmar- och bågar som fick sitt nuvarande utseende och han såg även till att Skoklosters slott blev ett besöksmål.
Under 1830- och 1840-talen skedde en del förändringar som dåvarande ägaren Magnus Brahe lät genomföra. Hans ambition var att återställa några rumsinteriörer som till vissa delar försvunnit under 1700-talet eller som aldrig hade kommit på plats. Målet var att förstärka slottets 1600-talskaraktär och understryka spåren efter Wrangel. Magnus Brahe, som stod Karl XIV Johan nära, inrättade även ett minnesrum över konungen i ett av tornrummen. Här lät han resa en staty av krigsguden Mars som bär kungens anletsdrag. Den över tre meter höga skulpturen skapades omkring 1830 av Niklas Byström.
För sitt underhåll var slottet i Skokloster ständigt beroende av intäkter och en stor del kom från turister. Besökarna kom redan på 1750-talet och under baron Rutger von Essen (1914–1977) utökades de yttre anläggningarna för att locka till besök. Bland annat inrättades 1963 ett automobilmuseum som räknades till ett av Sveriges äldsta. Museet flyttade år 2008 till Simrishamn.

#### Galleri, exteriör
Wrangels vapen och gulmålade trofékrön i trä mot Mälaren, över mittpartiet mot sjösidan och över den ett i ek snidat och gulmålat trofékrön. Båda utfördes år 1657 av den tyske träbildhuggaren Markus Hebel (död 1664).

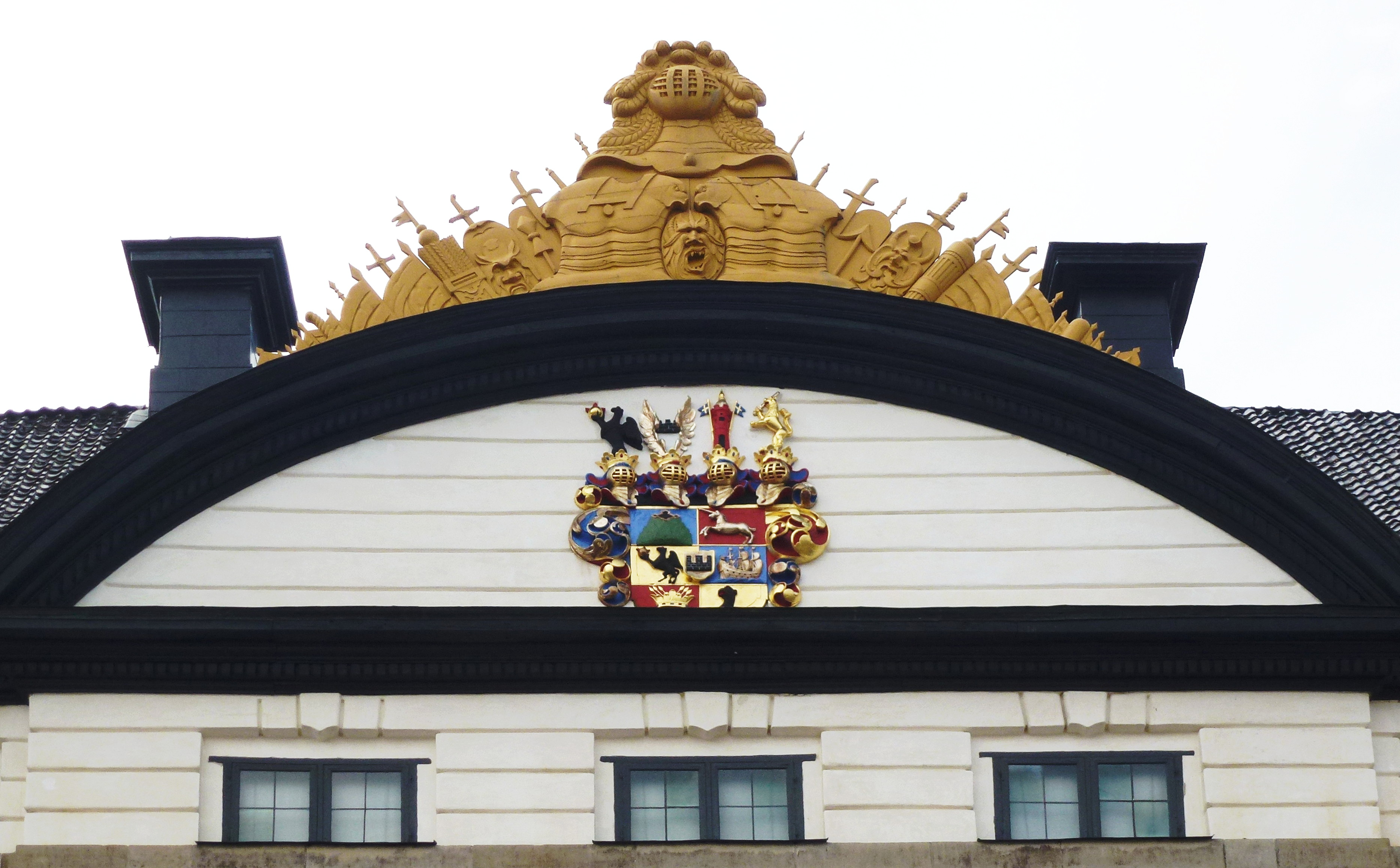
Carl Gustaf Wrangels vapen och gulmålade trofékrön i trä mot Mälaren utförda 1657 av bildhuggaren Markus Hebel.
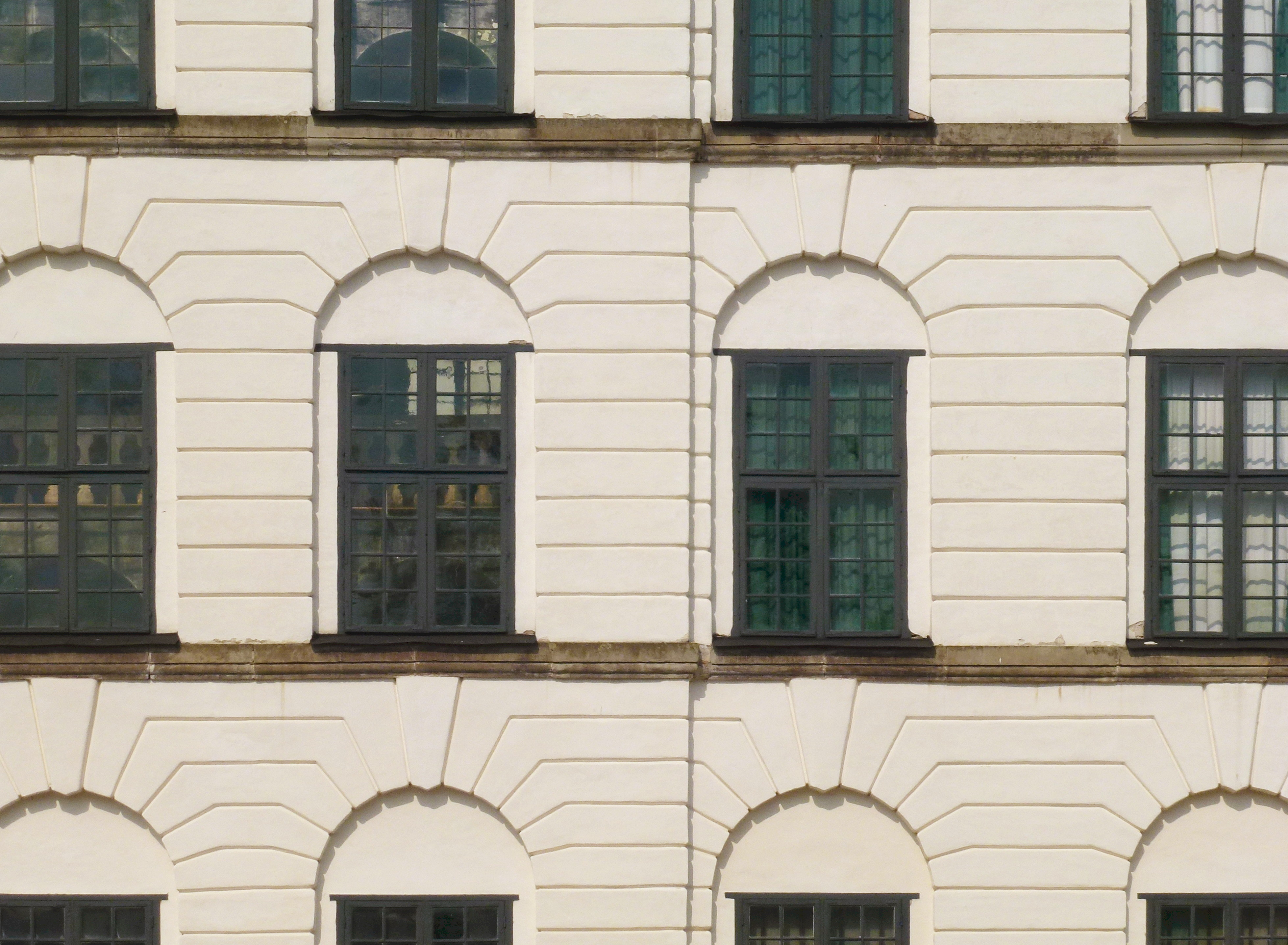
Del av fasad mot syd.
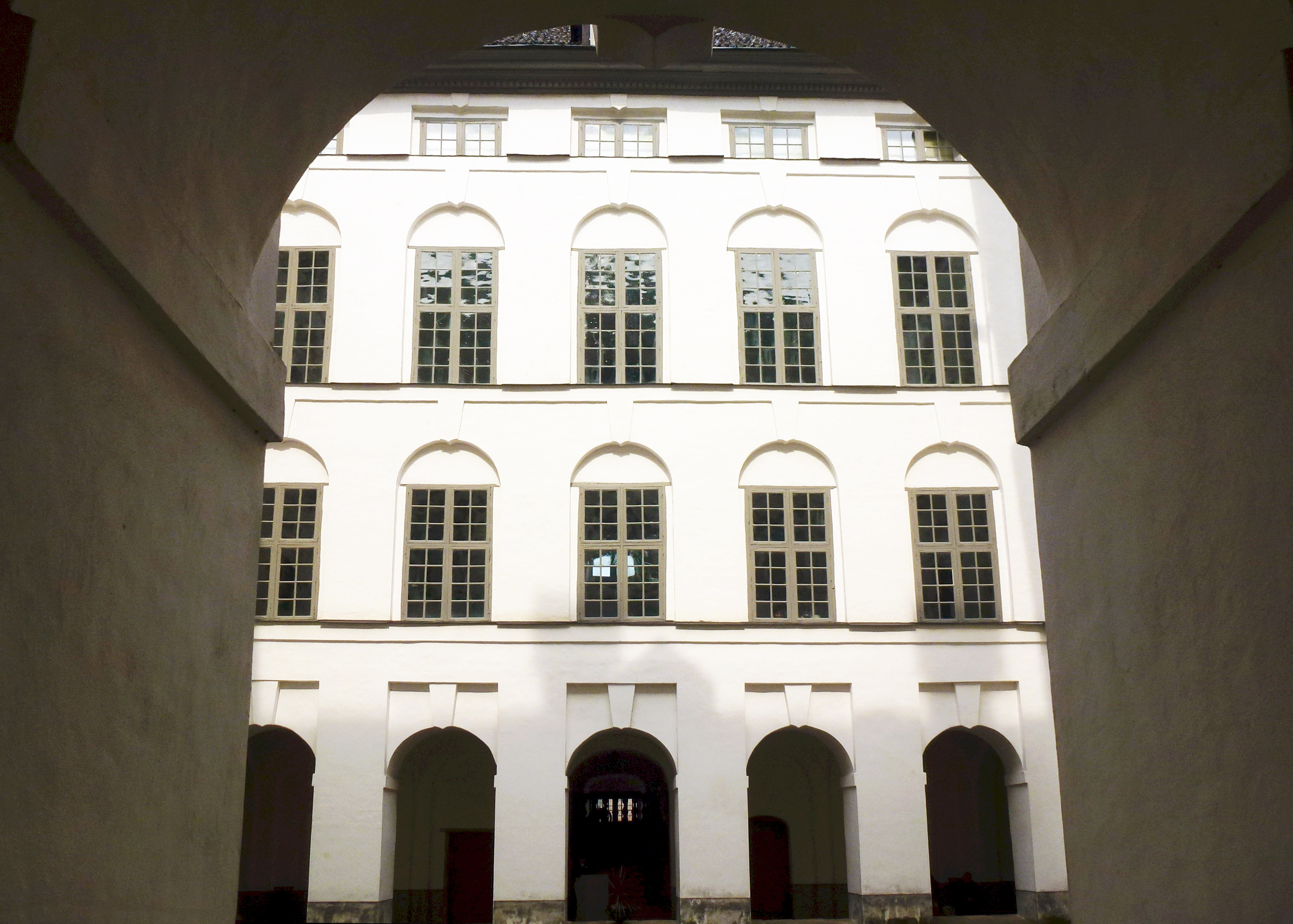
Innergården sedd genom arkaden.
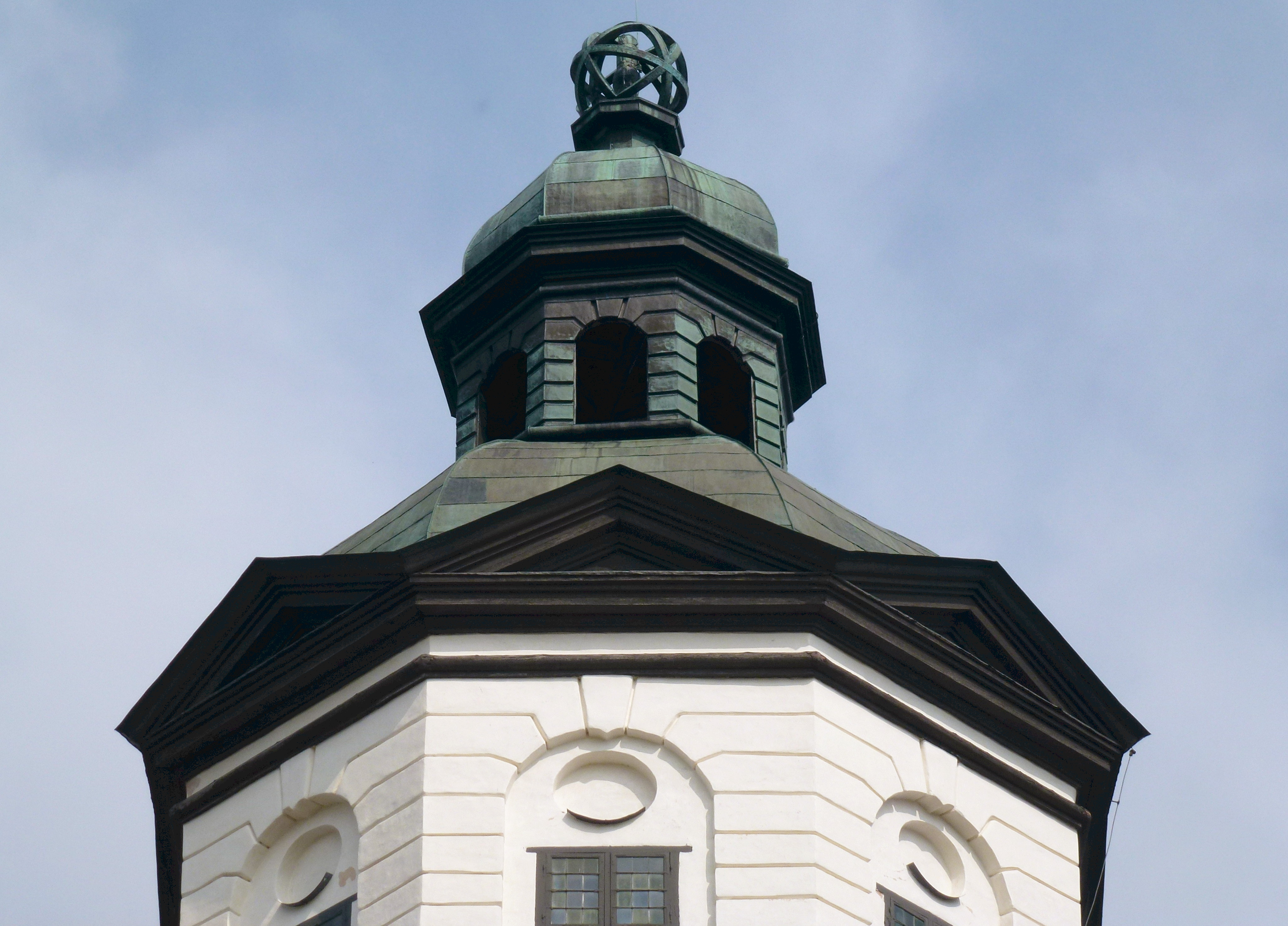
Tornspira med lanternin och glob.

#### Galleri, ofullbordade salen

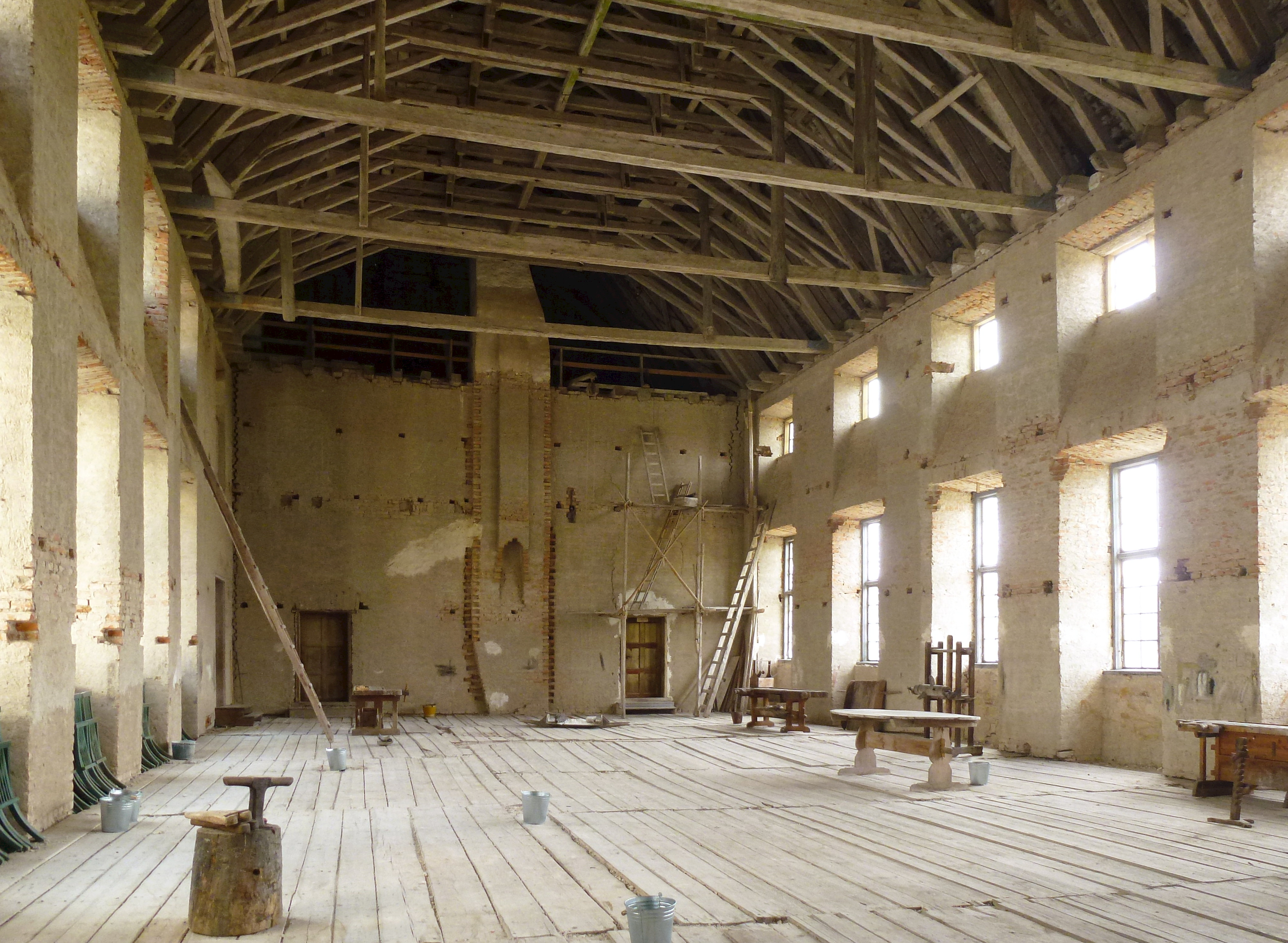
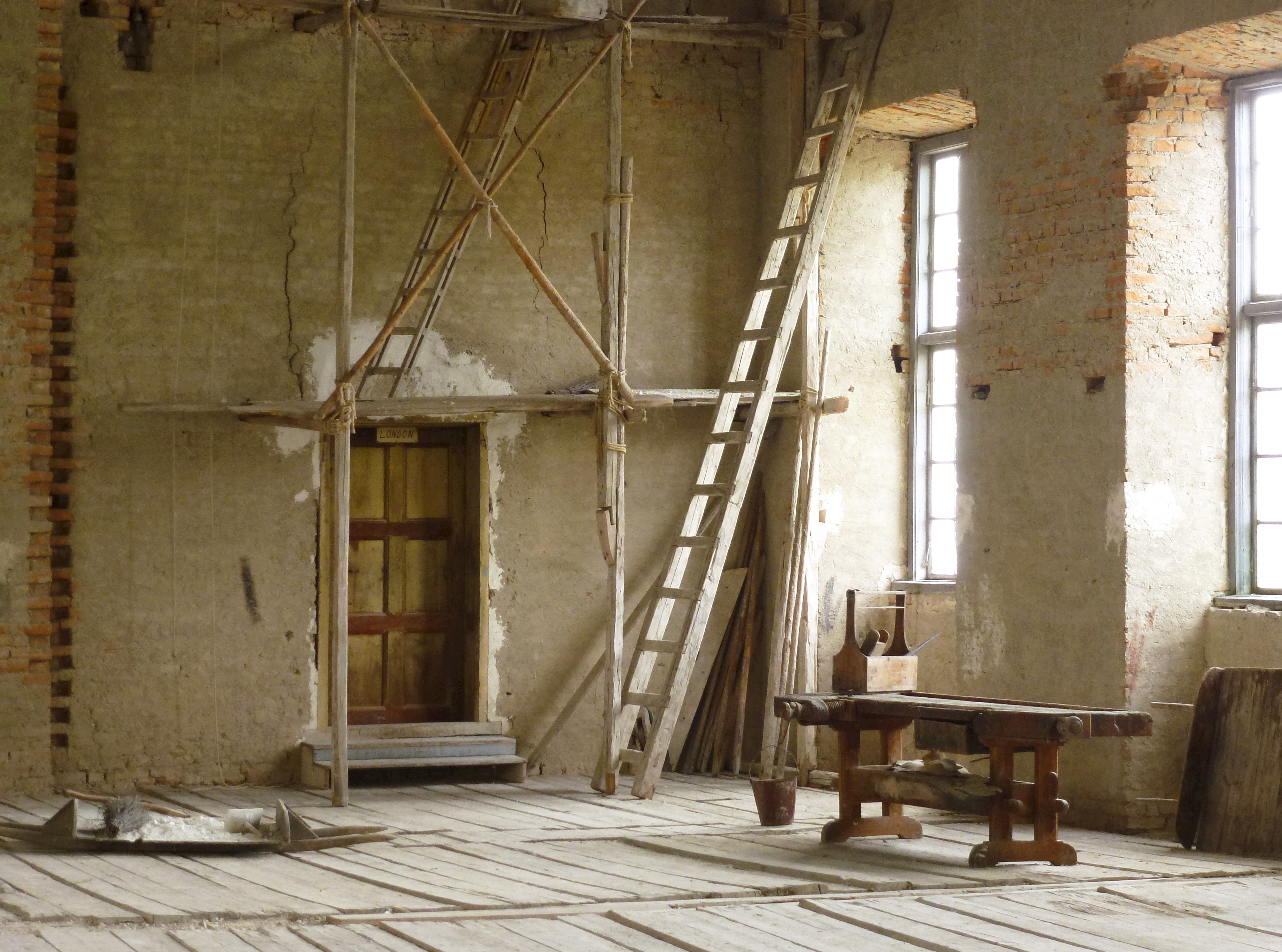
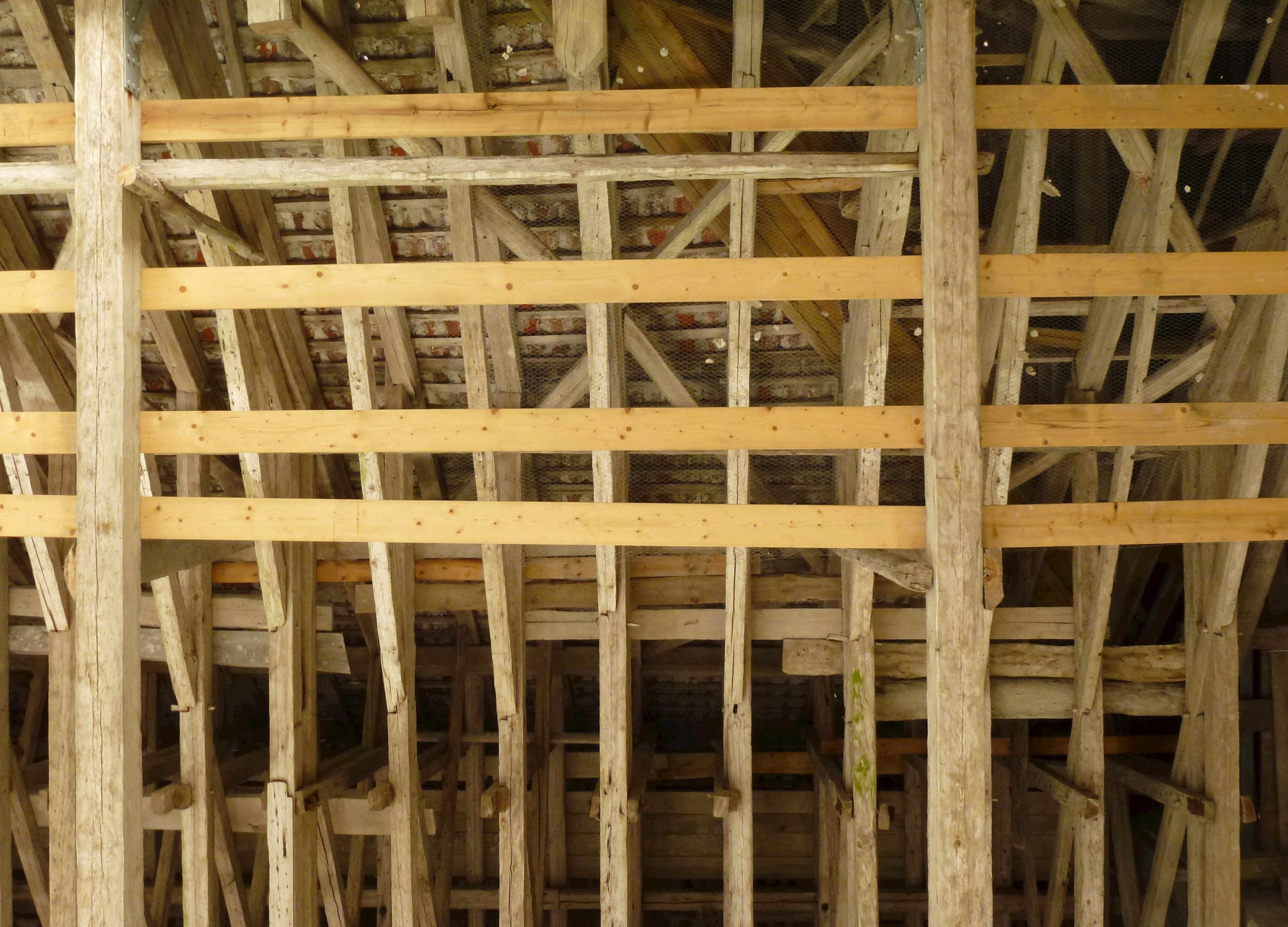
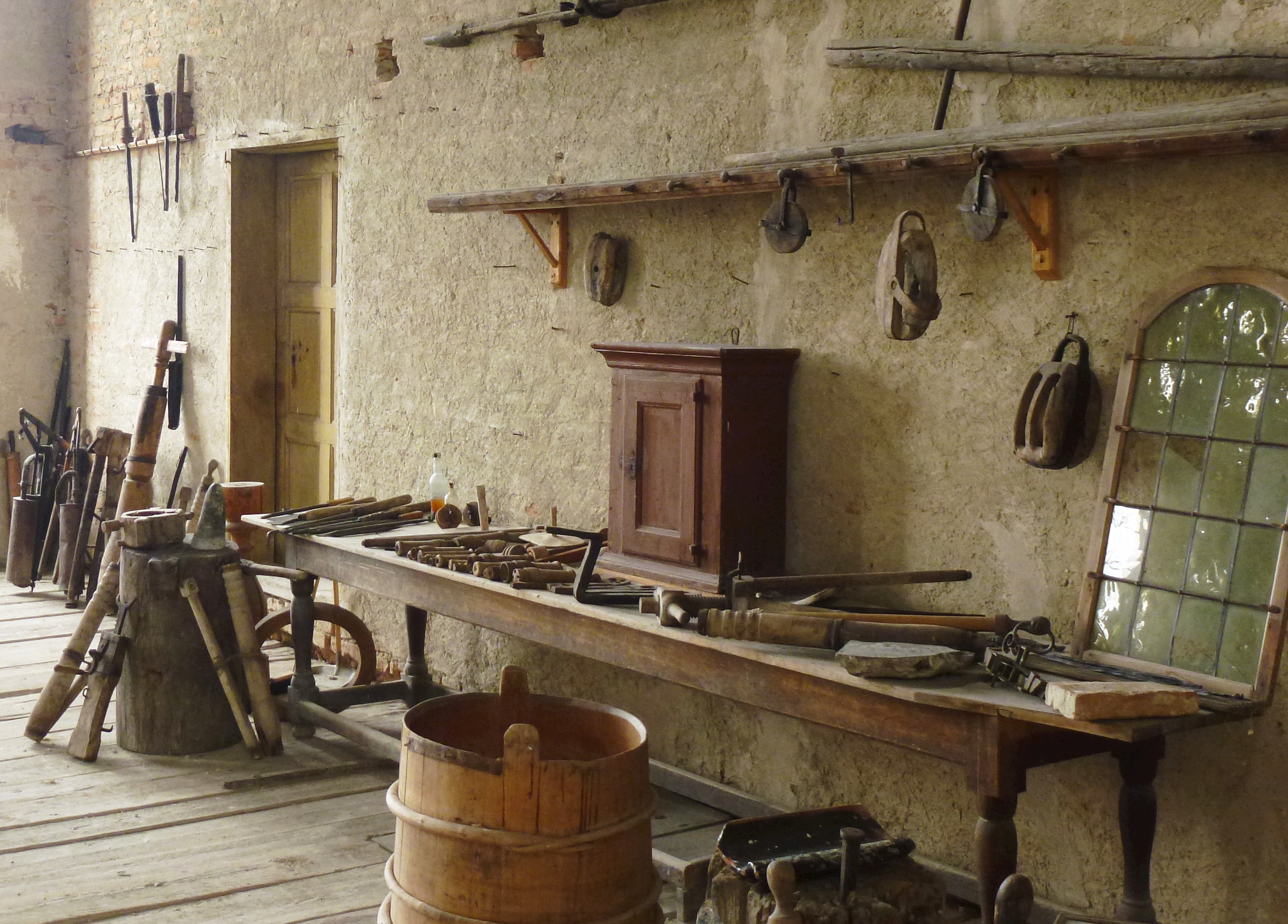

## Salar i urval

### Den ofullbordade salen
Den så kallade ”ofullbordade salen” ligger på tredje våningsplanet i västra längan och skulle bli slottets festsal för baler, banketter, konserter och dans. Rummet har en storlek av 325 kvadratmeter och en takhöjd (till takstolarnas underkant) av 15 meter. Salen har längans fulla bredd och dagsljus släpps in från båda långsidorna genom fönster anordnade i sju fönsteraxlar och i två våningar. Takstolen byggdes av kraftiga furor från Hälsingland (se även avsnittet "Byggarbetena"). Takpannornas undersida syns från golvet, eftersom de ligger på öppen läkt och utgör hela tätskiktet. Takkonstruktionen på Skoklosters slott, där pannorna är fogade på undersidan med kalkbruk, är unik för Sverige.
När budet kom från Tyskland att Carl Gustaf Wrangel hade dött i sitt palats på Rügen lade hantverkarna ner sina verktyg och gick hem för att aldrig komma tillbaka. De var rädda att de inte skulle få betalt. Med tanke på den ständiga penningbristen var rädslan inte helt obefogad. Salen är i samma skick som när den lämnades år 1676 och ger därför en situationsbild från en byggarbetsplats för över 350 år sedan. En förklaring till att salen aldrig gjordes klar var högadelns förändrade situation i slutet av 1600-talet. Karl XI drog tillbaka många av adelns gods till kronan i ett försök att stärka statens finanser. Idag är denna övergivna byggarbetsplats en bra illustration och forskningskälla för hur sådana arbeten bedrevs på 1600-talets mitt.

### Kungssalen
Kungssalen har fått sitt namn efter de många kungaporträtten i salen och de är med sin fasta och lösa inredning med originalmöbler och ljuskronan från 1672 en konsekvent genomförd barockmiljö. På makarna Wrangels tid (1757) kallades rummet för "den dagliga matsalen". På 1700-talet smyckades väggarna med porträtt av kungliga regenter och rummet började då kallas för Kungssalen. Här finns monomentalmålningar visande Karl X Gustav, Karl XI och Karl XII. För arbetet svarade dåtidens mest kända konstnärer Jacob von Sandrart, David Klöcker Ehrenstrahl och David von Krafft. Kungssalen ligger i östra längan på andra våningsplanet och mitt i Wrangelvåningen, mellan grevens och grevinnans rumssviter.
Kungssalen är slottets mest påkostade rum. Här finns mönstrat kalkstensgolv, gyllenläderstapeter med polykroma blommor mot silverbotten, på väggarna och ett stuckdekorerat tak som visar polykroma reliefer i stuck med olika teman, samt en träsppis. Stucktaket utfördes av Hans Zauch åren 1663–1664. I takets centrum syns den antika hjälten Jason häller gift i drakens öga för att komma åt det Gyllene skinnet tillsammans med argonauterna. I grekisk mytologi var Jason en hjälte, som mest är känd för att ha hämtat det gyllene skinnet. Ibland ser man säger Daniel strid mot draken istället. I drakens gap hänger en av de äldsta takkronorna i Europa. Takkronan är tillverkad i Stockholm av glastillverkaren Melchior Jung och har funnits på Skokloster sedan 1672. Kring takets mittmotiv syns sinebilder för de fyra världsdelarna Asien, Amerika, Afrika och Europa i ovala sidofält. De fyra då kända världsdelarna symboliserades av människor och djur. Stucktaket utfördes av Hans Zauch åren 1663–1664. Det tog nästan ett år att färdigställa taket för Hans Zauch, som var från Bayern, som ansvarade för arbetet.
I Kungssalen finns en rikt skulpterad öppen spis i trä av Markus Hebel. Träspisen i Kungssalen är bara en av slottets sammanlagt 21 skulpterade träspisar av vilka tolv träspisar tillskrivs Markus Hebel. Den målade dekoren på spisen samt på bröstpanel och dörrar samt i taket är ett arbete av Johan Malchow. Bredvid kakelugnen, som Markus Hebel har skulpterat, står en kakelugn i reliefkakel med blå och grön dekor på vit botten. Golvet i rummet är lagt av grå, röd och gråvit kalksten. Träspisen hade huvudsakligen en dekorativ uppgift och den användes endast vid festligare tillfällen. Den är uppsatt i Kungssalen 1663 och han gjorde, som ovan nämnts, en rad andra träspisar i slottet. För att slippa drag när man inte eldade satte man för öppningarna med målade skärmar, som Johan Malchow sannolikt dekorerat. Vid sidan om träspisen står ytterligare en spis, eller rättare en kakelugn, som är reliefdekorerad av kakelugnsmakaren Hindrich Thim i Stockholm. Han levererade den och satte upp den 1670. Eldstaden tillsluts med en tudelad smidd järnlucka på kortsidan. På denna tid var det inte ovanligt med arrangemanget med både öppen spis och kakelugn.

#### Galleri medtakstuckaturer,träspisenochljuskronan

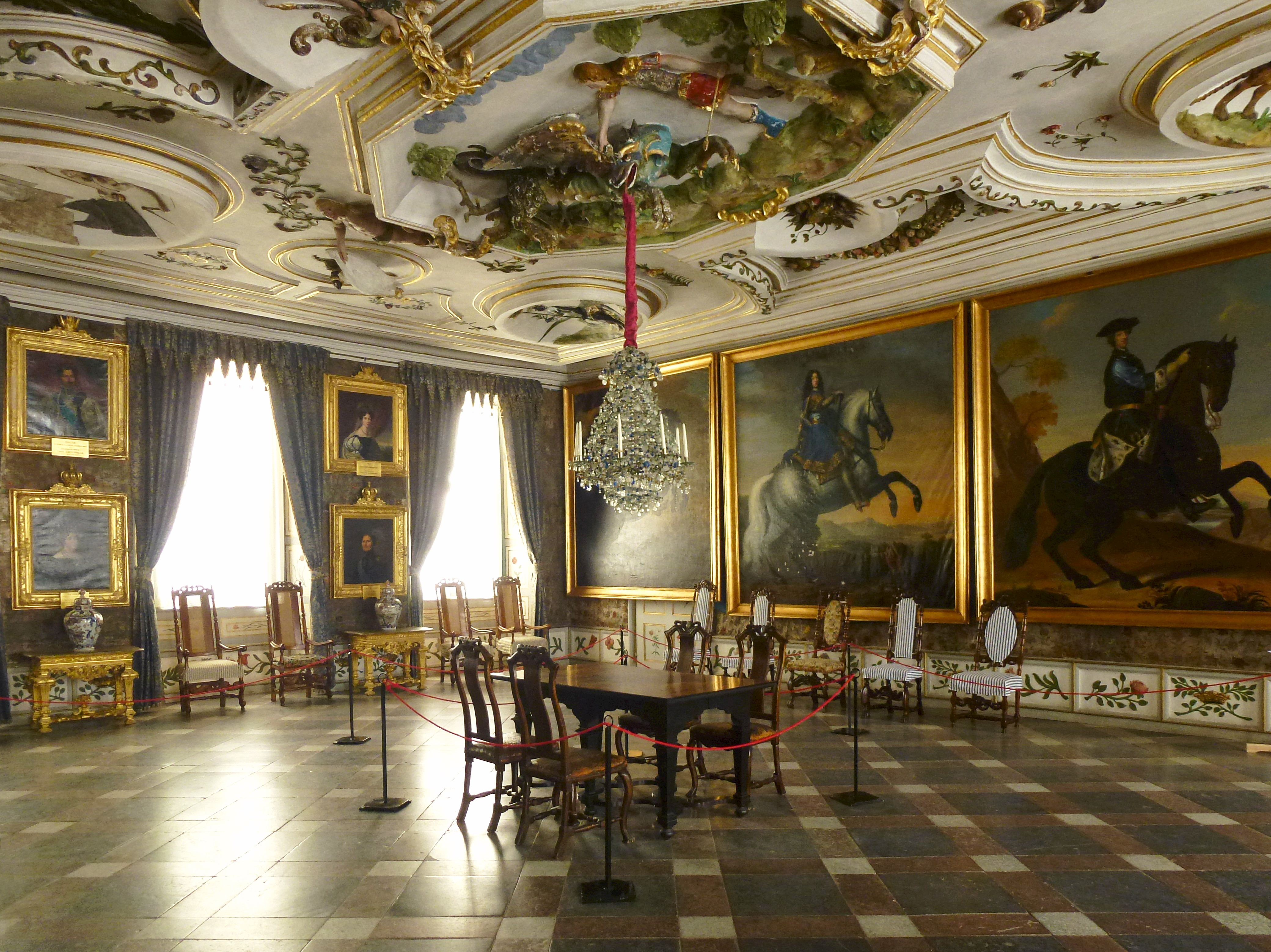
Kungssalen, mitt emot den öppna träspisen, med takstuckatur av Hans Zauch och med takkrona av Melchior Jung.
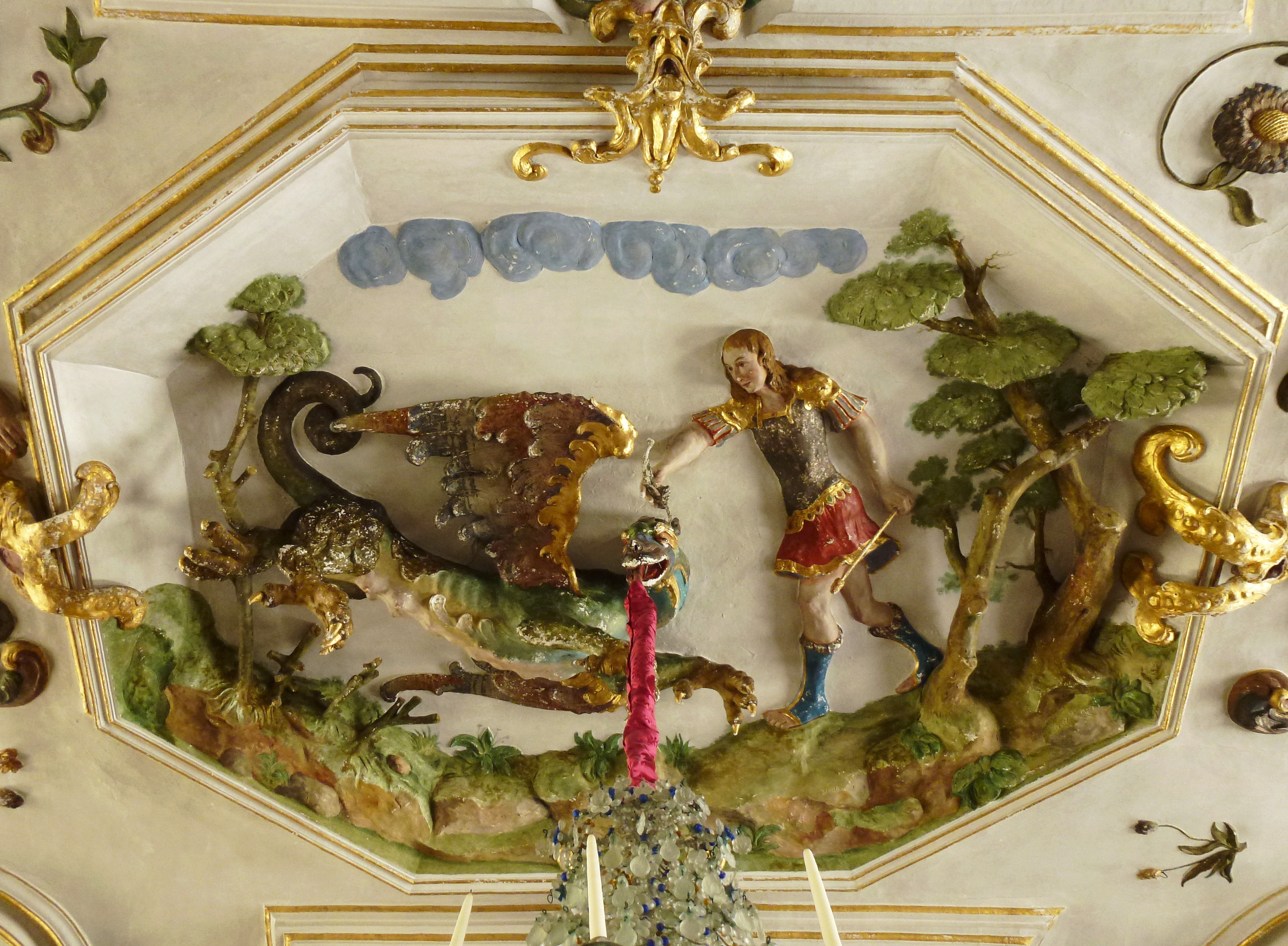
Takstuckatur av mittrosetten med motivet av Jason som häller gift i drakens öga, "Hjälten Jason häller gift i drakens öga"., av Hans Zauch.
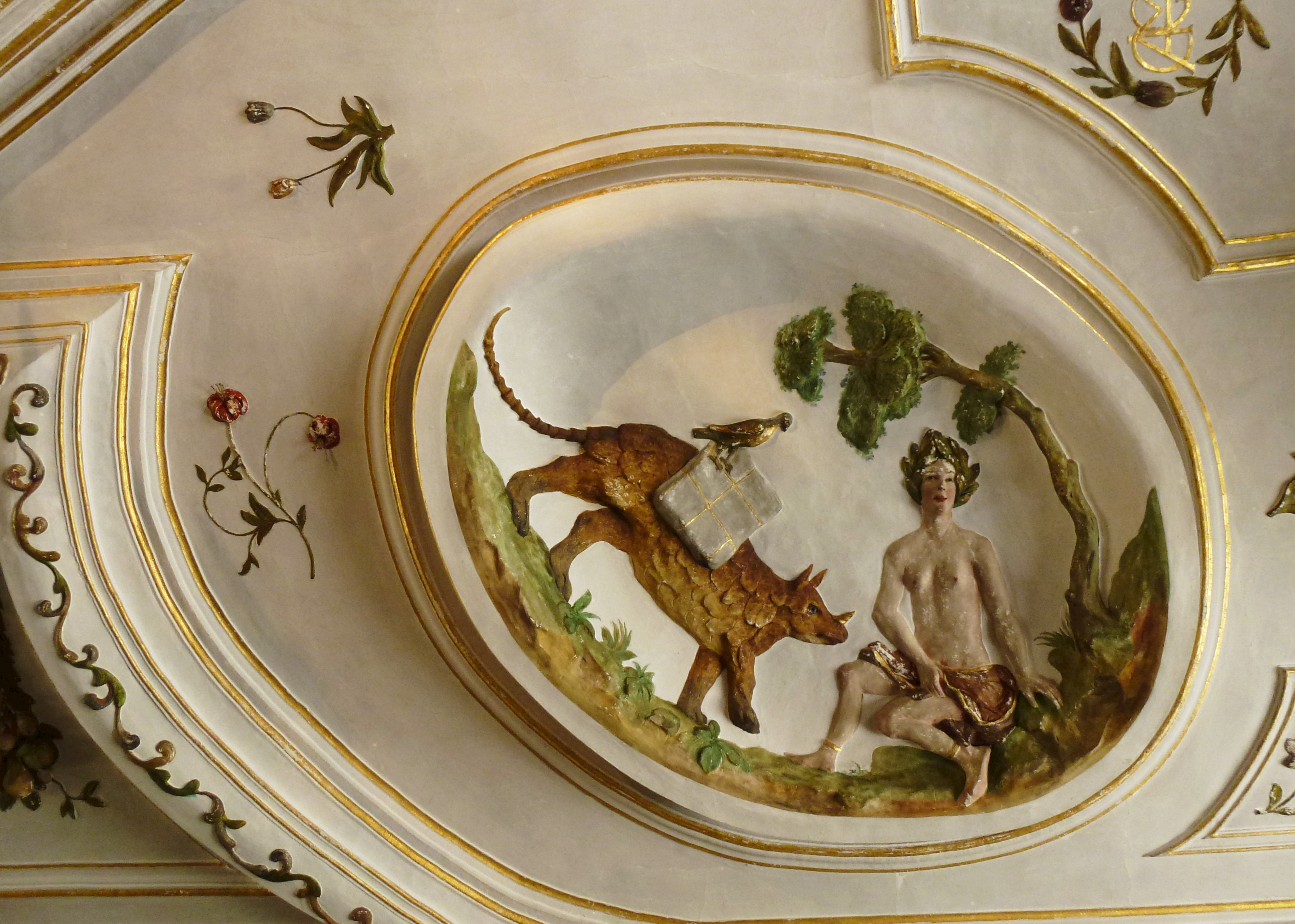
Takstuckatur med ovalt sidofält med motivet "Amerika" av Hans Zauch.
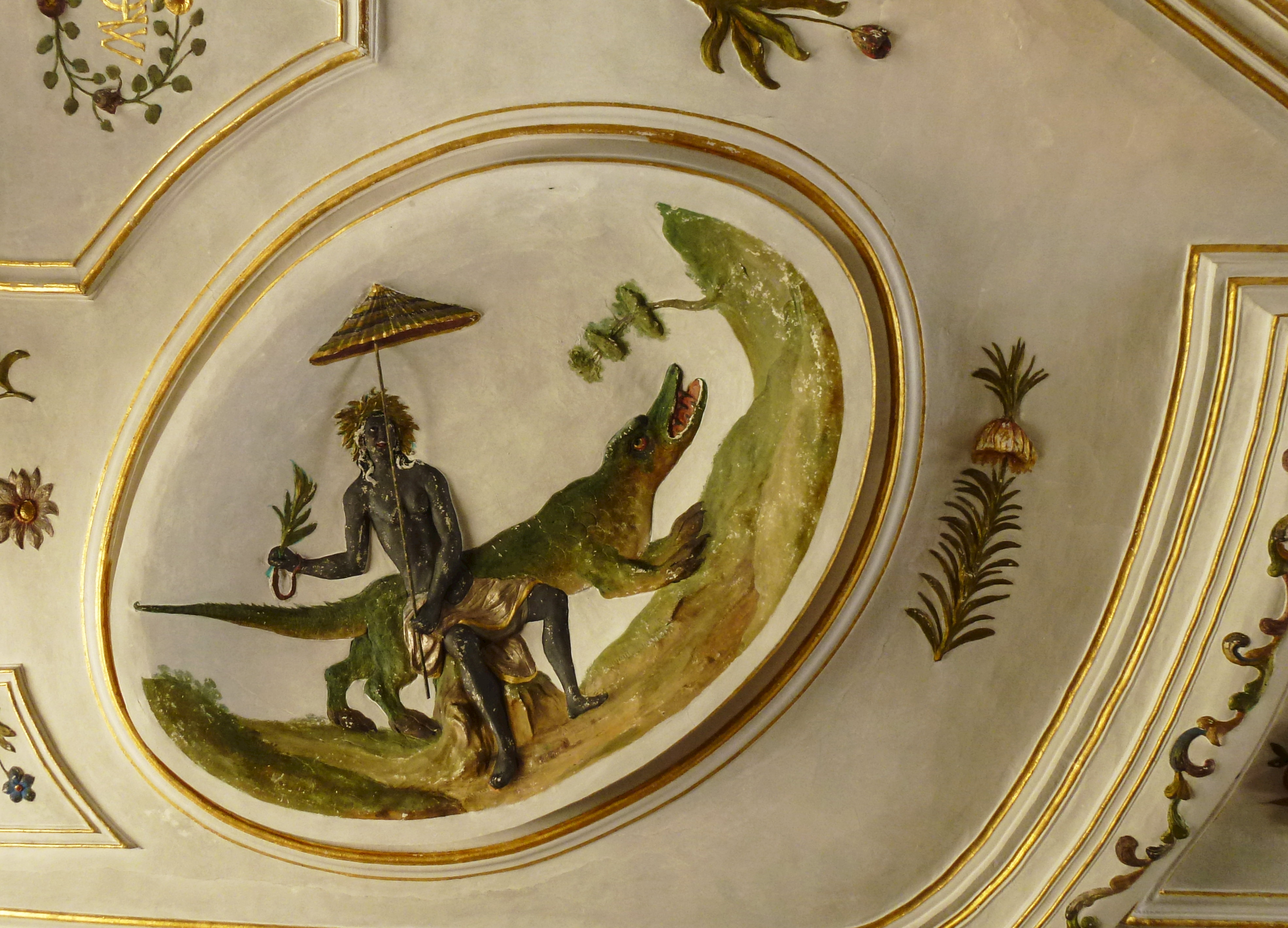
Takstuckatur med ovalt sidofält med motivet "Afrika" av Hans Zauch.
Kungssalen, träspis av Markus Hebel och kakelugn av Hindrich Thim (1670).
Kungssalen, ljuskrona i barock från 1672.

### Wrangels rumssvit
På var sin sida om Kungssalen återfinns grevens och grevinnans rumssviter, som består av var sin sängkammare med förmak. Grevens förmak domineras av en monumentalmålning utförd av David Klöcker Ehrenstrahl, visande Wrangel till häst med blodig värja. Väggarna är klädda med gyllenläder och här hänger bland annat målningar med Wrangels hustru Anna Margareta von Haugwitz och deras gemensamma barn. Väggarna i grevens paradsängkammare är klädda med vävda tapeter som kallas ”Engelska jakten” och består av sju delar. De är tillverkade i Gouda i Nederländerna. Tapeternas motiv föreställer jakt av olika slag, inramat av en grönskande natur. I överkanten på varje del finns en vapensköld invävd. Själva sängen har draperier tillverkade av rött, blommönstrat sidentyg. I blommornas konturer finns paljetter av äkta silver.
Grevinnan Wrangels förmak utmärker sig av ett vackert stucktak, möjligtvis det vackraste i hela slottet. I mittfältet syns lekande putti och i hörnen allegoriska motiv. En av rummets dyrgripar är en cembalo med figurmålningar på det öppnade locket. I grevinnans sängkammare består golvet inte av kalkstensplattor, som i de andra rummen, utan av ett mönsterlagt ek- och furugolv. Det blev varmare om fötterna. På väggarna finns vävda tapeter ur samma nederländska produktion som i grevens sängkammare. Sängen tillverkades i Tyskland och har ett skulpterat bakstycke i försilvrad papier-maché.

#### Galleri

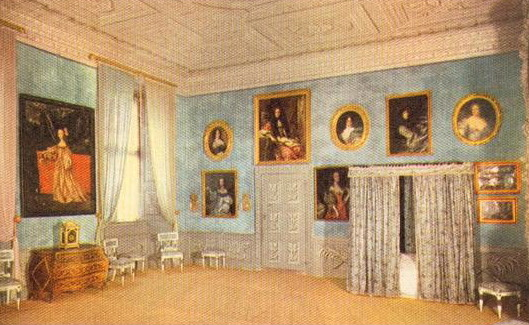
"Antwerpen"
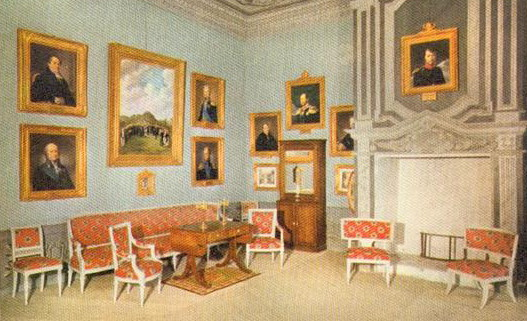
"Florens"
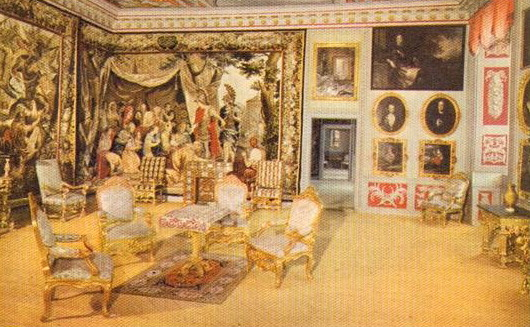
"Genève"
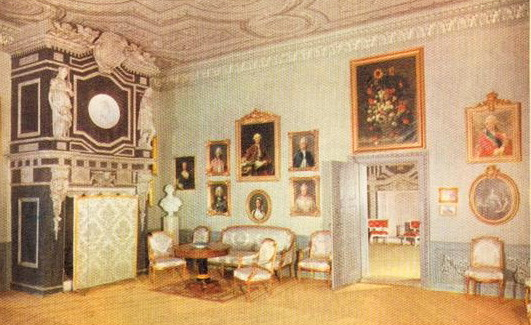
"Tours"

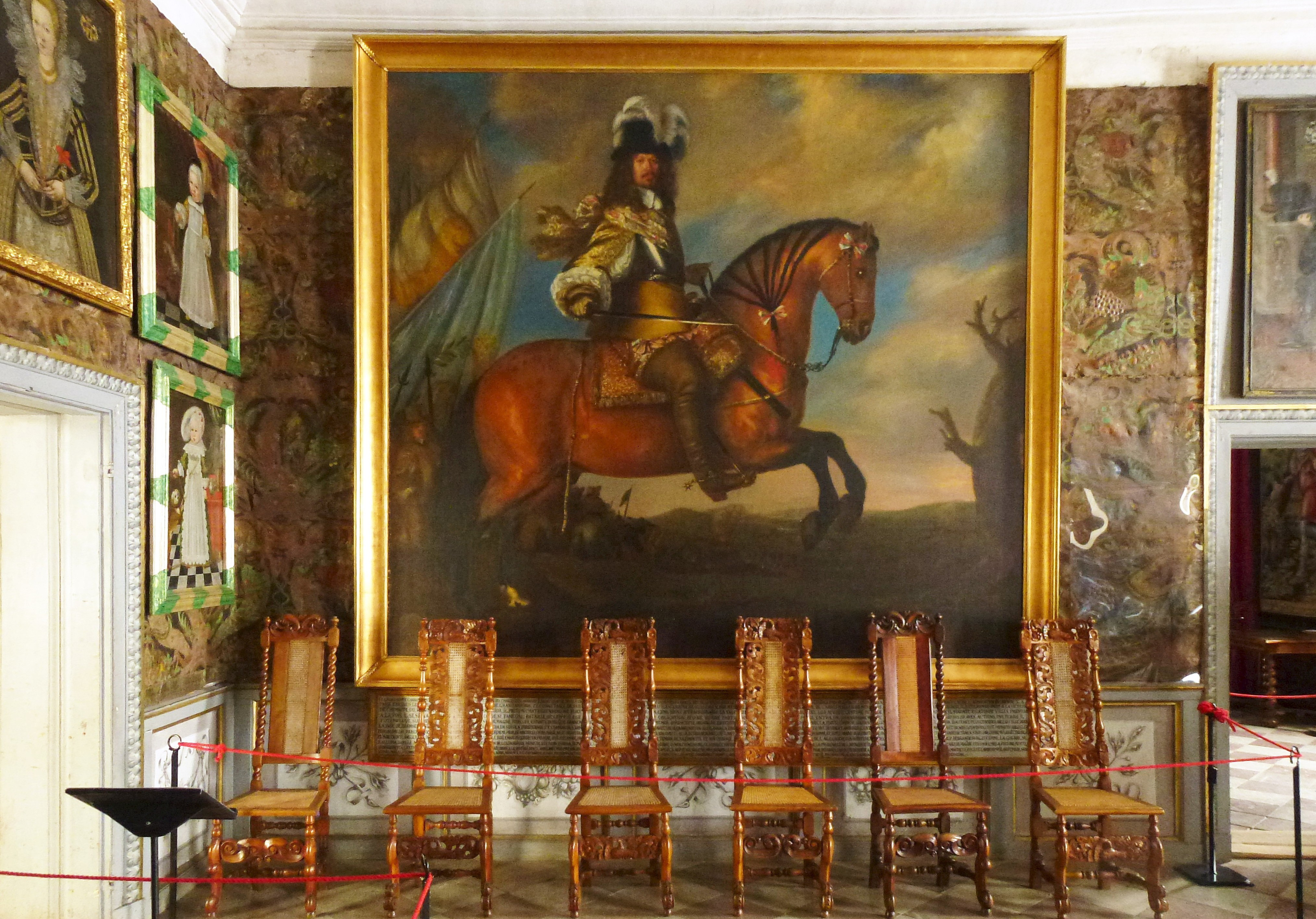
Grevens förmak med Ehrenstrahls målning
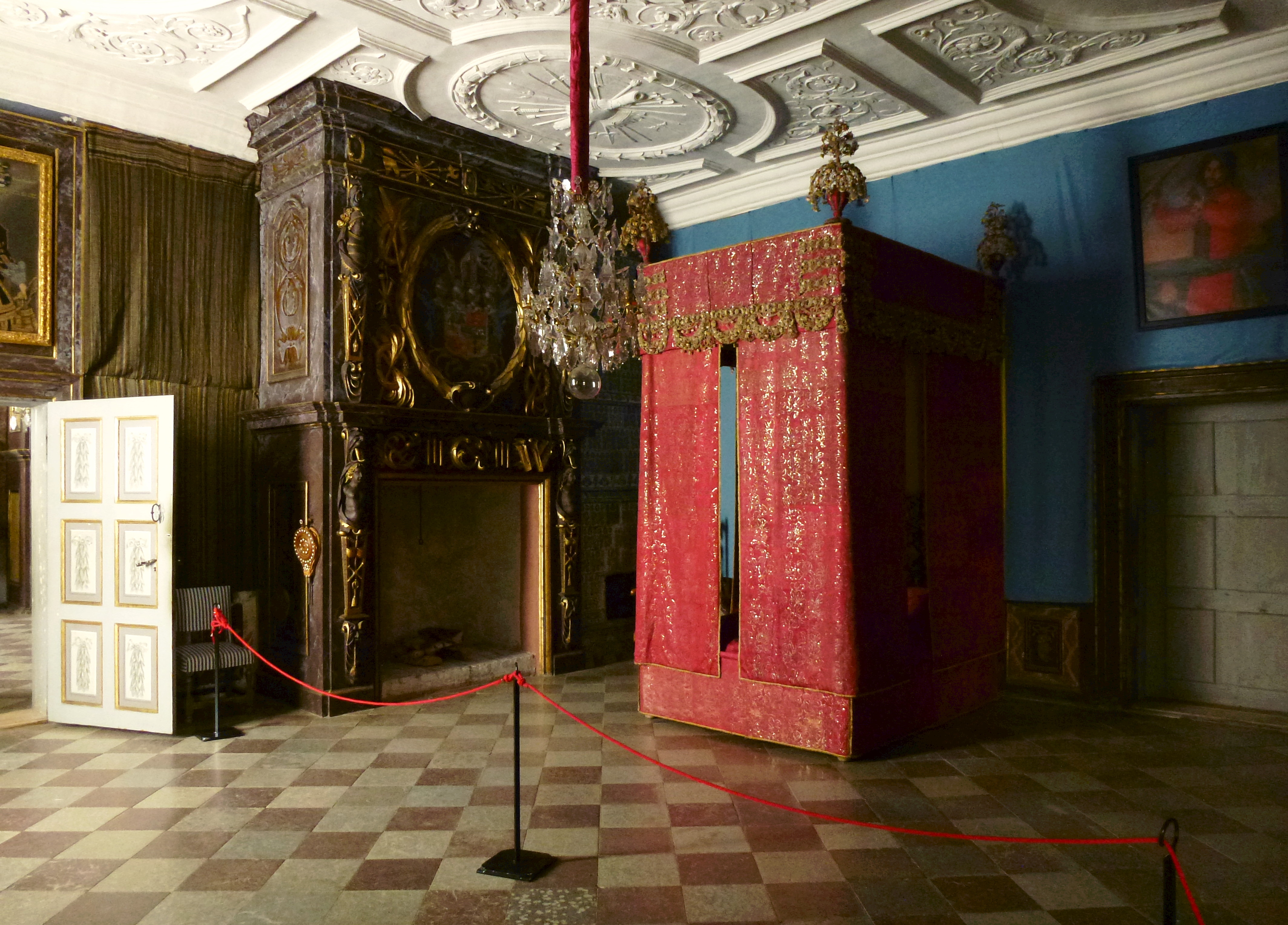
Grevens sängkammare
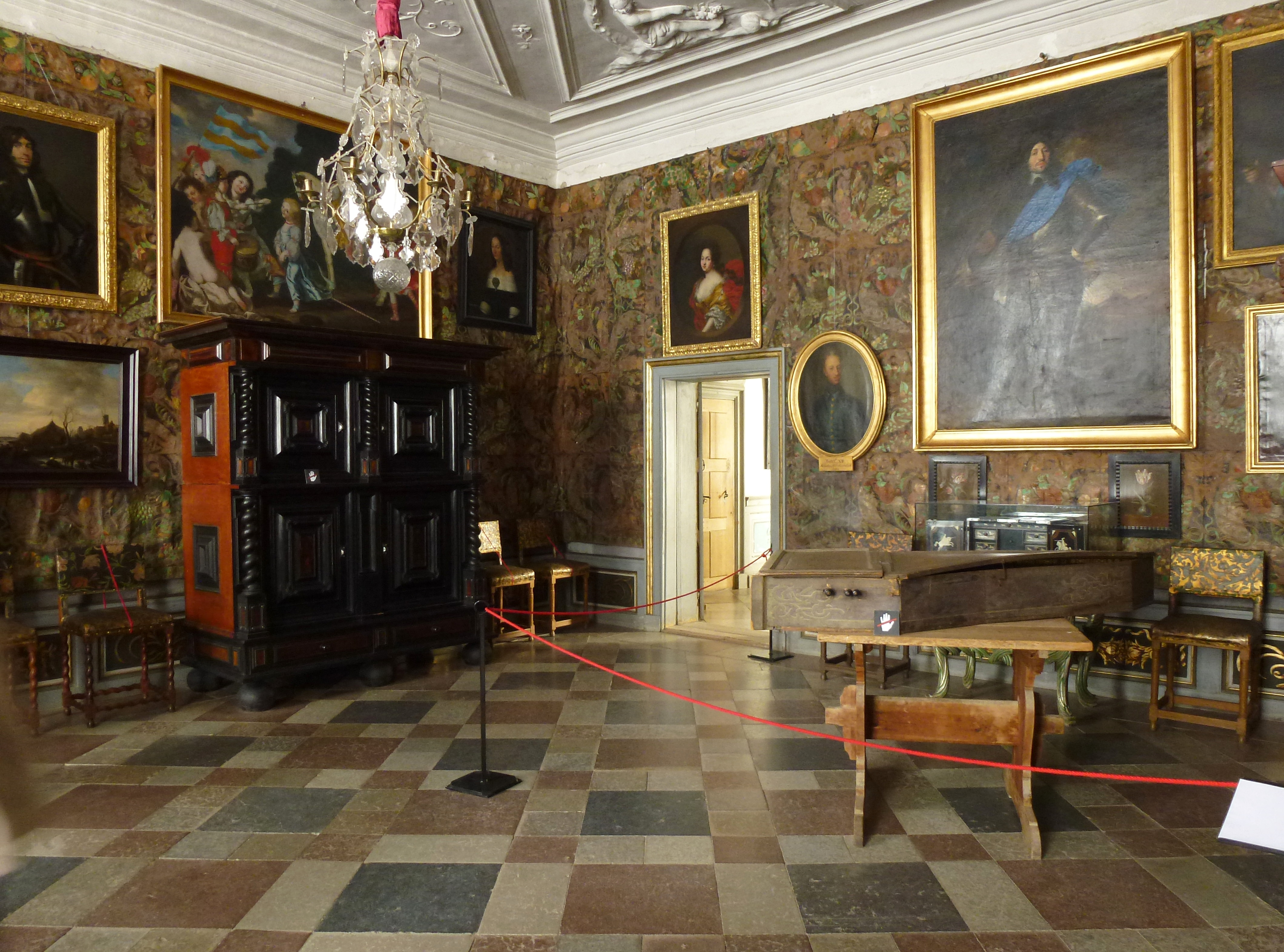
Grevinnans förmak
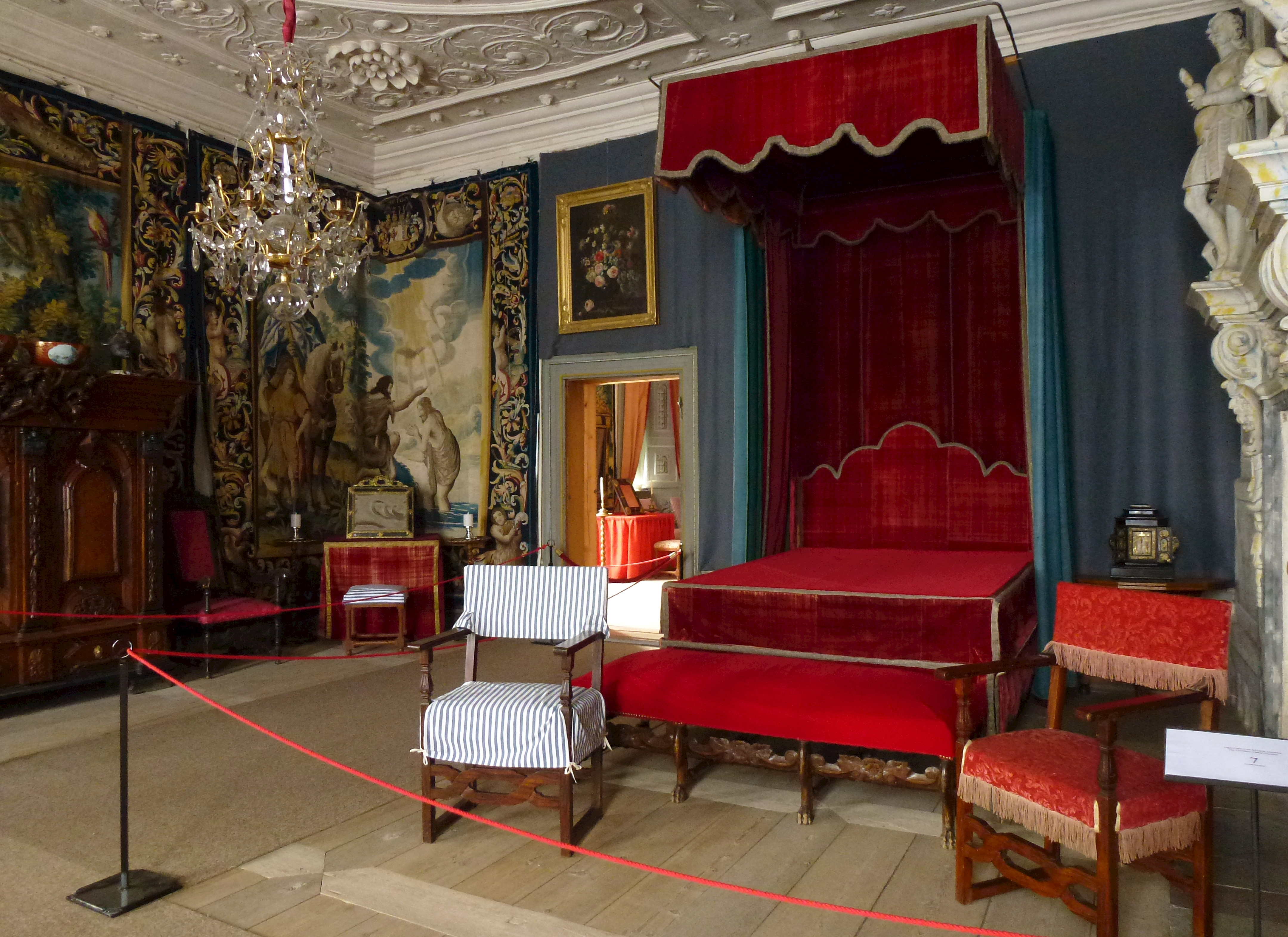
Grevinnans sängkammare

### Brahes rumssvit
I västra längan, på samma våningen som Wrangels rumssvit inreddes en rad exklusiva gästrum, där bland andra den då sextonårige Karl XI och hans mor Hedvig Eleonora vistades. Från 1700-talets början och under några somrar bodde Brahe i denna del som då kallades Brahevåningen. Här märks gula förmaket med ett tak liknande ett landskap av rankor i stuck. Över en av dörrarna hänger ett porträtt av den nya husherren Nils Brahe den yngre. Rummet möblerades som ett ”levande” vardagsrum fram till 1967. I Brahes matsal dominerar en praktfull öppen spis. Fronten som är smyckad med träsniderier bär det Wrangelska familjevapnet.

#### Galleri

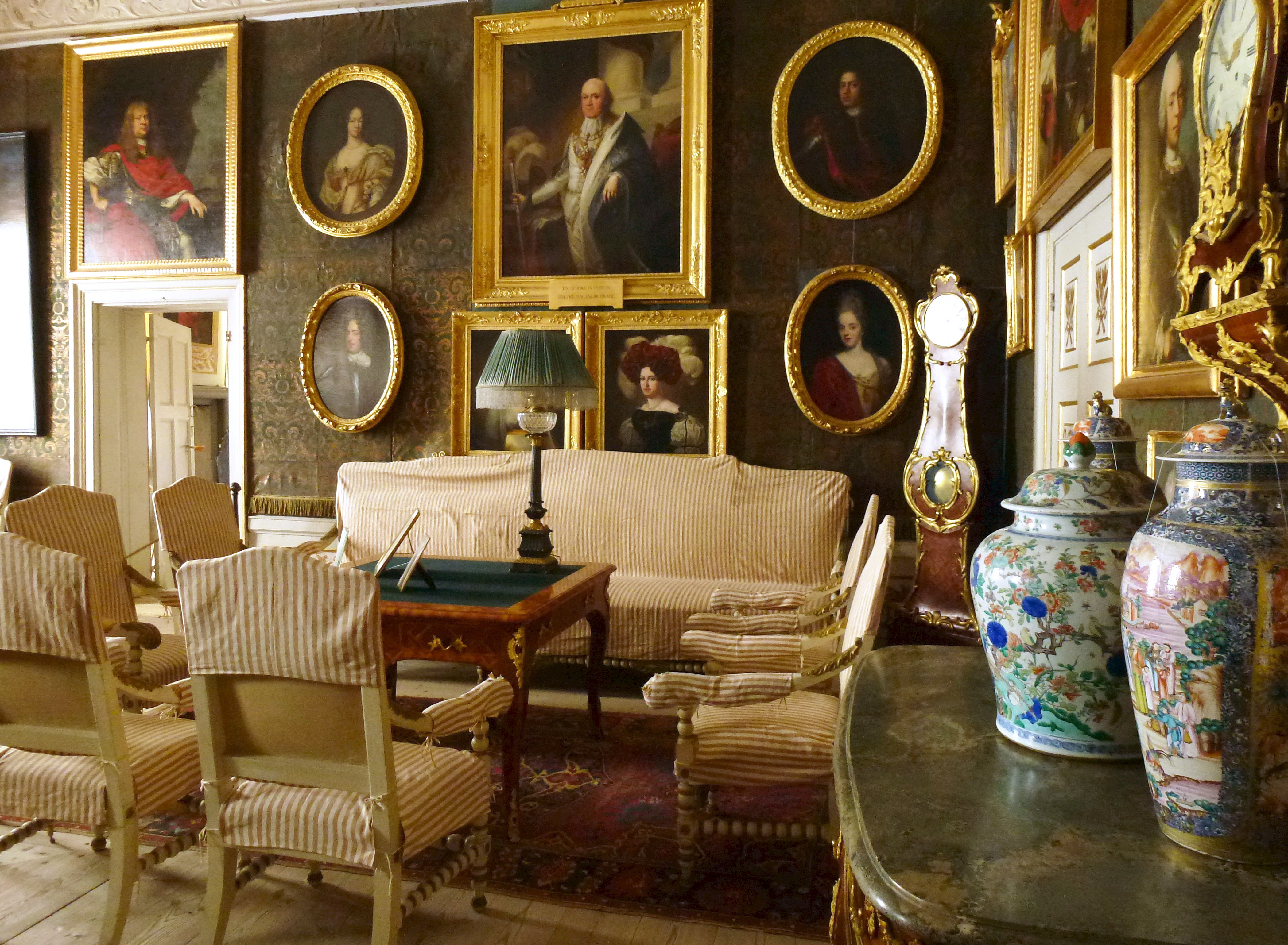
Gula förmak
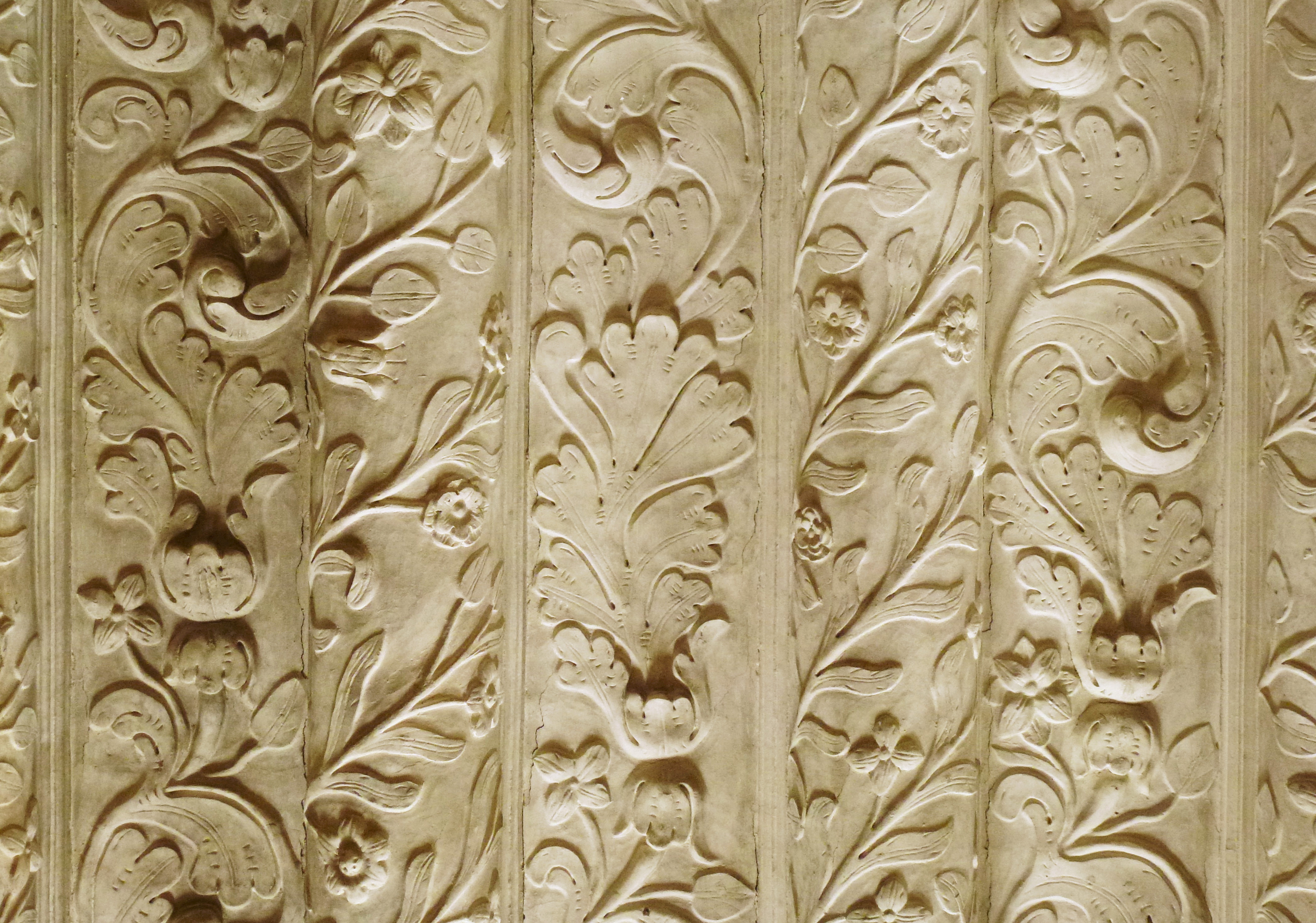
Stucktaket i gula förmak
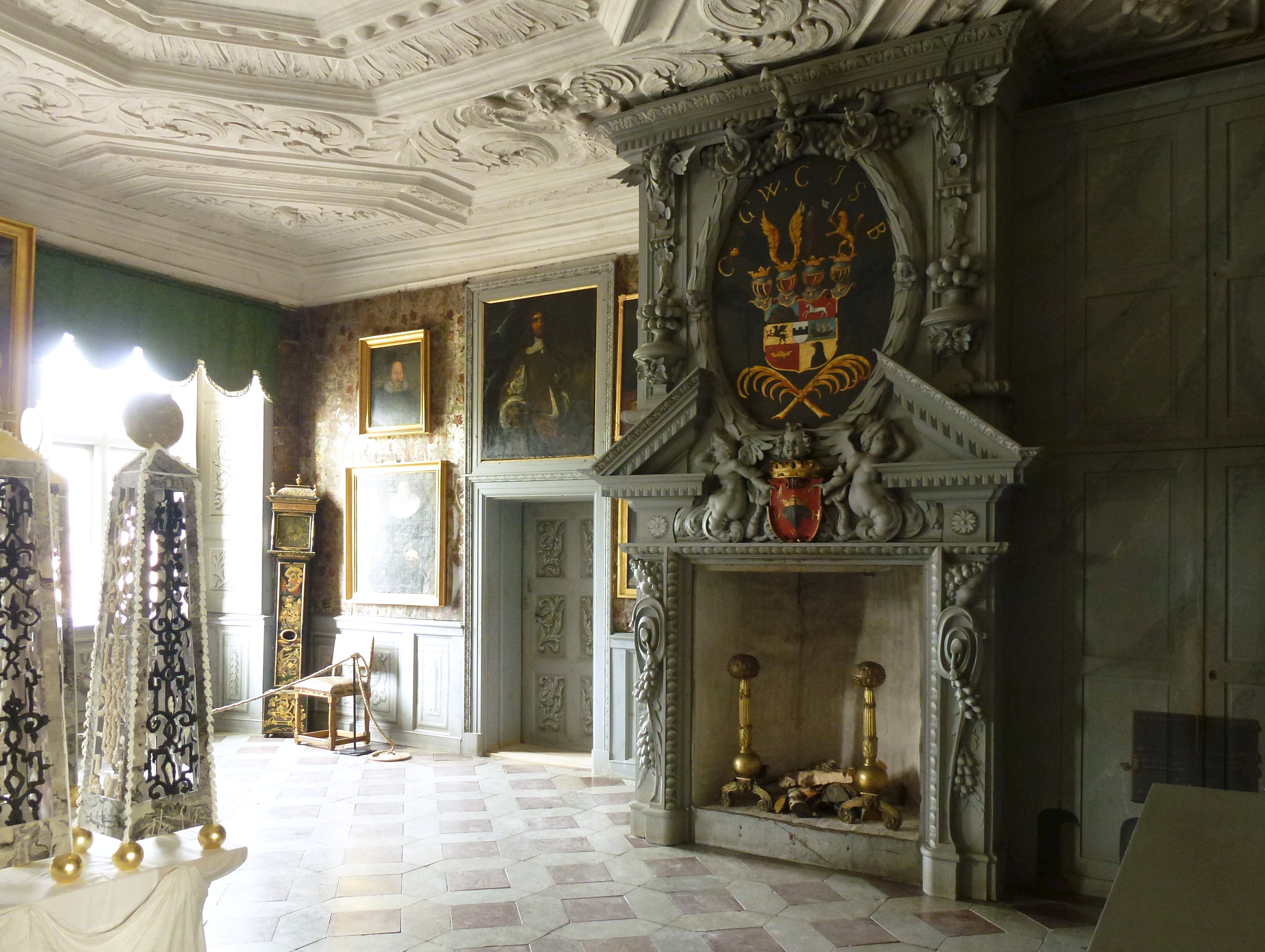
Brahes matsal
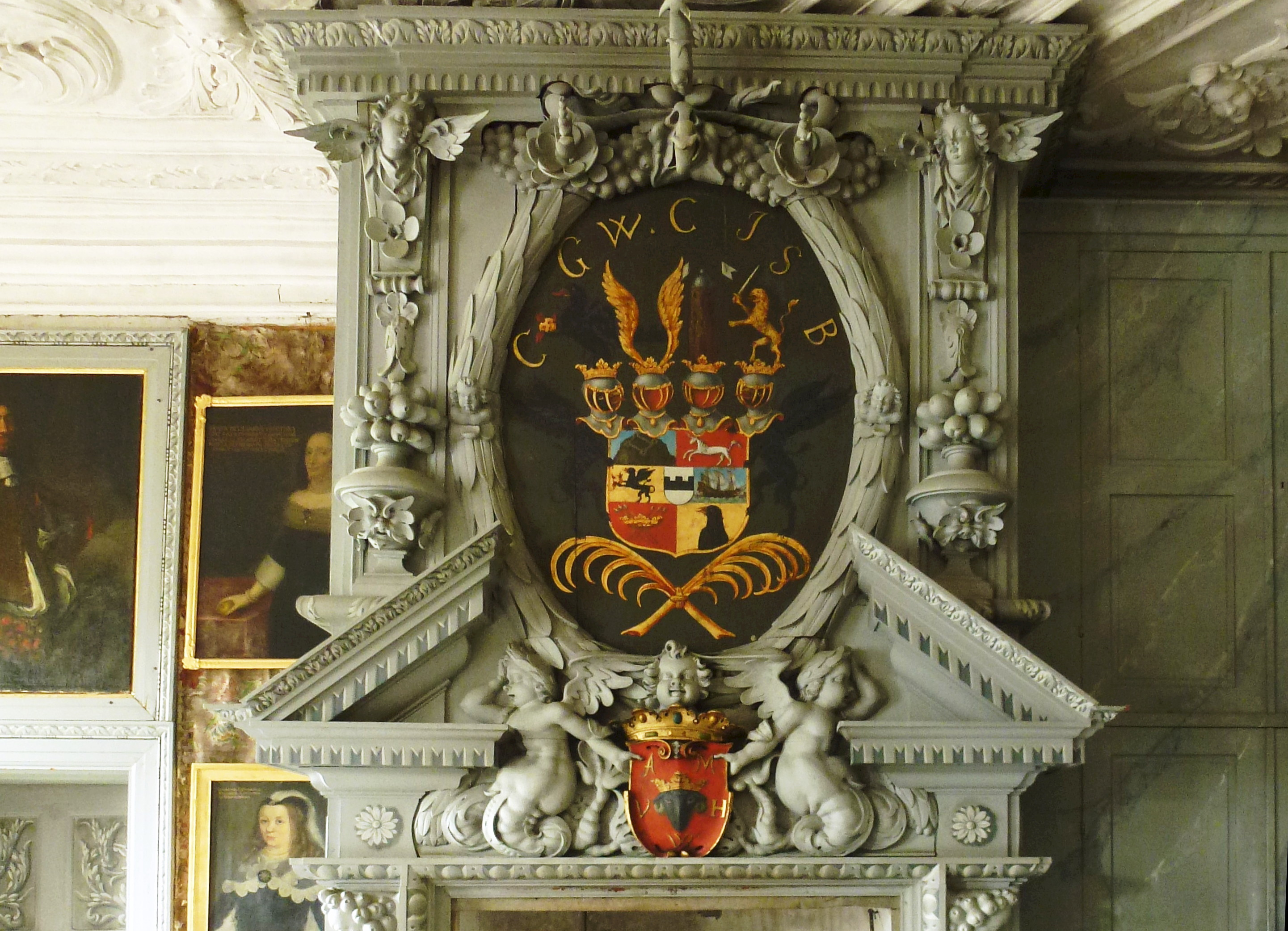
Öppna spisen med det Wrangelska familjevapnet.

### Wrangels rustkammare
Rustkammaren ligger på fjärde våningsplanet (attikavåningen) och omfattar tre rum, varav ett av rummen i hörntornet. På våren 1670 fick två snickare i uppdrag att iordningställa utställnings- och förvaringsrum för Wrangels vapensamling. På väggar, tak och golv finns bössor, värjor, svärd, rustningar och pilbågar. Wrangel samlade även på raffinerade dörrlås och exotiska fynd från fjärran länder som en sydamerikansk hängmatta, en grönländsk kajak och uppstoppade djur. Det rör sig om tusentals föremål. I västra tornkammaren förvaras den berömda Skoklosterskölden, ett renässansarbete från omkring 1560, beställt av Erik XIV.
Wrangel bestämde i sitt testamente att allt skulle finnas kvar på Skokloster och idag är föremålen placerade i enighet med 1710 års inventarium. Detta är det tidigaste rumvisa inventarium som är bevarat för den Wrangelska rustkammaren. Rustkammaren på Skokloster är därmed den enda i världen som har bevarats i sitt ursprungliga skick. Med rustkammaren ville Carl Gustaf Wrangel visa att han samlade det absolut senaste från teknikens områden. Utöver den Wrangelska vapensamlingen finns även den Braheska och den Bielkeska. Vapensamlingen är en av Europas mest kända.
I rustkammaren står en modell av Gripenbergs slott samt den mycket detaljerade modellen över Skoklosters slott som tillverkades år 1657 i Pommern troligen av Barthel Volkland. Modellen var ett komplement till ritningarna och skulle användas för att underlätta arbetet med slottsbygget. Varje våningsplan går att lyfta bort och man kan se interiören.

#### Galleri, vapensamlingen

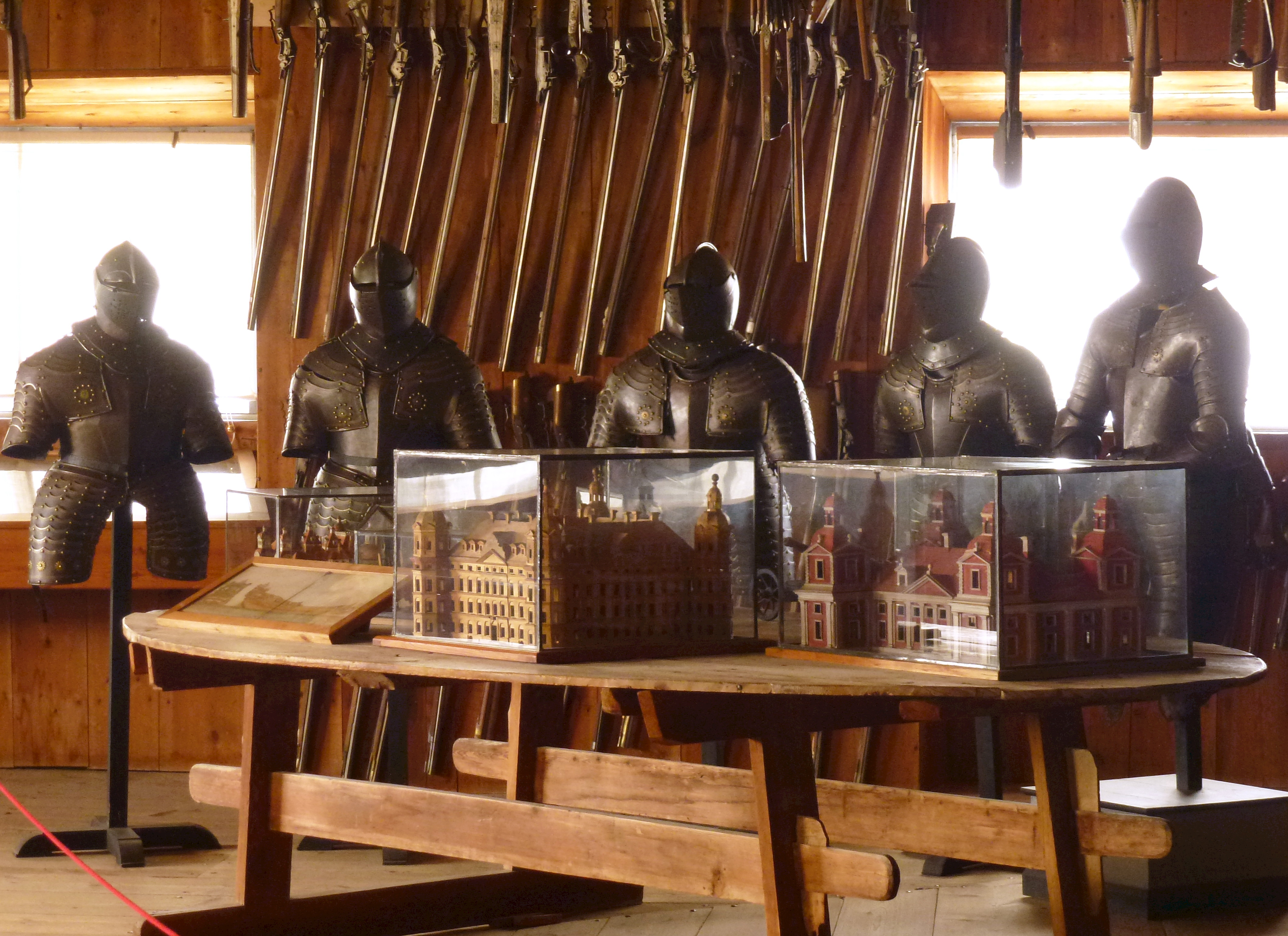
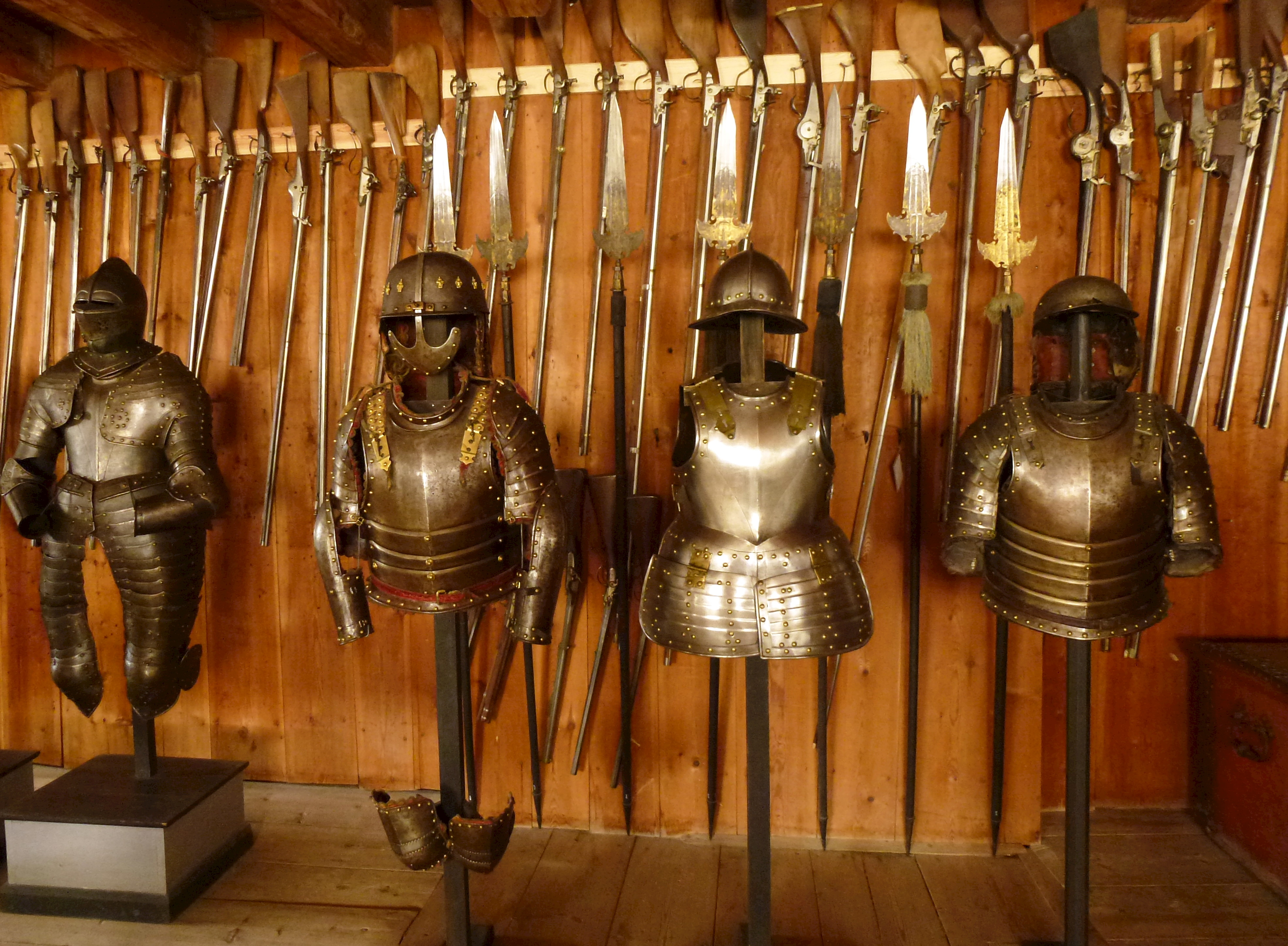
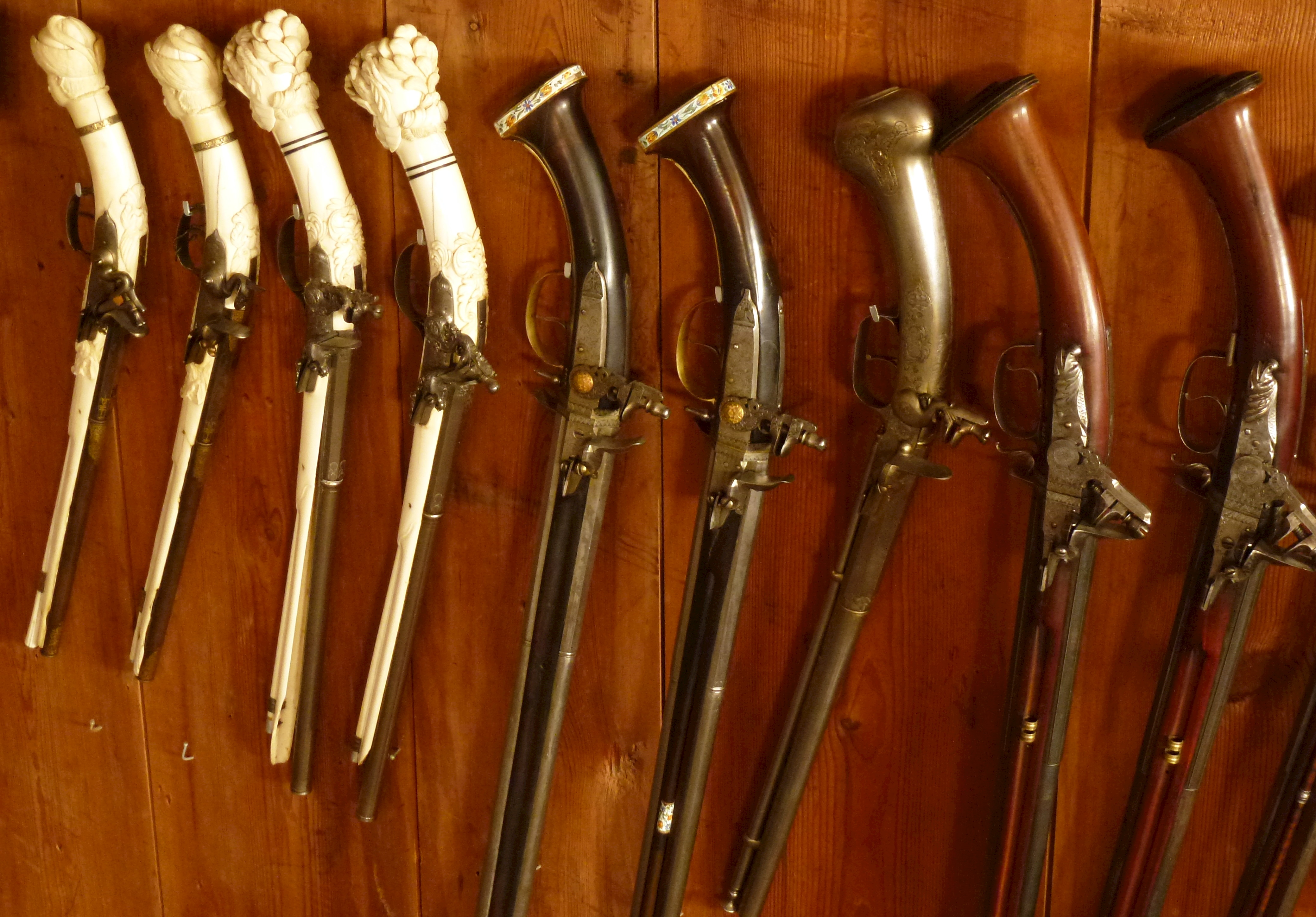
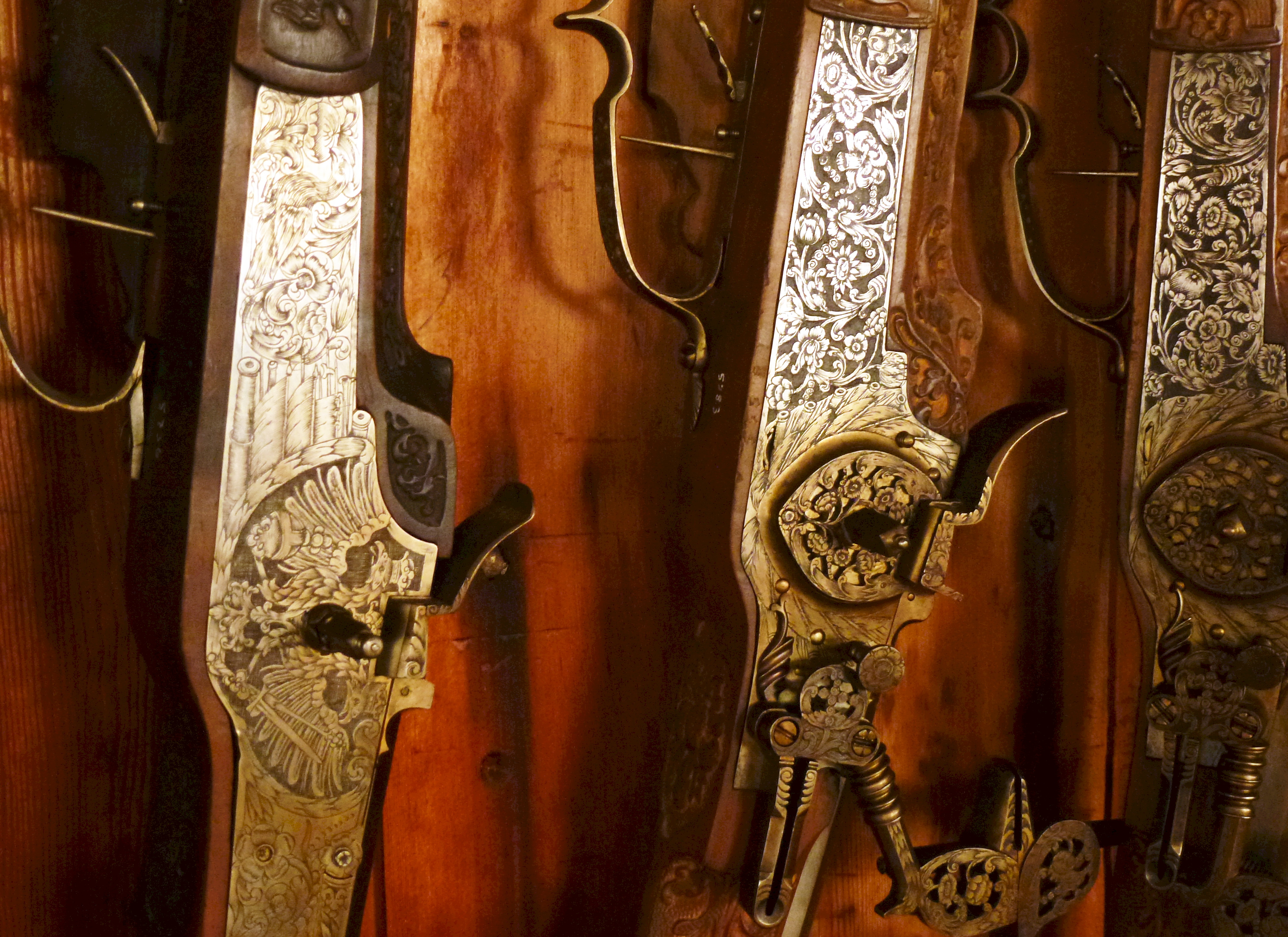

### Övriga rum

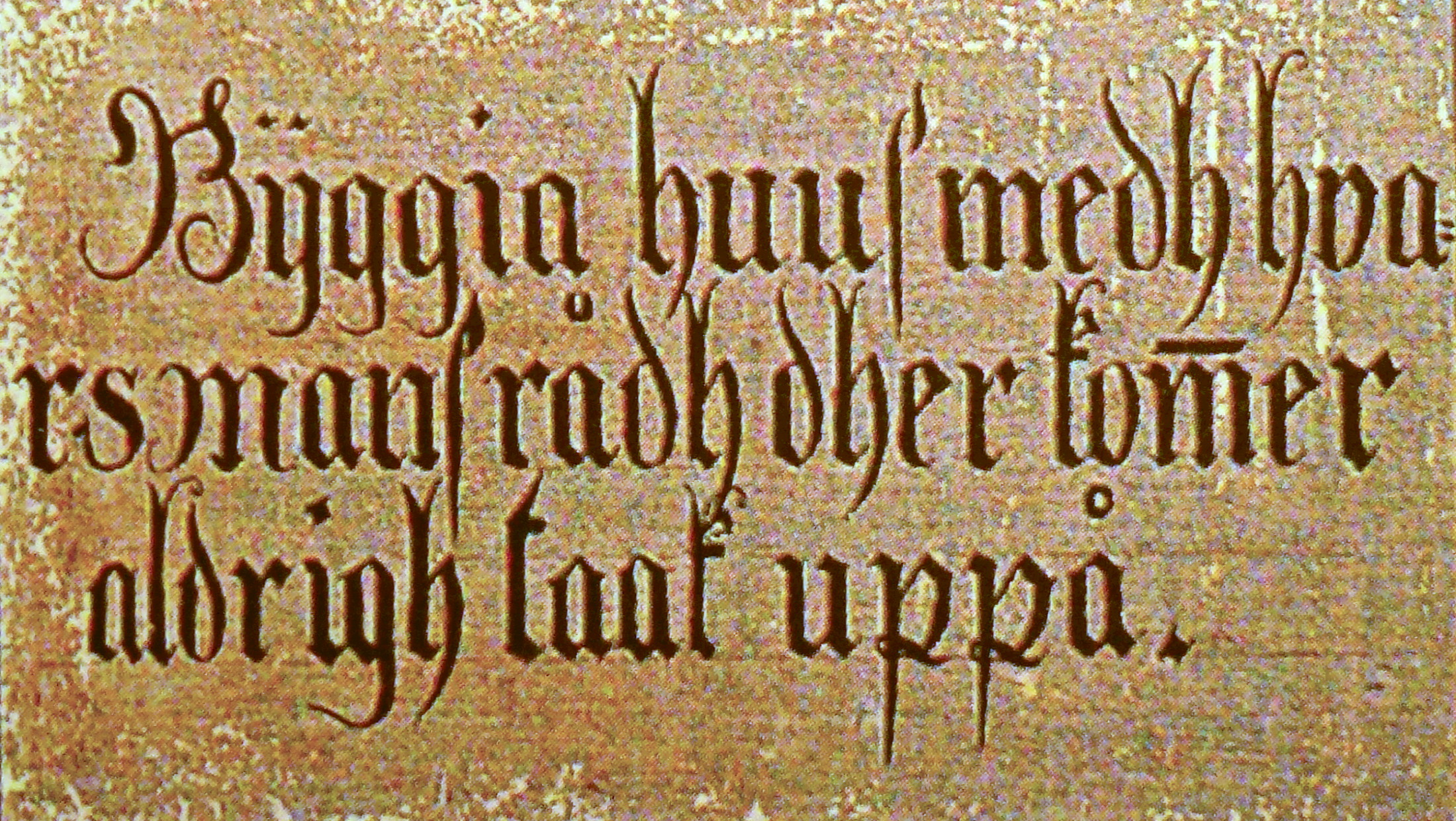
Ett av alla goda råd: Bÿggia huus medh hvars mans rådh dher kommer aldrigh taak uppå.

Entréhallen är en av slottets vackraste rumsmiljöer. Taket bärs upp av åtta dubbla kolonner i jonisk ordning. De är i vit marmor, som Wrangel beställde i Amsterdam, och huggna av Johan Wendelstam i Stockholm. De sattes upp på 1660-talet när stjärnvalven slogs.
Som tidigare nämnts iordningställdes korridorerna (även kallade "gallerierna") huvudsakligen efter Wrangels tid på 1700-talet. De belyses genom de höga fönstren mot innergården. Taken består av målade bräder. På väggarna hänger tavlor visande medlemmar i Herman Wrangels officerskår, målade på 1620-talet, som flyttades från ”Gamla slottet”. Över dörrarna på plan 2 sitter fantasibilder visande byster av romerska imperatorer. Över dörrarna till gästrumsvåningen (plan 3) hänger kopparstick av stadsmotiv som illustrerar rummens namn (Middelburg, Antwerpen, Florens, Genève, Tours m.fl.) Rummen namngavs redan på 1600-talet och namnen används med vissa förändringar än idag.
Intressanta är bröstningarna. På dem finns 151 "budskap" eller "talessätt" på svenska, latin, italienska, spanska, franska, engelska och tyska. Alltsedan de anbringades har besökare böjt sig ner för att studera alla goda råd. Ett av dem lyder: Hårdt emoot hårdt sade Käringen fööll moot hälleberget! och ett annat: Bÿggia huus medh hvars mans rådh dher kommer aldrigh taak uppå. (ungefär: "ett hus byggt med råd av var och en vill aldrig ha ett tak"). Under Caligulas byst står mycket träffande: Oderint, dum metuant – "Må de hata, blott de frukta".
Korridoren på fjärde våningsplanet (attikavåningen) har lägre takhöjd och är enklare gestaltad. Golven är belagda med trä, väggarna är vitkalkade med en målad bröstning och taket har synliga bjälkar, målade i olika färger.

#### Galleri

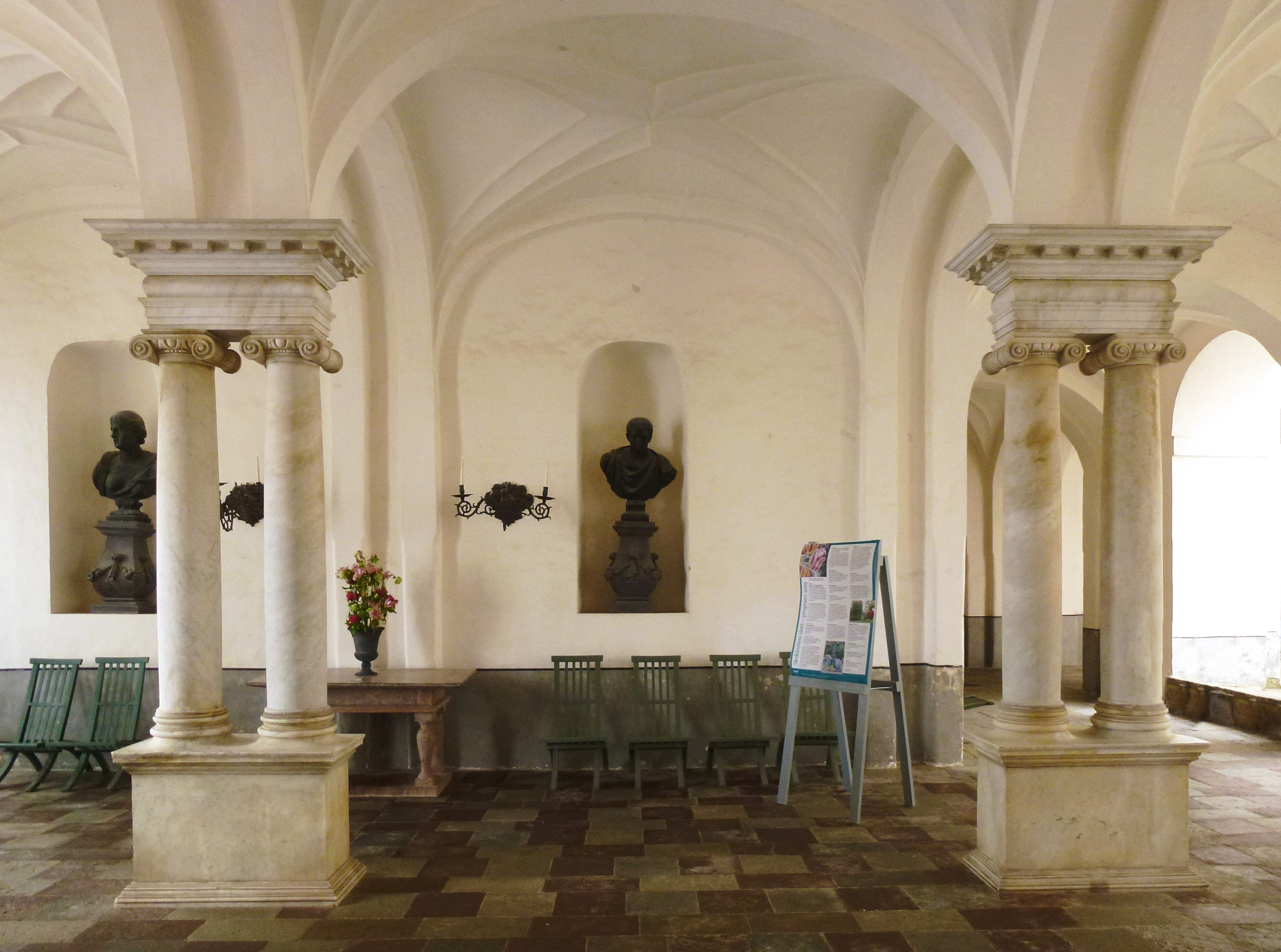
Entréhallen
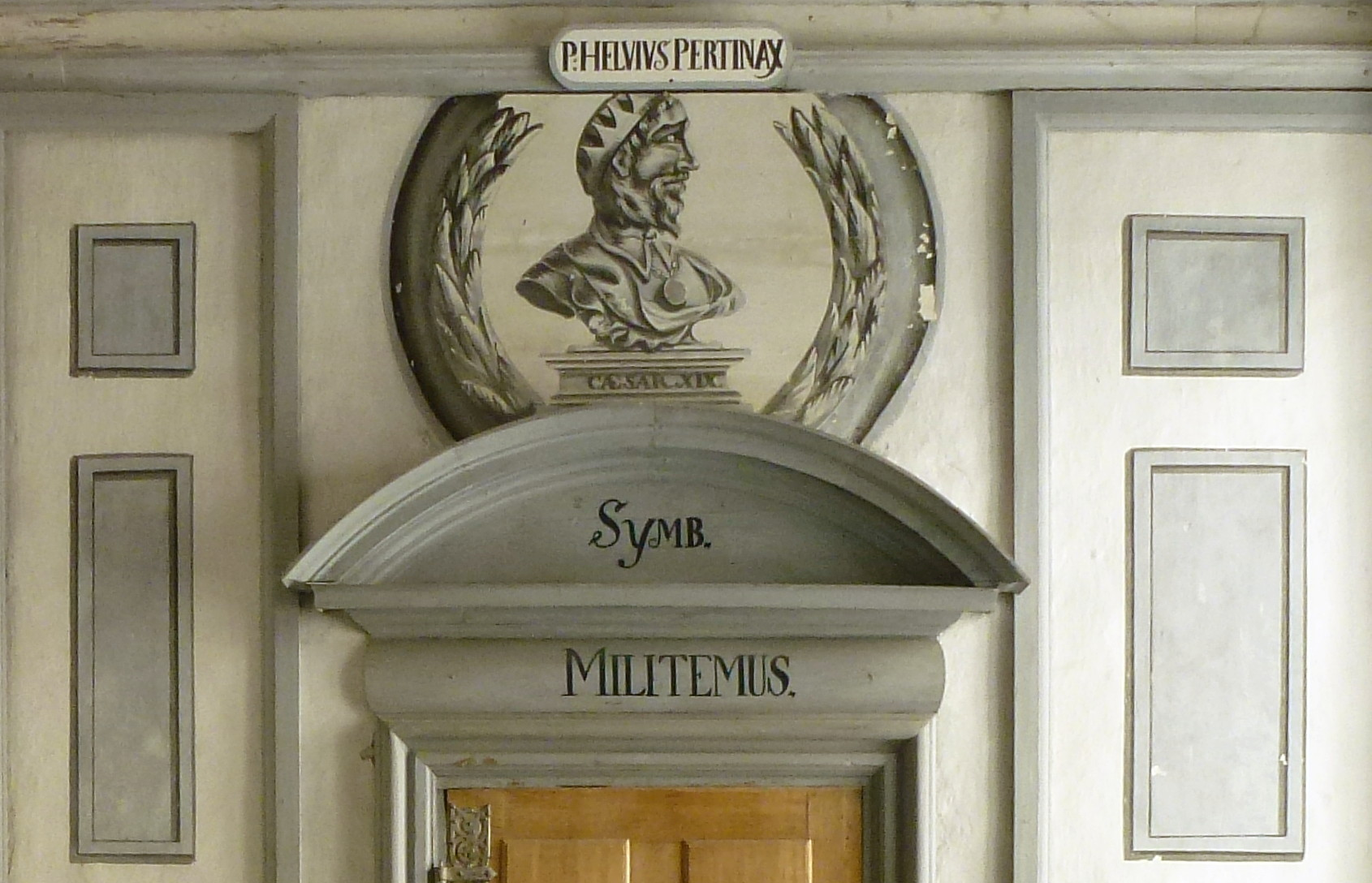
En fantasibyst
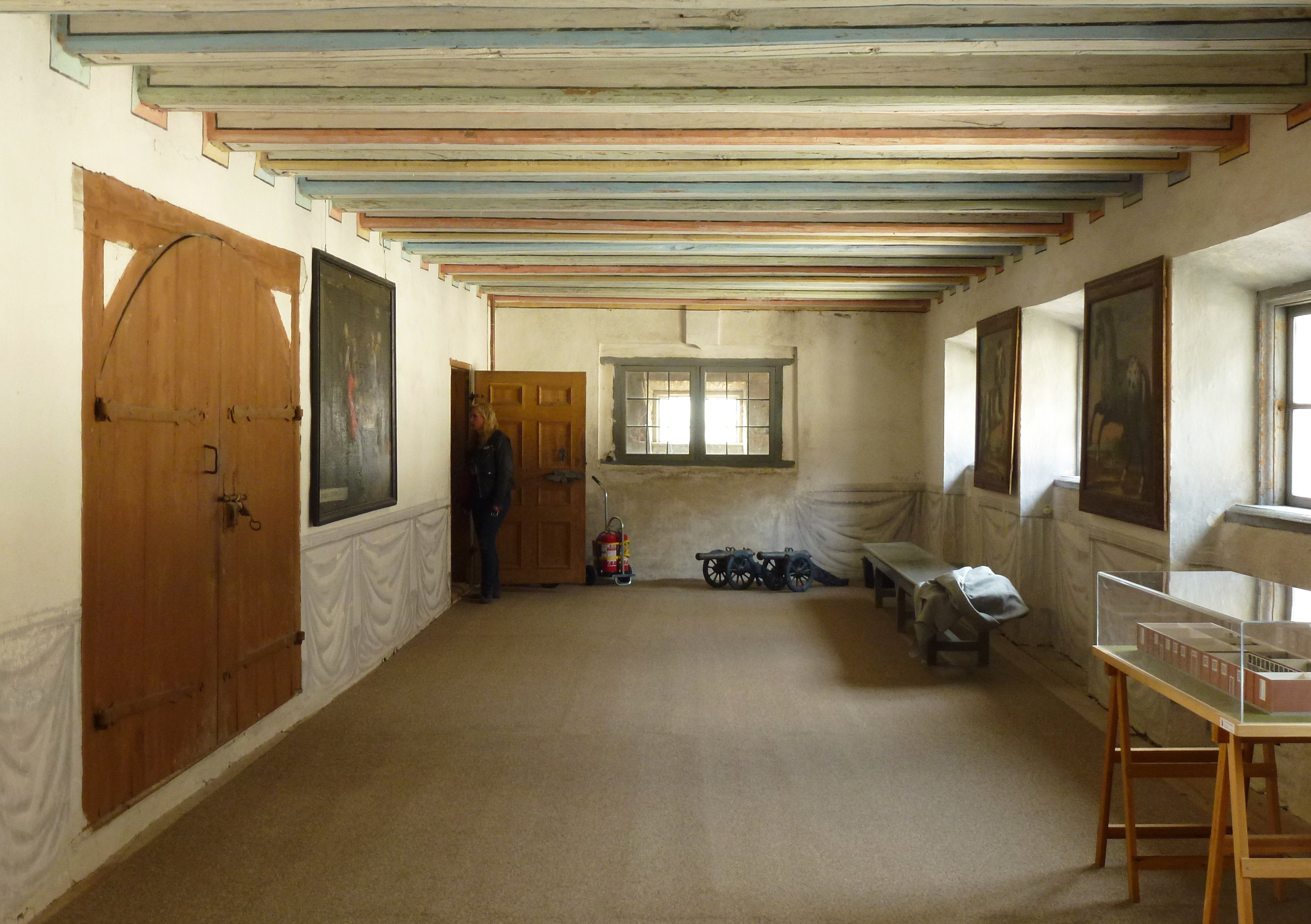
Korridor, plan 4
Gröna rundeln, plan 2

- "Antwerpen"
- "Florens"
- "Genève"
- "Tours"

## Parkanläggningen
När arbetet med slottsbyggnaden påbörjades 1654 fanns det även planer på en sjögård mot vattnet samt en storslagen lustgård. Ett flertal planer utformades av olika arkitekter, där ett av förslagen kan ses på kopparstick i Suecia antiqua et hodierna. Då varken sjögården eller något ansenligt parkförslag genomfördes var det i slutändan en relativt avskalad parterranläggning väster om slottet som vid sekelskiftet 1700 ritades och projekterades av arkitekten Mathias Spihler.
Den parkanläggning som anlades ramades in av en trädgårdsmur som troligen gick runt hela den västra parkaxeln  . I parken fanns vattenkonst med ledningar och en damm som planerades av vattenkonstmästaren Erich Rawaldsson år 1674. Delar av den gamla lindallén, som ännu idag inramar parterren, är troligen en försändelse av ca. hundra lindplantor, som den kungliga trädgårdsmästaren Christian Horleman skickade till Skokloster 1648.
Barockparken anlades på den gamla köksträdgården, och en stor del av köksodlingens fruktträd och nyttoodlingar fanns troligen kvar i parterren under en lång tid.

### Barockanläggningen
Arkitekter under 1600-talet ritade inte bara byggnader, utan var även ansvariga för den omkringliggande markens organisering. En del möda har genom åren lagts på att utröna vem som var lustträdgårdens arkitekt på Skokloster. Svaret på detta kompliceras av att det var en komplicerad process kring vem som ritade slottsbyggnaden. Trädgårdshistorikern Sten Karling har bedömt att de två första arkitektritade planerna över parken är gjorda av arkitekten Jean de la Vallée, trots att planerna är både odaterade och osignerade (källa). En gårdskarta från 1674 visar parken vid en tidpunkt då slottsbygget var mer eller mindre färdigsställt. På denna karta går det att se att även arbetet med att anlägga en ny park hade påbörjats. Några yngre trädgårdsritningar från 1680-talet har utförts av barockarkitekten Mathias Spihler enligt påskrift av A. Brahe som angav att de mottagits av arkitektens änka 1691. De trädgårdskvarter med buxbomsritningar som utfördes efter Wrangels död liksom den runda fontänen återgår troligen på dennes projekt.
För 1600-talets herremän var slottsparken en självklar del av representationsmiljön för viktiga besökare. Även Wrangel som ägde flera slott runtom Östersjön hade ett trädgårdsintresse och lade stor vikt vid utformningen av de tillhörande slottsparkerna. Han anskaffade flera av tidens viktiga trädgårdsböcker, och de trädgårdsmästare som var anställda på Sko gård reste relativt ofta till andra gods och städer för att hämta frön, plantor och inspiration. Det finns till exempel uppgifter på att det i juli 1671 ankom en sändning av 17 päron- och valnötsträd från Pommern, där Wrangel hade både kontakter och egna gods.
För utsmyckning av barockparken finns det källor som säger att det beställdes gipsstatyer i romersk antik stil, vilket var ett vanligt sätt att smycka lustträdgårdarna under denna tid.

#### Lindalléerna
Planerna för lustträdgården visar att det redan tidigt var tänkt att anläggningen skulle ramas in av trädrader. Under Wrangels sista år i livet fick man till Skokloster leveranser av frön, plantor och ympkvistar från den kungliga trädgårdsmästaren Christian Horleman, som var en mycket inflytelserik person, tillika farfar till den välkände arkitekten Carl Hårleman. De cirka hundra lindplantor som kom i denna leverans är troligen grunden i de alléer som anlades i slottsparken. En sammanhängande alléplantering av lind har dock skett först efter 1734.
De äldre träden norr och söderom parterren hamlades redan från början, på 1600-talet, medan träden runt exedran i väster beskars som häck på stam (källa). Mot 1800-talets slut upphörde både hamling och beskärning och grenarna fick växa fritt. Detta har medfört problem. eftersom kronansatsen på det ursprungliga hamlingssnittet är kraftigt försvagad av röta. Detta tvingade 1967 fram en första reducering av kronan för att avlasta grenarna. En andra reducering skedde 2012, denna gång till en höjd av cirka 7 m.

### Köks- och fruktodlingarna
Köksodlingarna på Skokloster tog fart på 1660-talet, under trädgårdsmästare Michel Blanows ledning. De kärvare ekonomiska förutsättningar som slottets ägare ställdes inför mot slutet av 1600-talet gjorde köksodlingen betydelsefull, både för försäljning och för det egna hushållets försörjning. Utöver grönsaksodlingen fanns även frukt- och humleträdgårdar.
I slutet av 1800-talet ställdes jordbruket alltmer om till stordrift, vilket påverkade Skoklosters omgivningar genom att ekonomibyggnaderna flyttades ut till jordbruksmarken norr om slottsområdet, där dagens värdshus nu är inrymt.
Den växande ångbåtstrafiken på Mälaren under 1800-talets andra hälft, liksom ett växande nationellt historiskt intresse, gjorde att Skoklosters slott fick en allt stridare ström av besökande turister. Men godsets ekonomiska försörjning var ännu baserad på jordbruket och fruktodlingarna. Den nuvarande anläggningens äldsta fruktträd planterades i mitten av 1800-talet och är idag närmare 150 år gamla. Under 1900-talets första hälft var fruktodlingarna på Skolkloster den viktigaste grödan, och området förknippas ännu med äppelsorter såsom Skoklosters Renett och Skoklosters Pommeröder. På sent 1920-tal hade Skokloster omkring 1000 fruktträd, varav de flesta var äppelträd.

## Omgivning
Norr om slottet finns den medeltida Skoklosters kyrka, tidigare klosterkyrka vid Sko kloster. Herman Wrangel bekostade en renovering åren 1620–1624. I kyrkan återfinns det Wrangelska gravkoret, som troligen stod klart 1639. Carl Gustaf Wrangel dog 1676 på slottet Spyker på Rügen. Han begravdes 1680 i Riddarholmskyrkan i Stockholm och bisattes sedan i det Wrangelska gravkoret i Skoklosters kyrka.

## Området idag

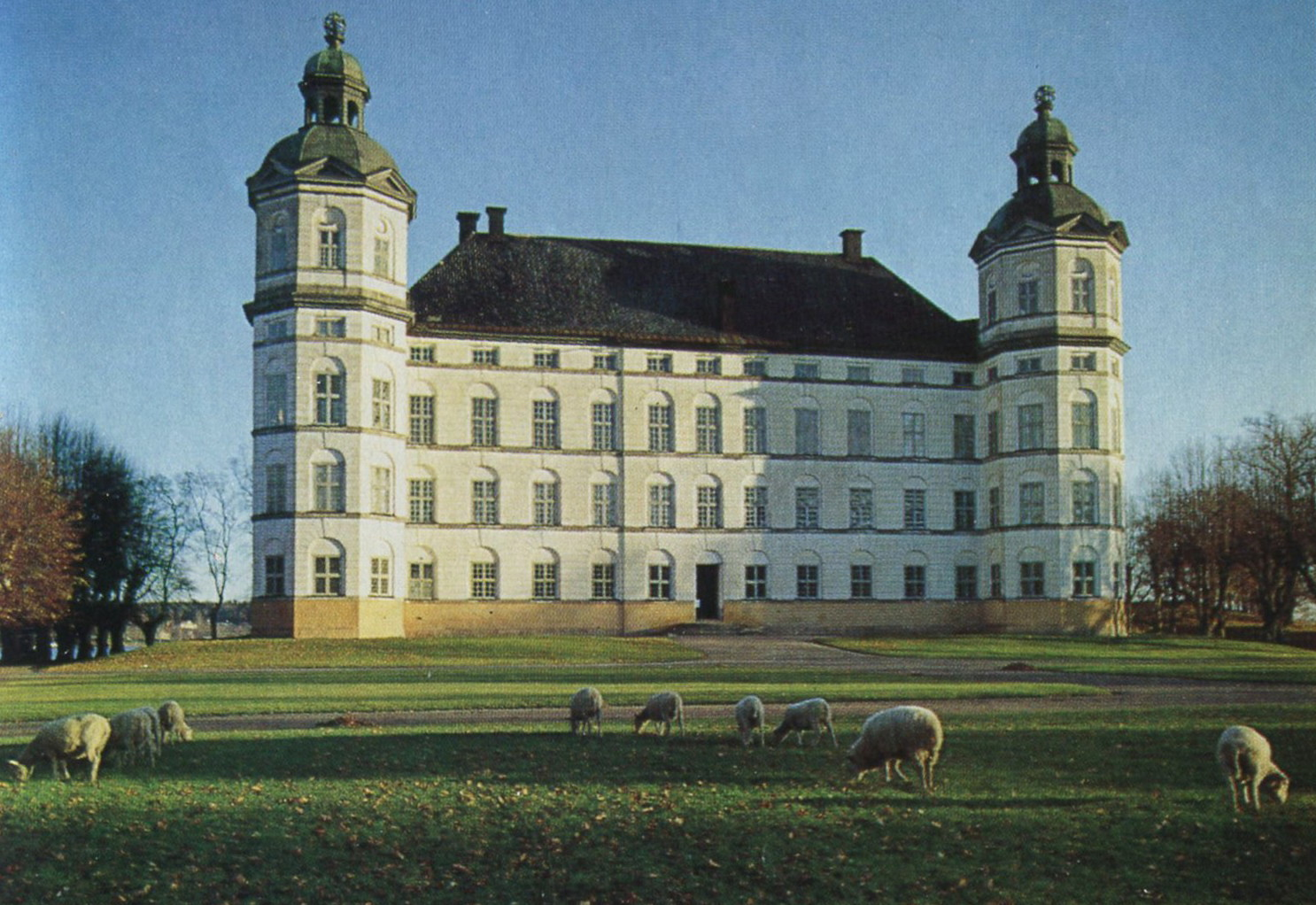
Fasad mot nordväst, 1967.

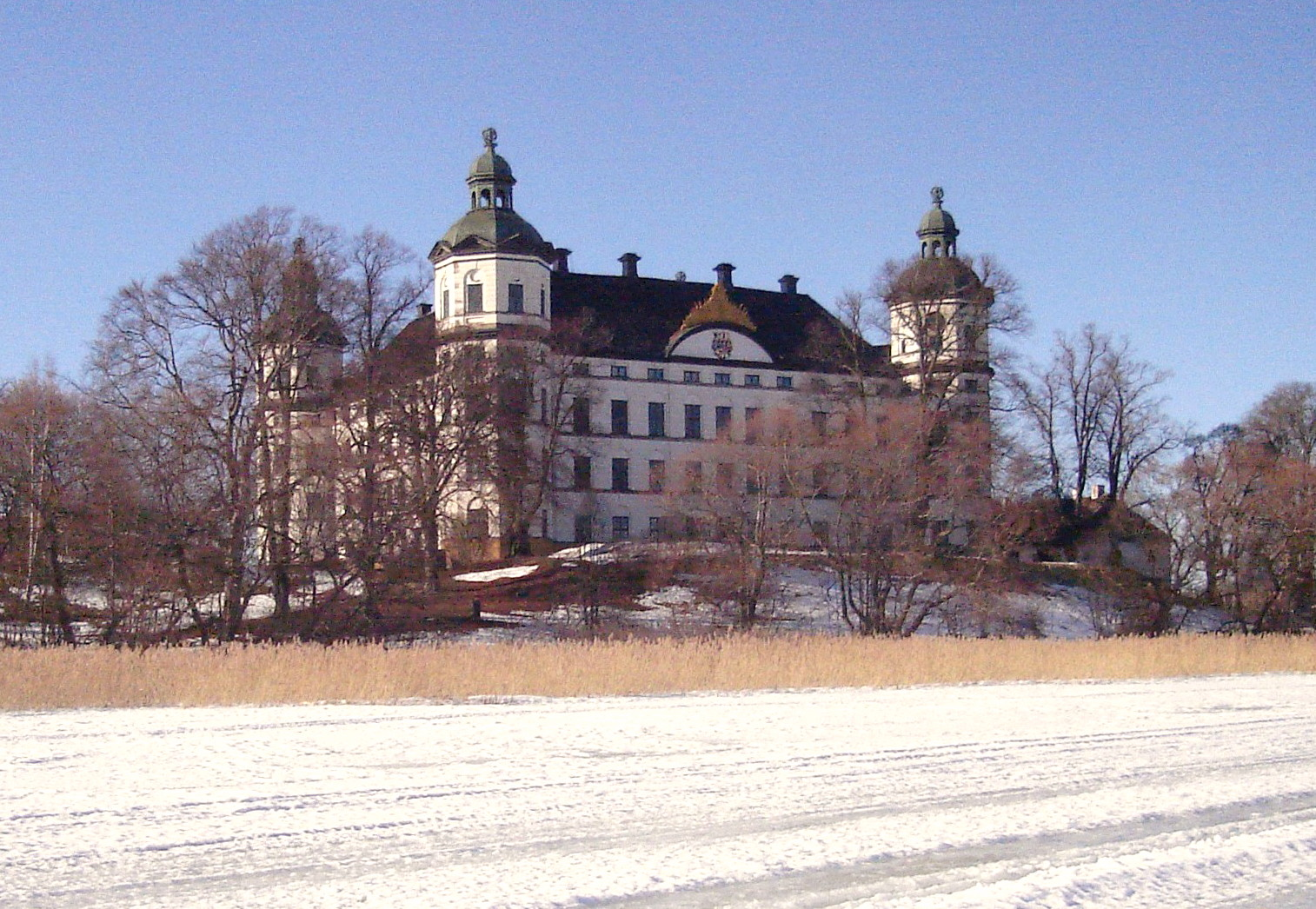
Fasad mot Mälaren, 2011.

År 1996 flyttade slottets administration till "Stenhuset" för att åter flyttas till slottet 2012. Kontorsdelen befinner sig i familjen von Essens tidigare våning. I andra rum ryms slottsbutik, café och lokaler för tillfälliga utställningar. Slottets salar saknar modern uppvärmning och har inte heller några elektriska installationer [källa behövs]. Belysningen sker enbart med hjälp av dagsljus.
Av Skoklosters ursprungliga trädgårdsanläggningar finns parterrformen och dess alléer samt rester av fruktträdgårdarna kvar. De dubbelradiga lindalléerna kring parterranläggningen består till övervägande del av gamla träd, varav flera bedöms vara ursprungliga och planterade 1684.
Skoklosterspelen var en historisk festival som arrangerades varje år mellan 1993 och 2007 i och runt slottet och Skoklosters kyrka. År 2012 återupptogs tornerspel i parken: "Riddarspel Skoklosters slott", som arrangeras i samarbete med  Nordic Knights.

### Galleri

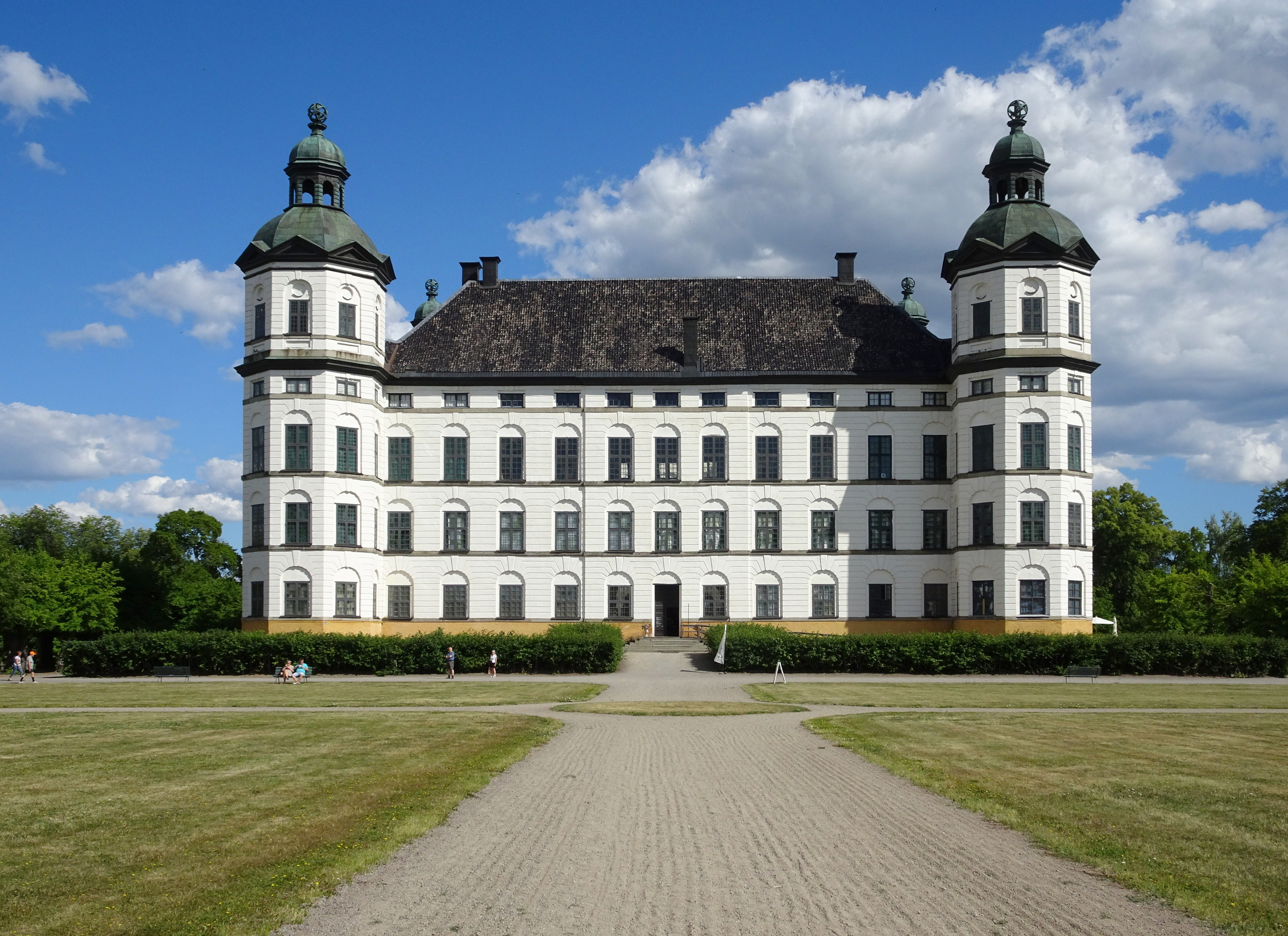
Slottets fasad mot parken, i juli 2018.
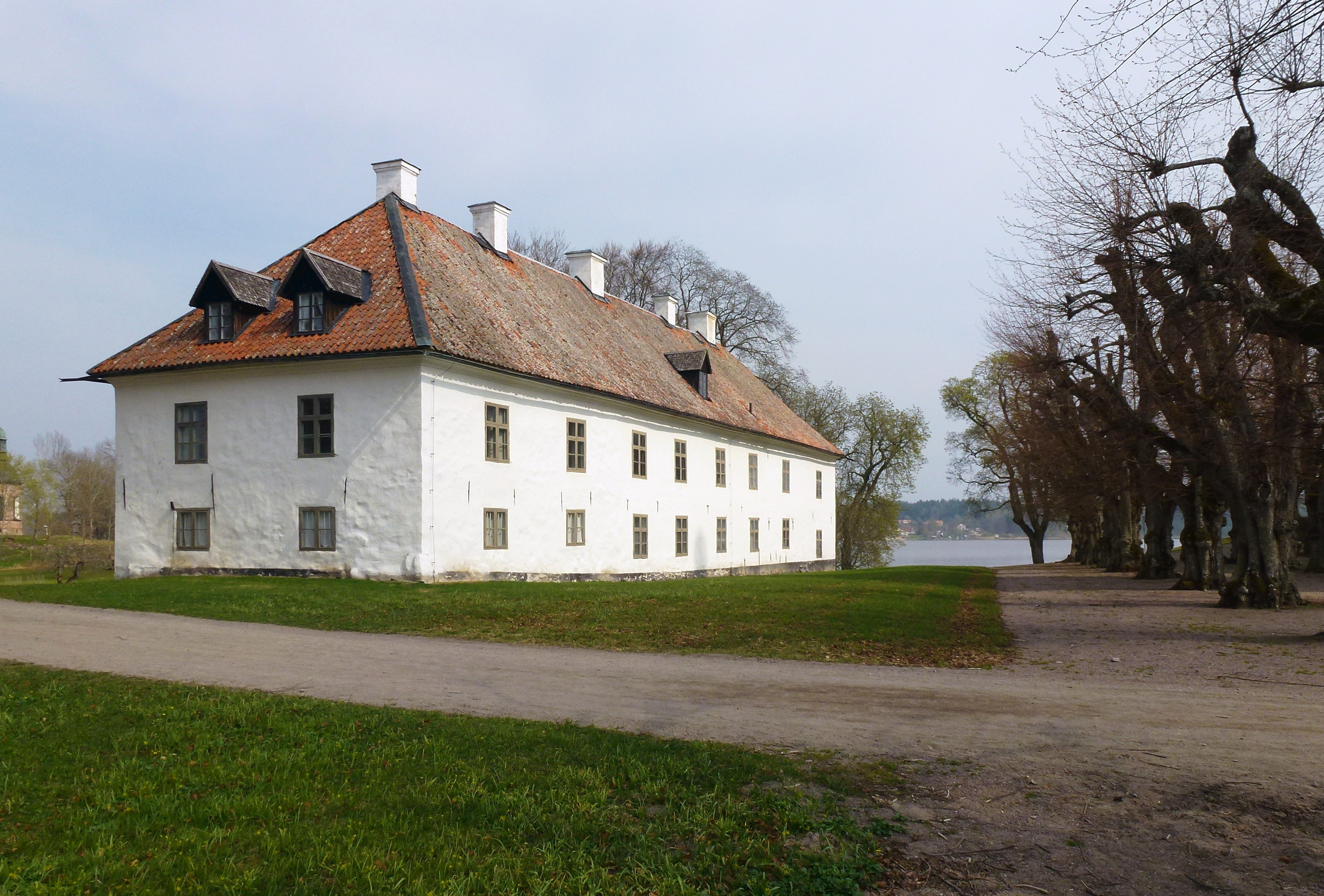
"Stenhuset" i maj 2013.
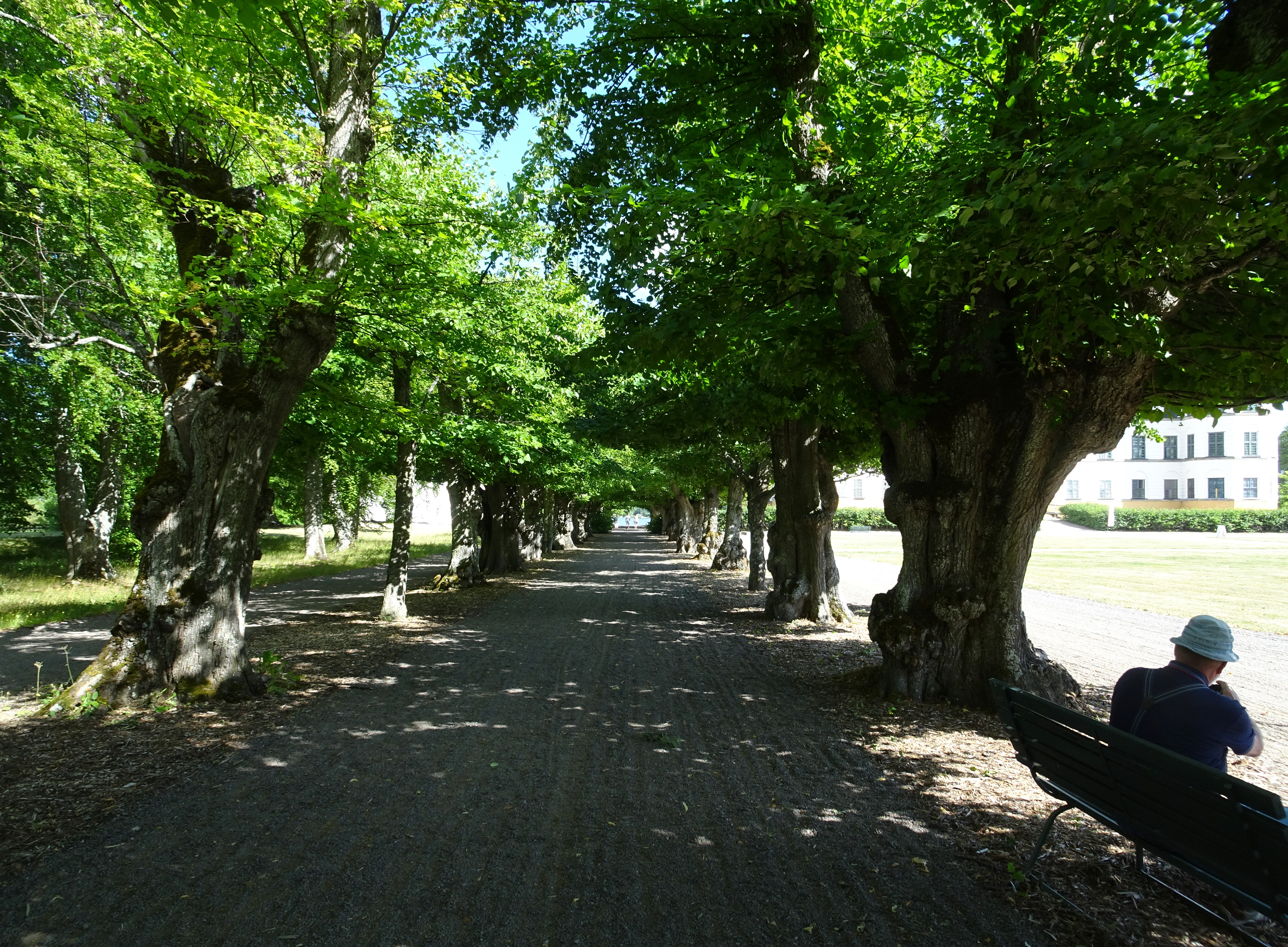
Den 330 år gamla lindallén.
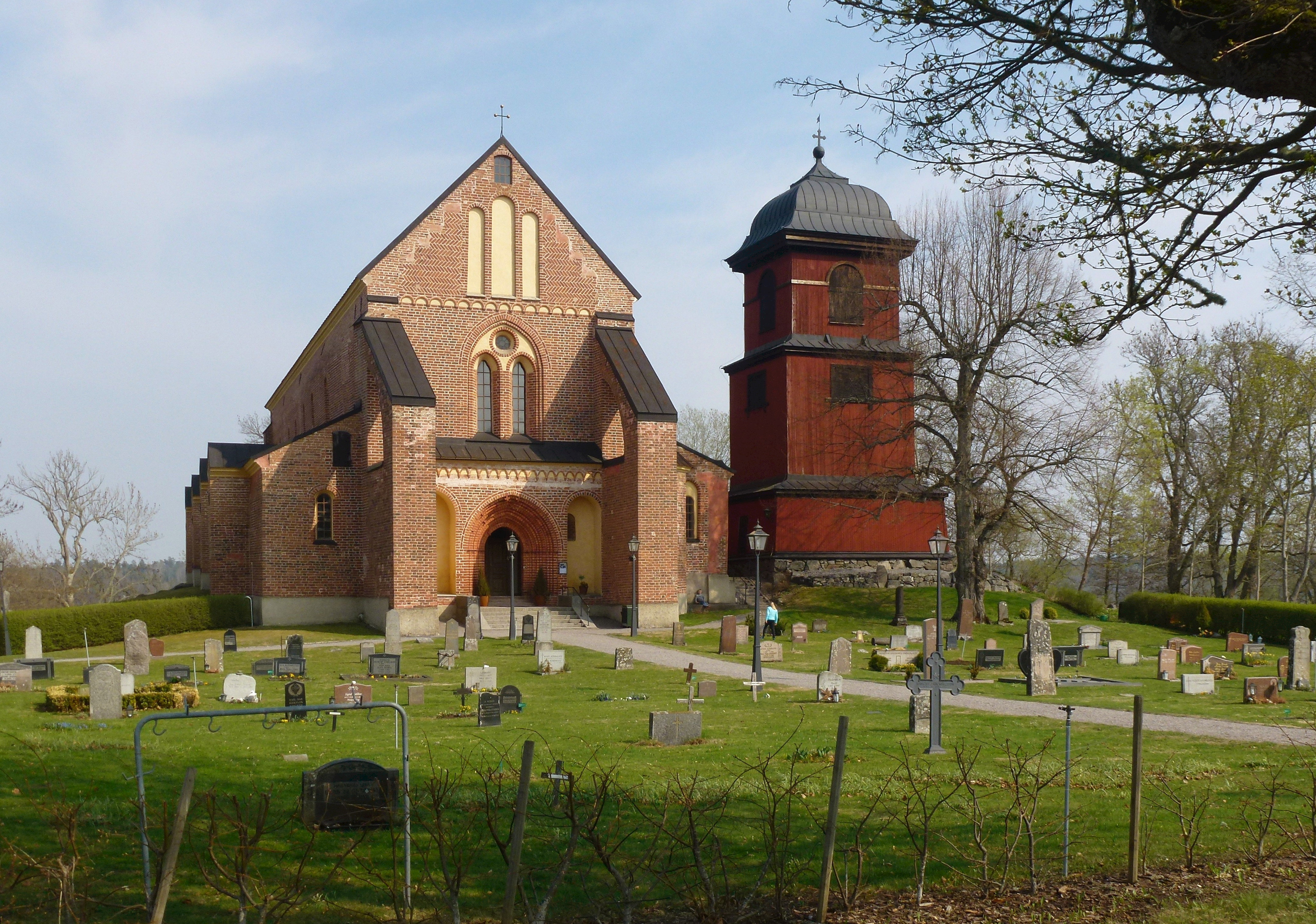
Skoklosters kyrka.

## Porträttsamlingen
Skoklosters porträttsamling omfattar 600 verk, de flesta är målade i olja på duk. Cirka ett hundratal är avbildade med andra tekniker, exempelvis gravyrer och pasteller. De flesta porträtten är osignerade. Samlingarna saknar stora namn som Rembrandt och Rubens. Den mest namnkunnige är David Klöker Ehrenstrahl, född i Hamburg. Han började sin karriär 1651 hos Carl Gustaf Wrangel. Vidare är Alexander Roslin, tysken Matthäus Merian och holländaren Abraham Wuchters representerade samt italienaren Giuseppe Arcimboldo med flera av sina festliga frukt- och grönsaksporträtt. Ett fåtal porträtt är målade på 1500-talet, de flesta på 1600-talet. Det sista porträttet under privat ägo är från 1961 och föreställer Gustav VI Adolf.

### Bilder ur porträttsamlingen i urval

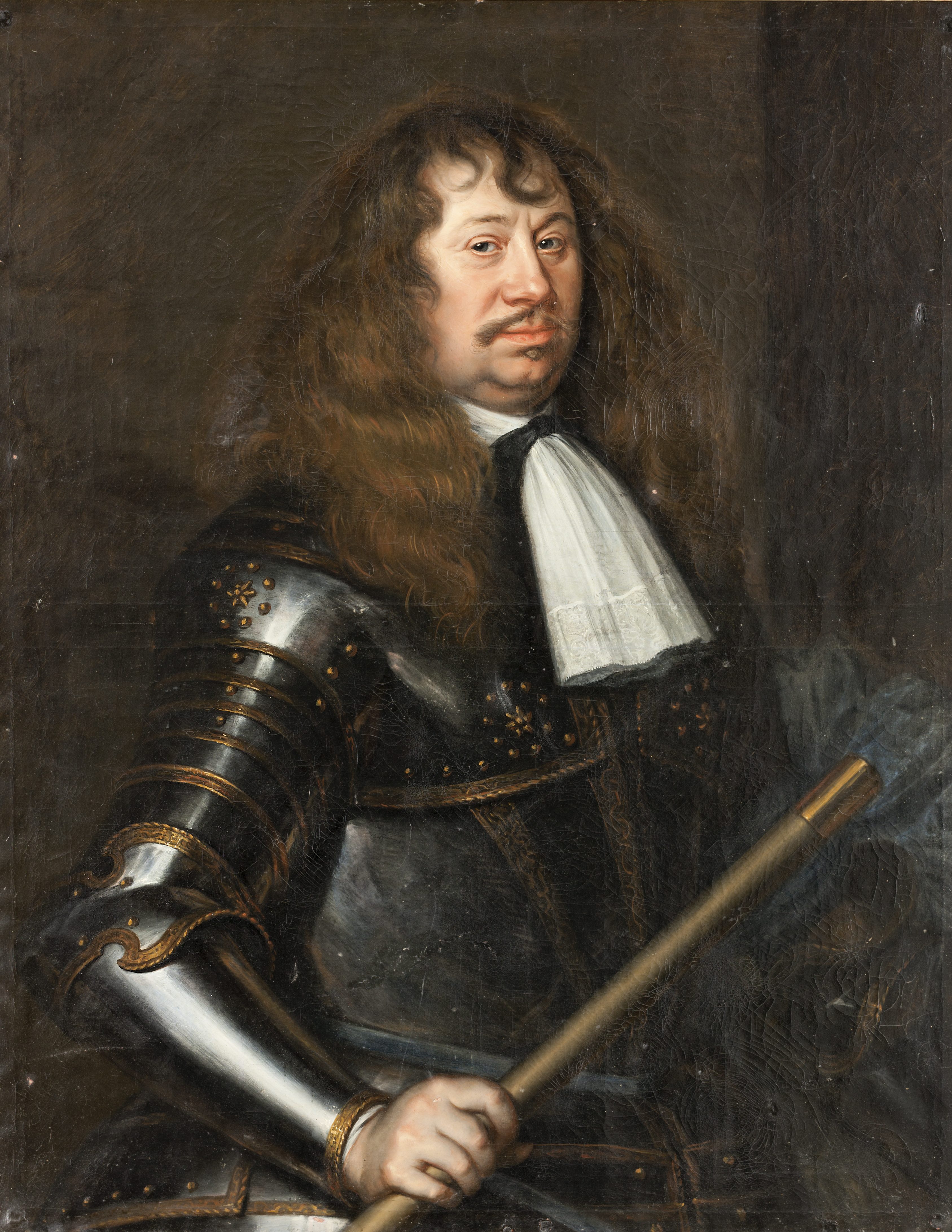
Carl Gustav Wrangel, målning av Matthäus Merian
Vertumnus, målning av Giuseppe Arcimboldo
Nils Brahe den yngre, målning av Abraham Wuchters
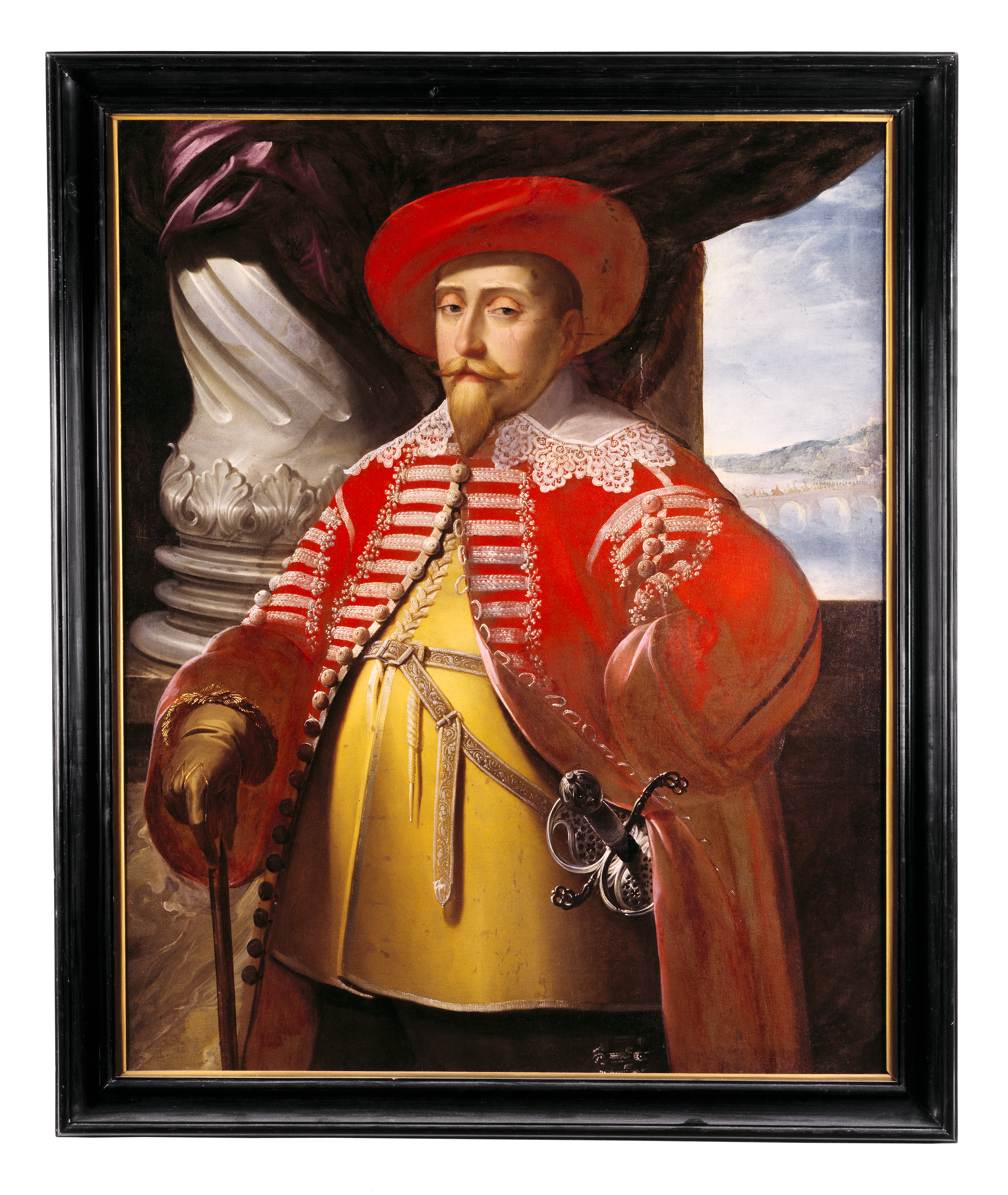
Gustav II Adolf, målning av Matthäus Merian
Anna Margareta von Haugwitz, målning av Anselm van Hulle

## Skoklosters slotts ägarlängd[48]
- 1611: Genom förläning Herman Wrangel (1587–1643), g.m. 1:-o Margareta Grip, som erhöll godset i morgongåva 2:o Catharina Gyllenstierna 3:o Amalia Magdalena av Nassau.
- 1628: Hans son i första giftet Carl Gustaf Wrangel (1613–1676) som arv från modern, tillträdde godset med Stenhuset vid faderns död 1643, g.m. Anna Margareta von Haugwitz.
- 1654: Det nuvarande slottet börjar uppföras.
- 1676: Deras dotter Margareta Juliana Wrangel (1642–1701), fideikommisstiftare, g.m. Nils Brahe den yngre.
- 1701: Deras son Abraham Nilsson Brahe (1669–1728), g.m. 1:o Eva Bielke 2:o Margareta Fredrika Bonde.
- 1728: Hans sonson Erik Brahe (1722–1756), g.m. 1:o Catharina Sack 2:o Stina Piper.
- 1756: Hans son i första giftet Per Eriksson Brahe (1746–1771), ogift.
- 1772: Hans halvbror Magnus Fredrik Brahe (1756–1826), g.m. 1:o Ulrika Koskull 2:o Aurora Wilhelmina Koskull.
- 1826: Hans son i första giftet Magnus Brahe (1790–1844), ogift.
- 1844: Hans halvbror Nils Fredrik Brahe (1812–1850), g.m. Hedvig Elisabet Maria Amalia Piper.
- 1850: Deras son Nils Claës Brahe (1841–1907).
- 1907: Hans bror Magnus Per Brahe (1849–1930), g.m. 1:o Anna Augusta Nordenfalk 2:o Emelie Augusta Reuterskiöld.
- 1930: Hans systerson Gustaf Fredrik von Essen (1871–1936), g.m. Wera Lagercrantz.
- 1936: Deras son Rutger von Essen (1914–1977), g.m. Hermine Tersmeden.
- 1967: Genom köp svenska staten.

### Noter

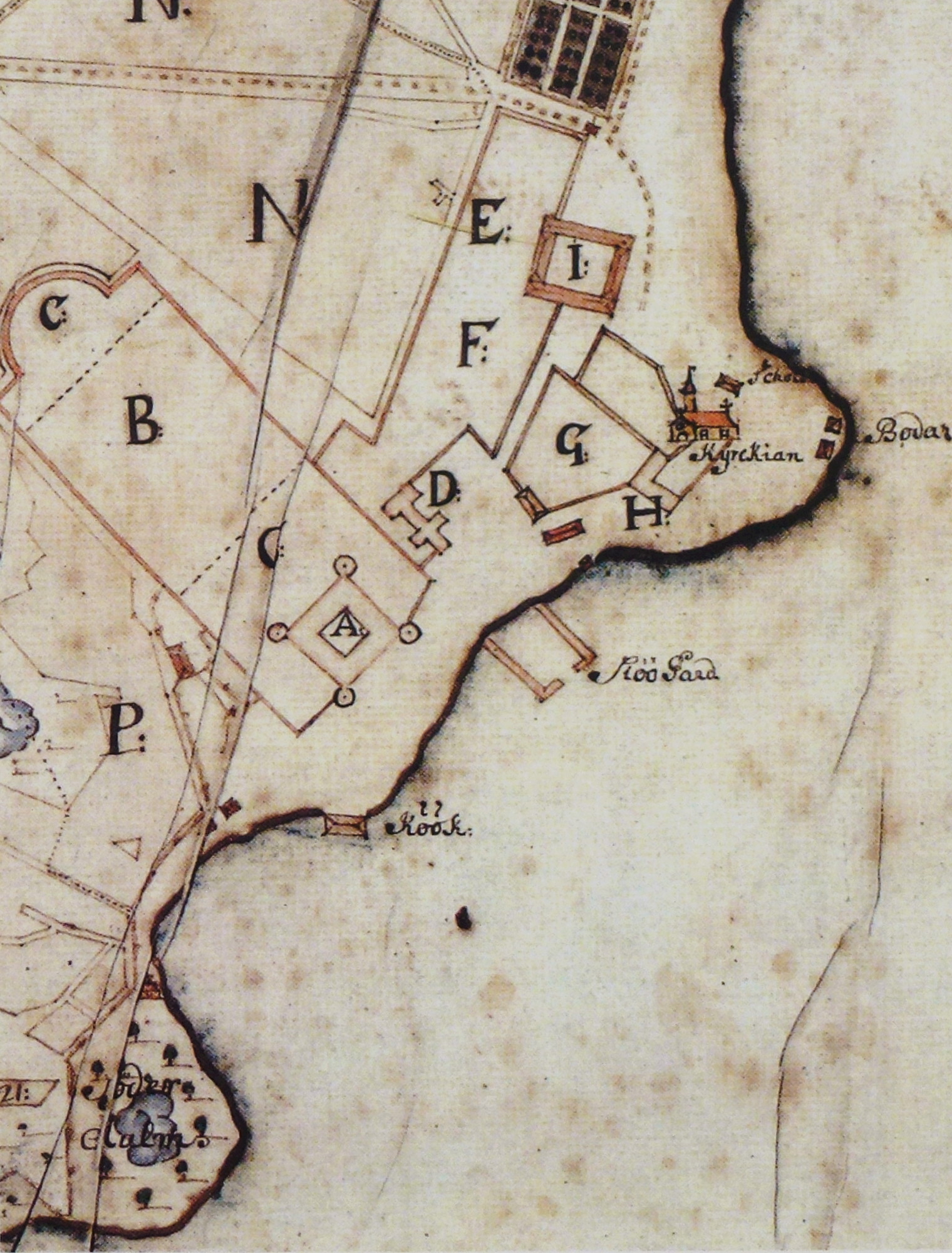
Området på en lantmäterikarta från 1704.